# Escenificación del poder político

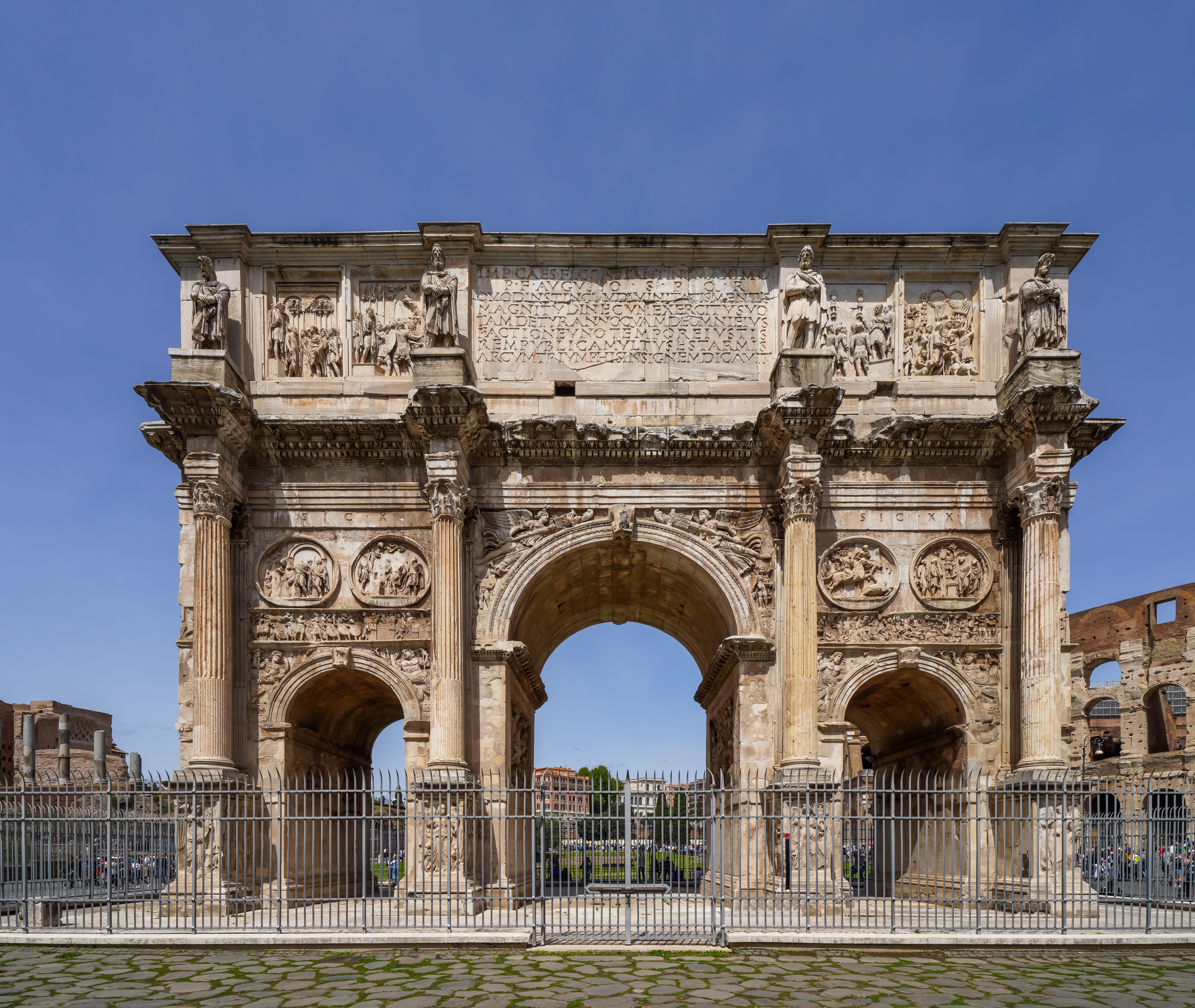
Arco de Constantino en Roma.

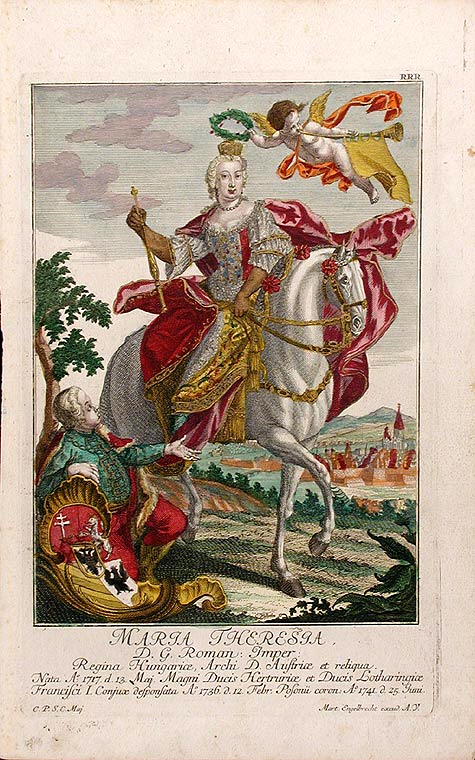
La emperatriz María Teresa I de Austria glorificada en un grabado.

La escenificación del poder político es la forma en que los que ocupan el poder político presentan la naturaleza de este a los ojos de aquellos a los que gobiernan (súbditos o ciudadanos, el cuerpo político, la opinión pública, el electorado), de sus pares (la comunidad internacional) o de sus rivales (la oposición política); mediante todo tipo de mecanismos, dispositivos y recursos (actuaciones -verbales, gestuales-, imágenes, símbolos -representaciones del poder, iconografía del poder-, rituales, etc.)
Rápidamente el principio de la simbolización de las diferencias entre gobernante y gobernados (como ocurre con los atributos del faraón y las iura regalia) se transforma en un ejercicio psicológico de la autoridad del "hombre fuerte" u "hombre público" (los hombres o mujeres que ocupan el poder político); que se dramatiza y pone en escena a través de la estereotipación, sea esta simbólica o no. En función de las sociedades y de la coyuntura histórica, estas escenificaciones se destinan a impresionar, asegurar, mistificar, aterrorizar o simplemente engañar a los espectadores (psicología social, estrategia de comunicación, consenso manufacturado).
La escenificación también puede tener una función heurística, ilustrando las diferentes responsabilidades del poder a ojos de los gobernados, promover el ethos de la persona pública o, al contrario, desempeñar un papel de desinformación análoga al de la propaganda, insistiendo en el pathos. Ciertas escenificaciones pueden también clasificarse como propaganda del poder.
Jugar con la apariencia con ayuda de técnicas escenográficas, próximas a las del teatro y otros espectáculos es común en todas las formas del poder político y otros dominios del poder.
A pesar de la pretensión de este, realizar puestas en escena tampoco es algo privativo de quien ocupa el poder, y en la medida de sus posibilidades puede ser realizado por quien se le opone; sea este otro "poderoso" (o grupo de "poderosos") o sea un "débil" (o grupo de "débiles"), en los ritos y estrategias simbólicas propias de la subversión, que a veces se incorporan a los usos sociales como una subversión temporal, especialmente en el contexto de la fiesta. En contextos más específicamente políticos, las puestas en escena de la subversión incluyen la ocupación de espacios escenográficos ya existentes y que se habían dotado de un valor simbólico particular por el poder (marcha sobre Washington de 1963 -Martin Luther King-, ocupación de la Puerta del Sol de Madrid en 2011 -15M-), estrategia que también es una constante en la práctica de puestas en escena de los nuevos ocupantes del poder en coyunturas de cambio (reutilización por los conquistadores españoles de los espacios sagrados o de poder indígenas americanos -siglo XVI-, derribo de la Bastilla y utilización "revolucionaria" del lugar que ocupó, reconversión de la catedral de Notre-Dame en templo de la Diosa Razón o de la iglesia de Santa Genoveva en Panteón de París -los tres casos durante la Revolución francesa, desde 1789-, utilización de la Galería de los Espejos del palacio de Versalles para la proclamación del Kaiser Guillermo -1871-, o de la Königsplatz de Múnich, con su monumentos neoclásicos, por los nazis -años 30 y 40 del siglo XX-).
Un elemento importante en la lucha ideológica es el desvelamiento de los mecanismos de escenificación del poder (El traje nuevo del emperador o "el rey está desnudo" -cuento tradicional-, o el concepto de "tigres de papel" -Mao-).

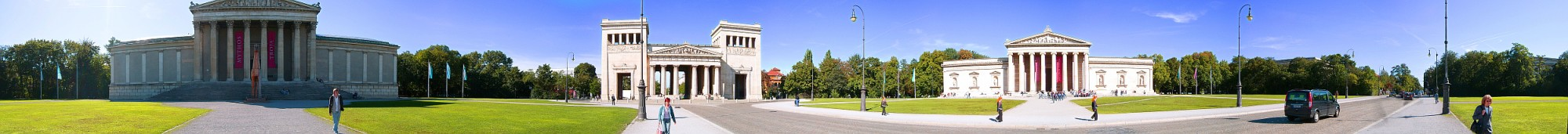
Panorámica de 360º de la Königsplatz (Múnich). Es un amplio espacio rodeado por edificios de arquitectura neoclásica (entre los que está el de la Gliptoteca, primero por la derecha). Su impresionante entorno fue utilizado como escenario de acontecimientos políticos por los reyes de Baviera y posteriormente por el nazismo. Los desfiles atravesaban el eje longitudinal pasando por debajo de los Propíleos (edificio del centro).

## Exhibiciones de poder en zoología y antropología
Dicen algunos que habiéndose adornado Creso una vez con toda clase de ornatos, sentado en su trono, le preguntó [a Solón] si había visto nunca espectáculo más bello, a lo cual respondió: «Lo he visto en los gallos, faisanes y pavos, pues éstos resplandecen con adornos naturales y maravillosa hermosura».

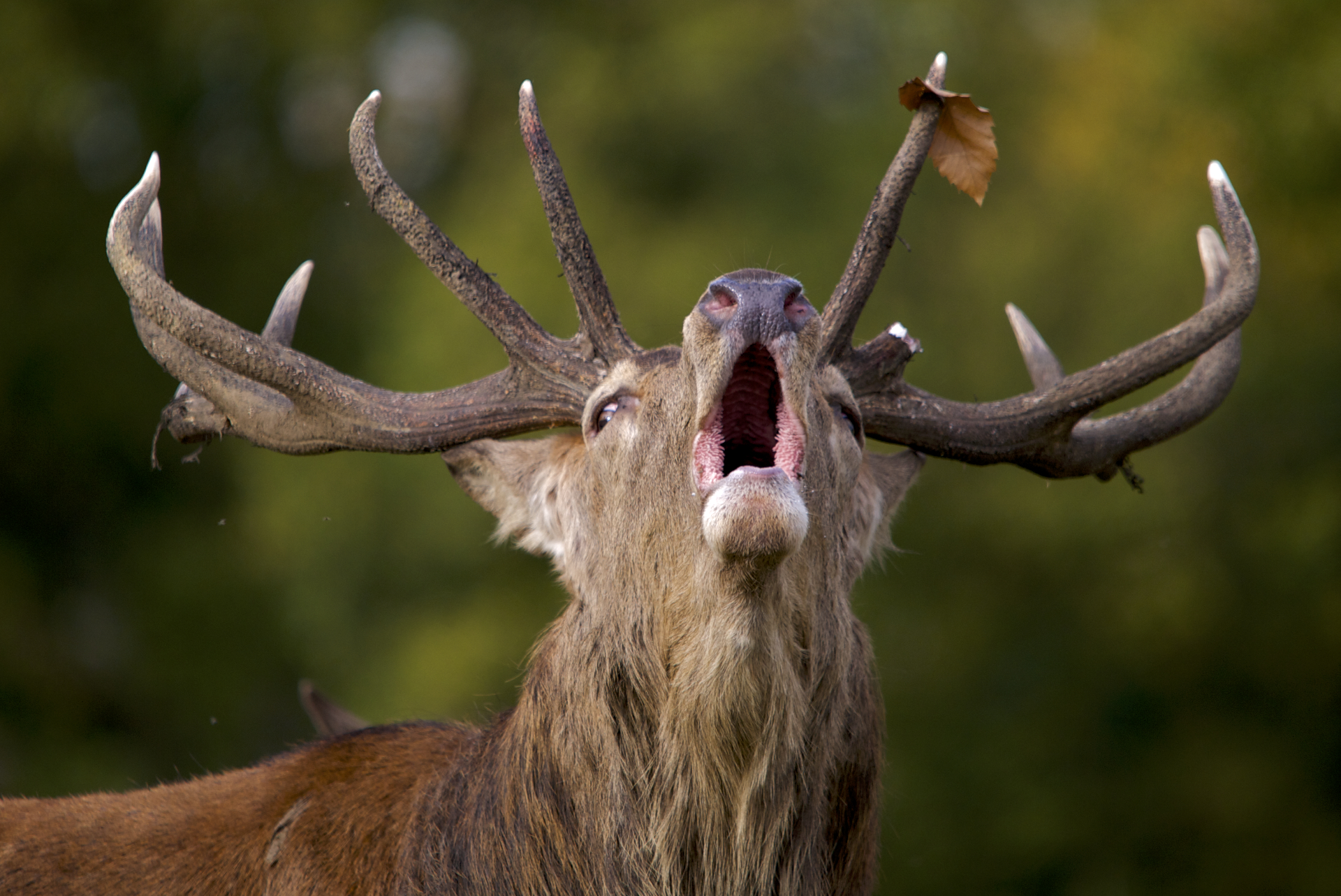
Ciervo durante la berrea.

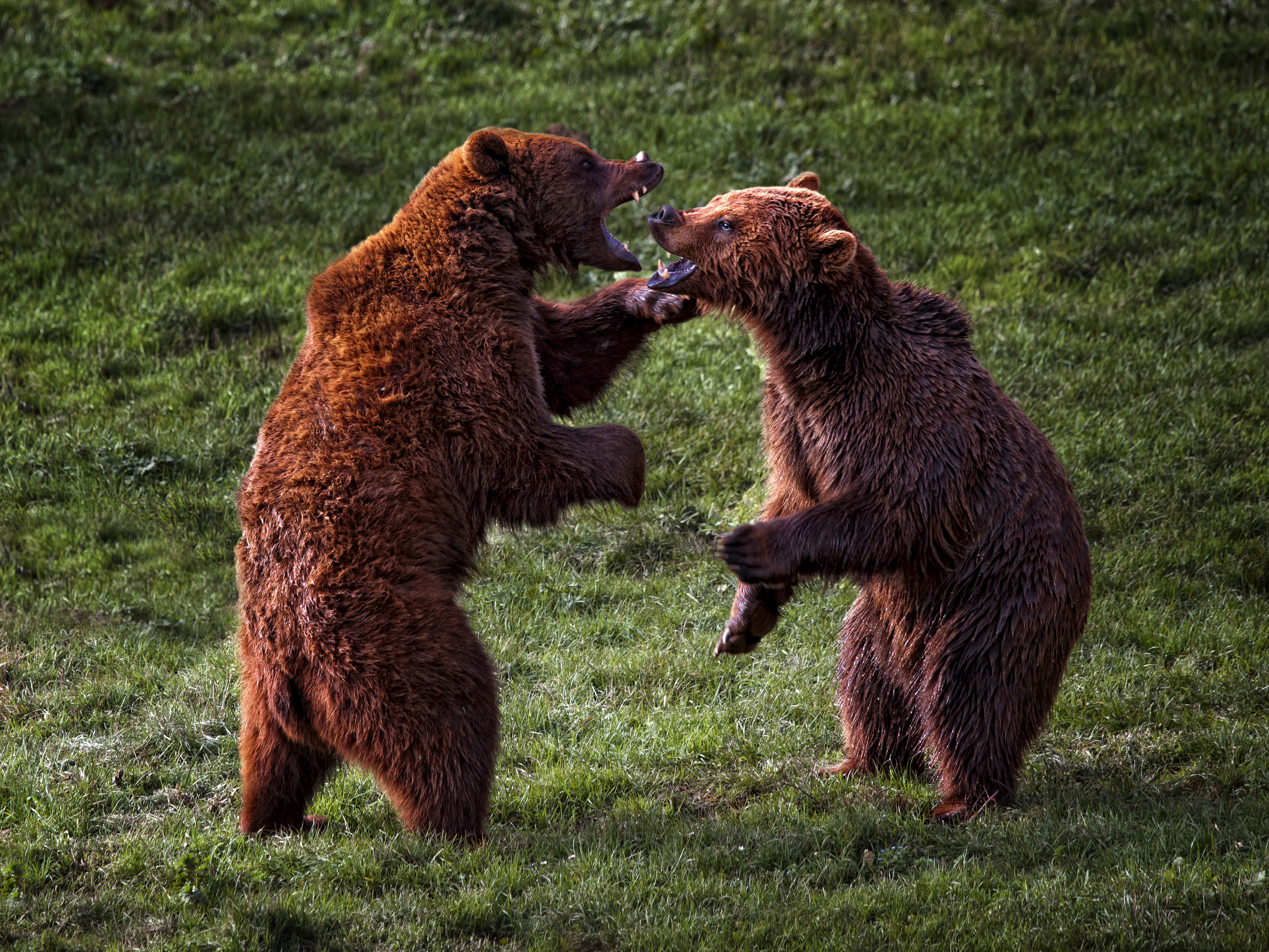
Osos interactuando.

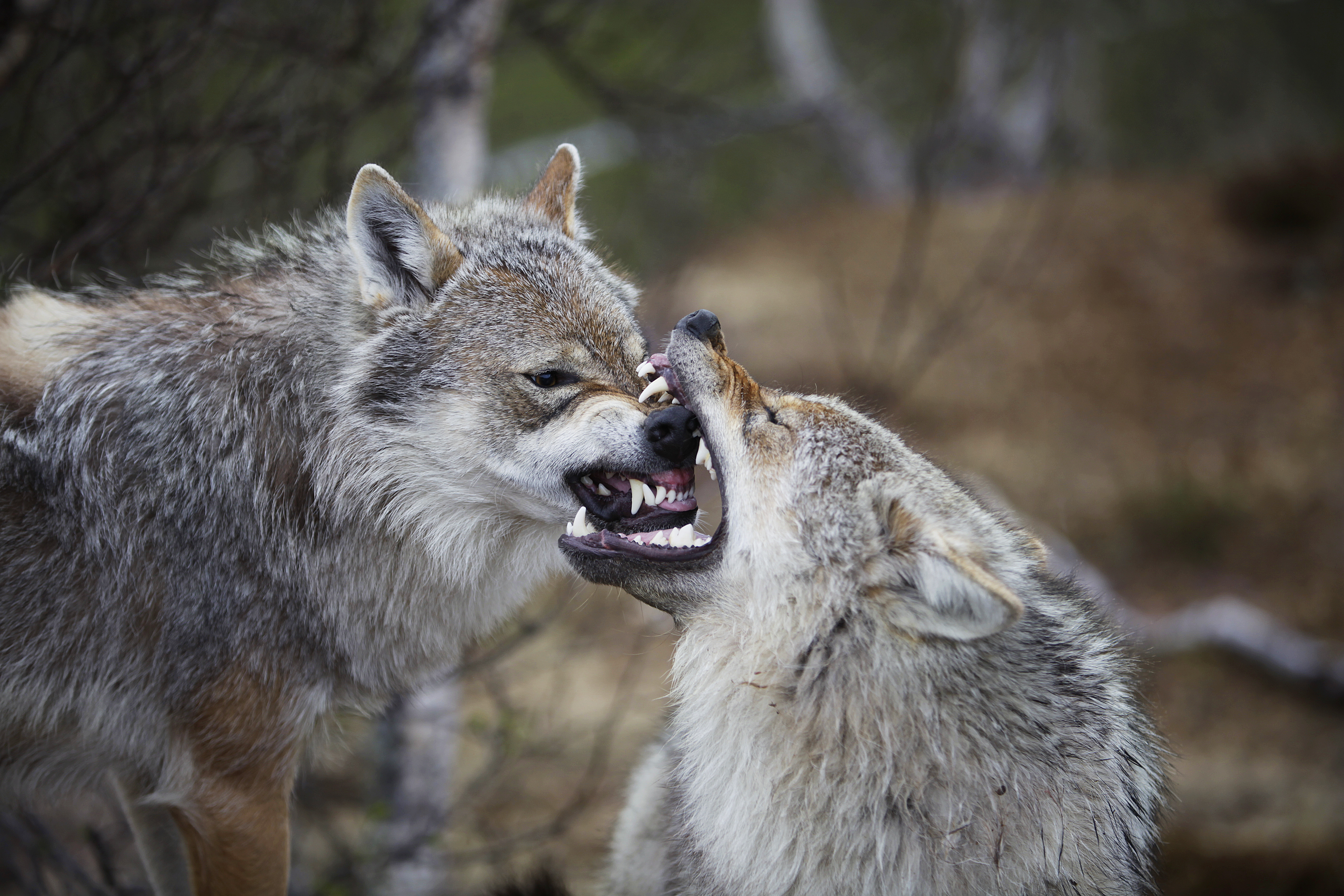
Lobos interactuando.

En el reino animal son muy habituales las exhibiciones, tanto interespecíficas como intraespecíficas, en las que se demuestra (o se exagera o engaña) la fuerza o la adecuación a un determinado canon físico o de comportamiento, siendo objeto de estudio para zoólogos, etólogos y biólogos evolutivos. Ante los propios congéneres, las escenificaciones de poder conducentes al establecimiento de la jerarquía (jerarquía de dominancia), determinantes para el apareamiento o el acceso a la comida, se suelen realizar mediante combates ritualizados (comportamiento agonístico), en los que la violencia es más simbólica que real y se detiene en cuanto una de las partes renuncia al desafío y activa las señales de apaciguamiento. Las características adecuadas se perpetúan mediante el mecanismo denominado selección sexual.

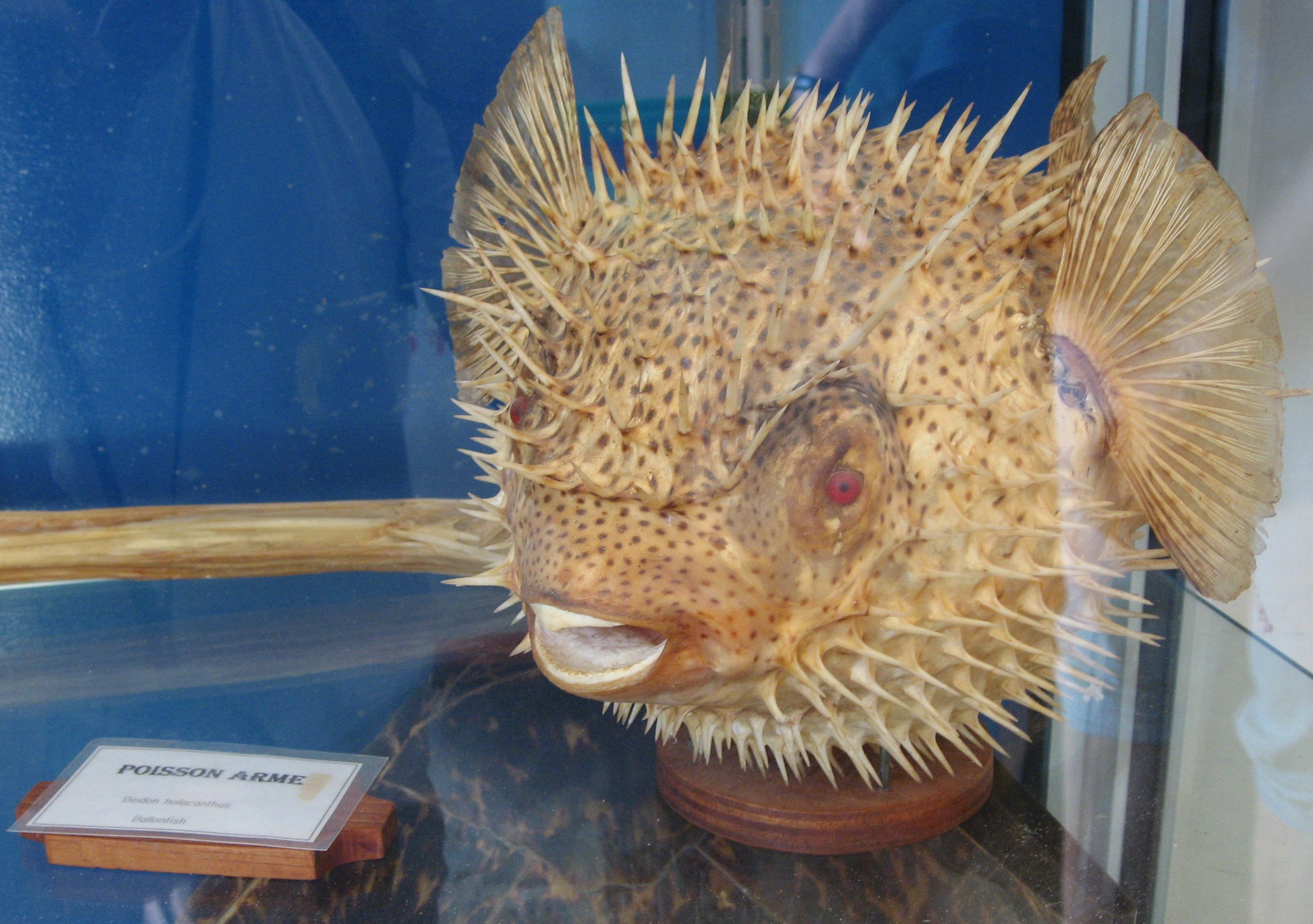
Pez erizo.
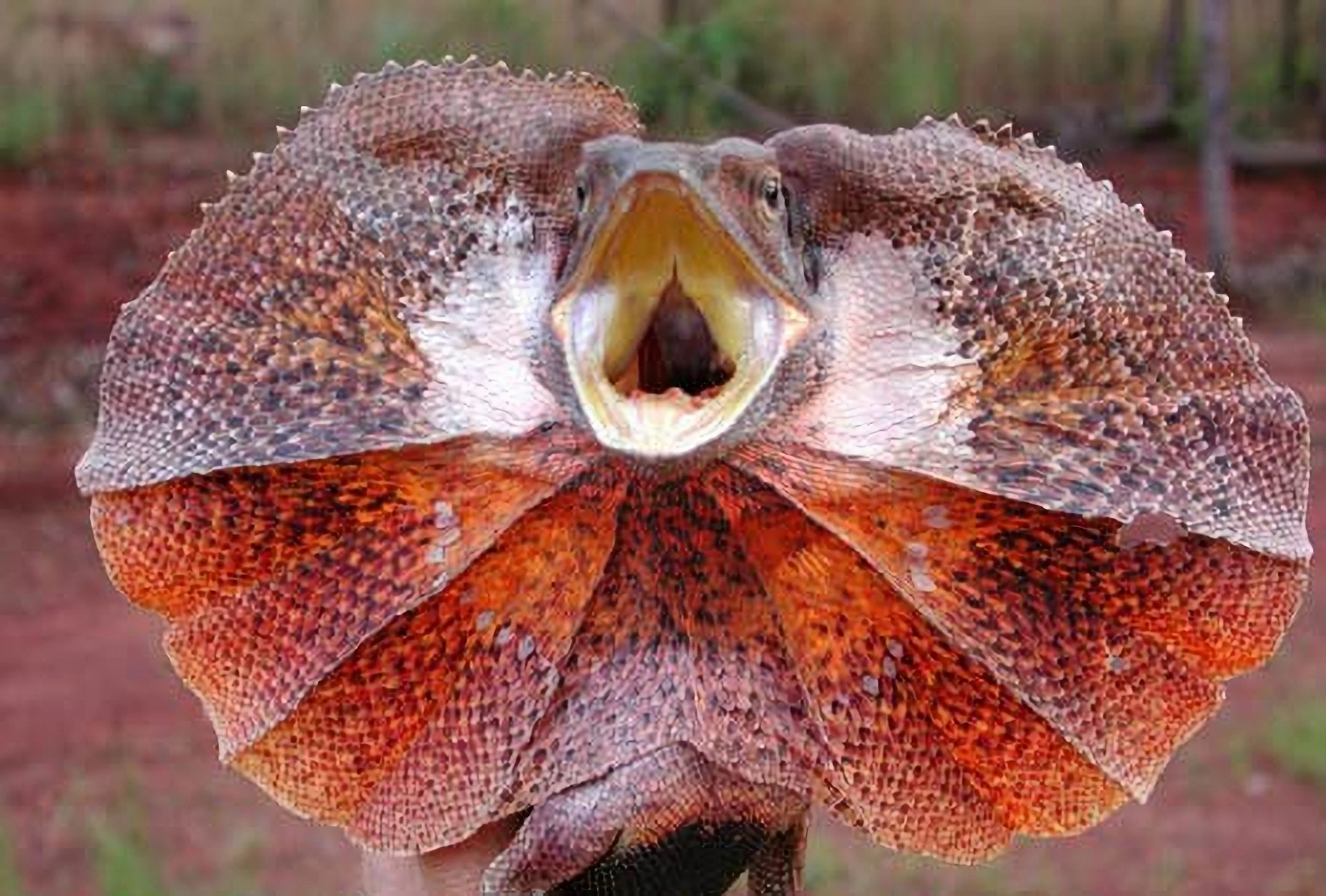
Lagarto de gorguera.
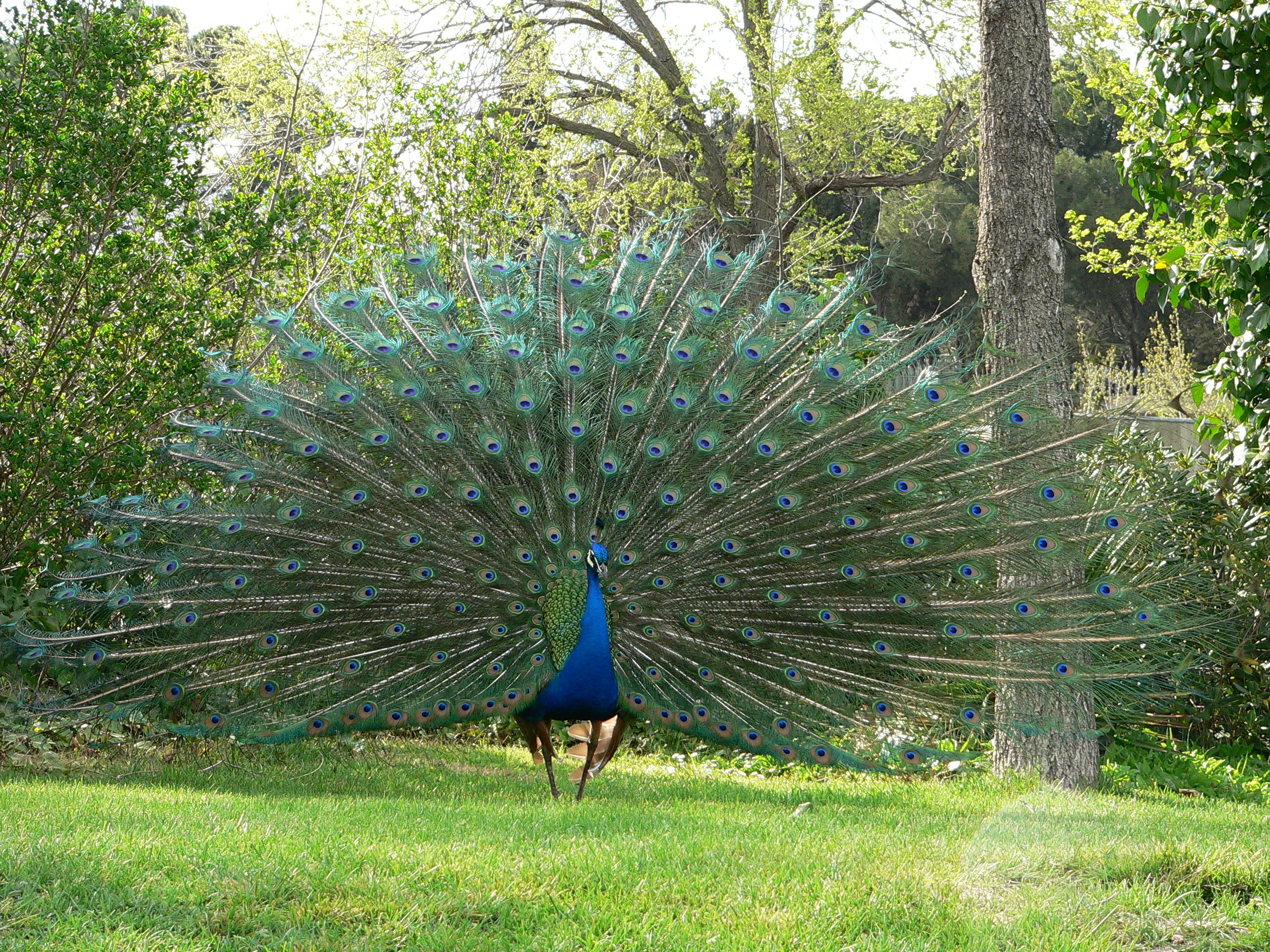
Pavo real.
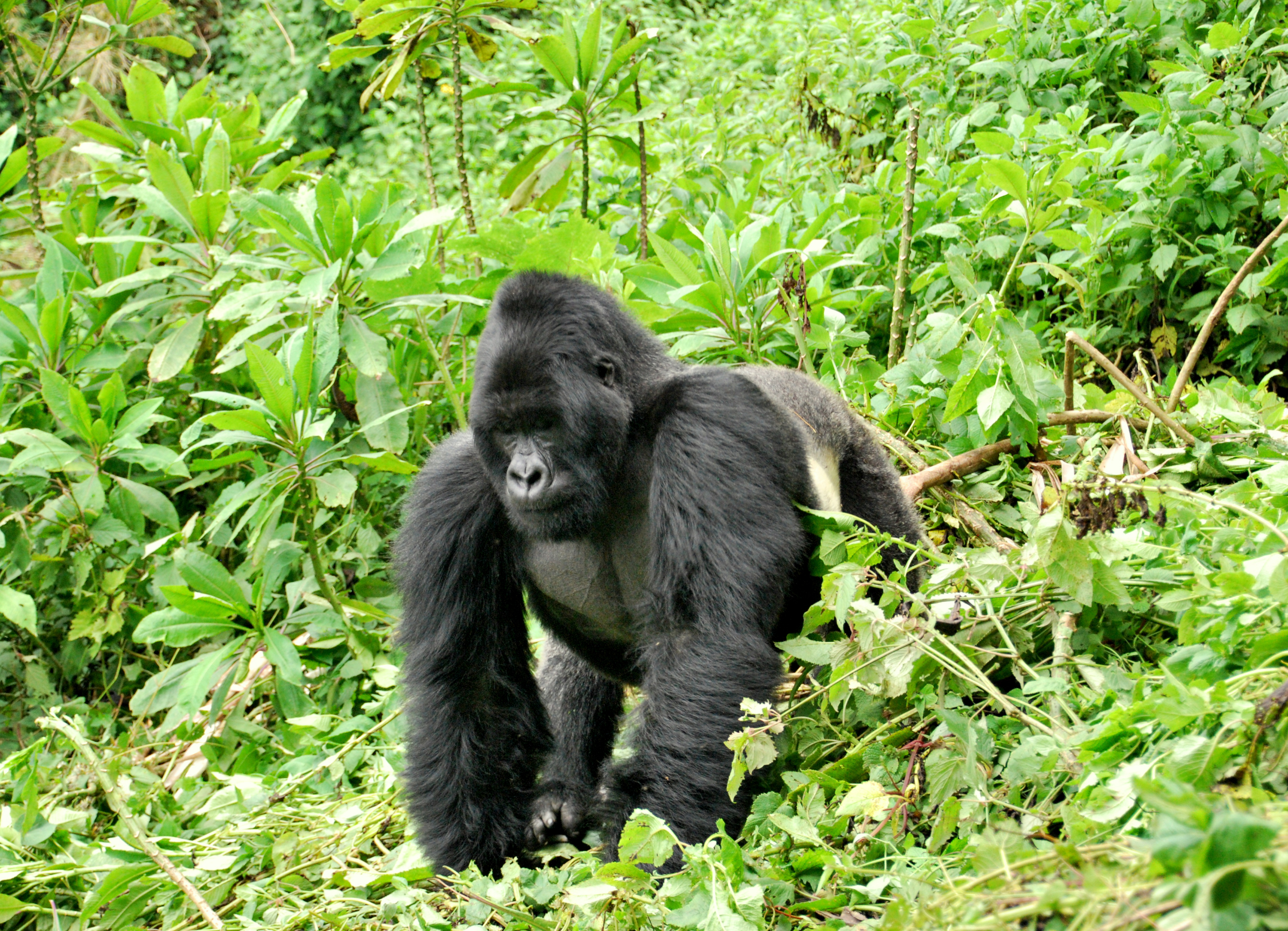
Gorila.
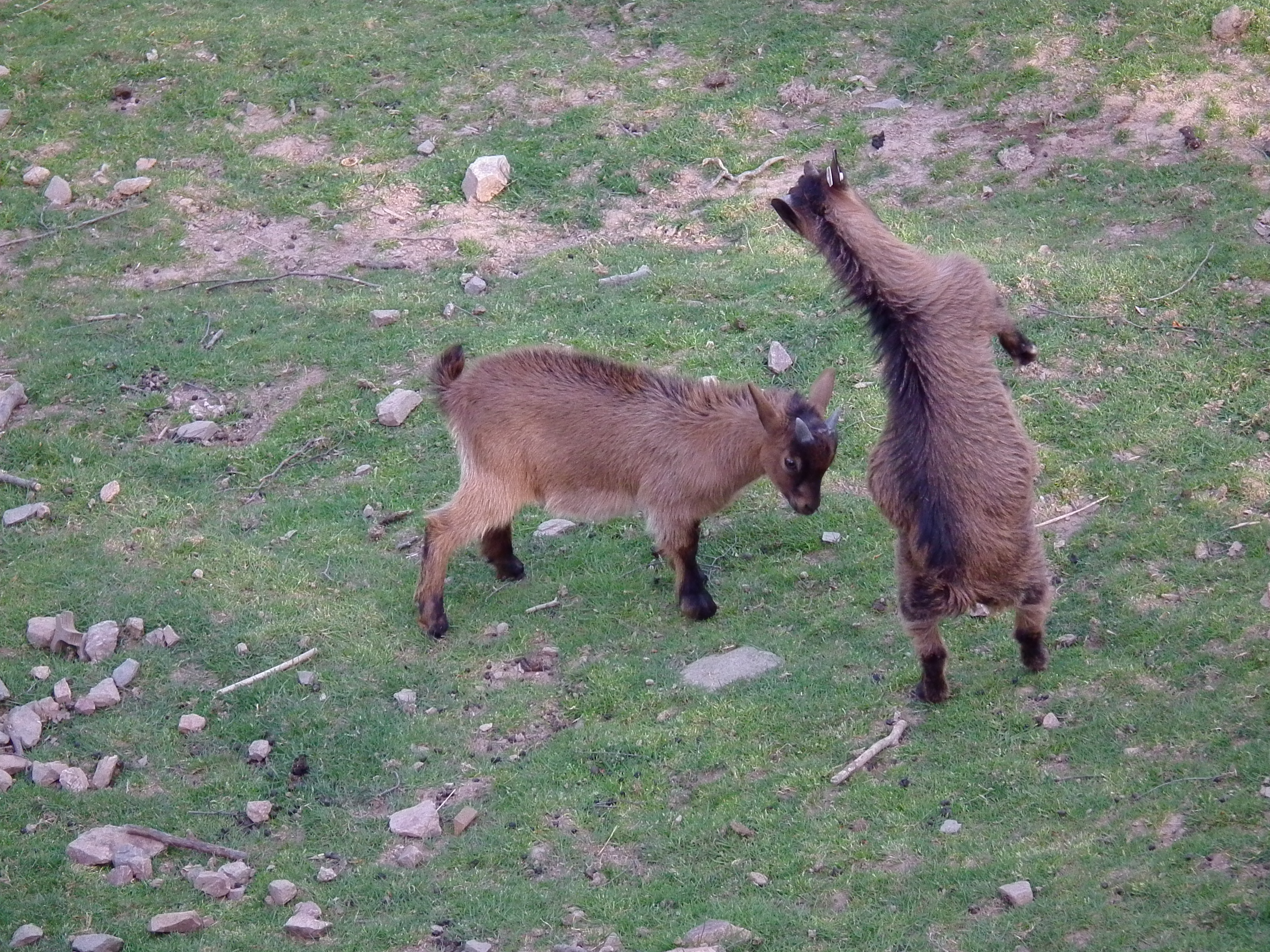
Cabras interactuando.

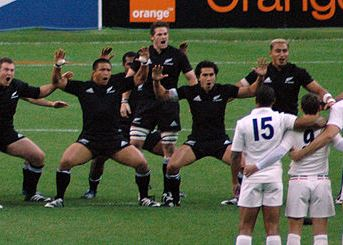
La haka, un famoso ritual de intimidación de los jugadores de rugby de Nueva Zelanda, aúna muchos rasgos de puesta en escena del poder, tanto en lo que tiene que ver con cualquier otra actividad deportiva moderna como con la tradición cultural maorí.

Muchos de estos mecanismos están presentes en la especie humana (por ejemplo, los signos de desafío, amenaza o intimidación que consisten en "enseñar los dientes", adelantando el rostro y mirando fijamente, o los de apaciguamiento o sumisión que consisten en inclinarse o postrarse -reverencia, proskynesis- bajando la mirada).
Ciencias sociales como la antropología y la etnología identifican aspectos similares, que se sofistican y estilizan en el comportamiento y la organización social, en todos los grupos humanos, independientemente de que se trate de sociedades "primitivas", preindustriales, industriales o postindustriales; aunque de forma muy diferente, y distinguiendo en cada estadio de la evolución cultural distintos tipos de relaciones de poder, o incluso negando que tales existan como imperativo biológico, diferenciando la competitividad (forma de agresividad intraespecífica, como la define el etólogo Konrad Lorenz) de la lucha por el poder, que no sería común a todas las sociedades humanas (lo probarían muchas sociedades cazadoras-recolectoras, como los esquimales, los kung del Kalahari o los aborígenes australianos). Esas formas con profundas raíces antropológicas de poner en escena una posición dominante son los combates ritualizados (que James George Frazer identificó en el origen de la monarquía, y en la sociedad industrial se prolongan en el deporte, en los debates y en el propio mecanismo de las elecciones) o la puesta en escena del personaje que ocupe la jefatura: intensificar la altura corporal con tocados específicos (coronas, penachos de plumas), lo que incrementa la visibilidad, al igual que "in-vestirse" con vestimentas especiales (por su color o material, que incluso en el caso de los uniformes tienen algún rasgo distintivo), reservarse el primer lugar en el acceso a la comida (no obstante que una de las funciones del poder es la de proveer recursos para el grupo) y ocupar asientos o lugares de preeminencia destacados (tronos, palios), u obtener el uso de determinados objetos manipulables (armas o aperos agropecuarios -espada, vara-, que además de dar visibilidad, dan la capacidad real o simbólica de atacar, defender y "liderar" -guiar, conducir-, además de ser interpretados psicoanalíticamente como símbolos fálicos y antropológicamente como patriarcales), o de medios de transporte privativos (desplazarse izado sobre una plataforma o un escudo, o en silla de manos, falúa real, carroza real, etc.)

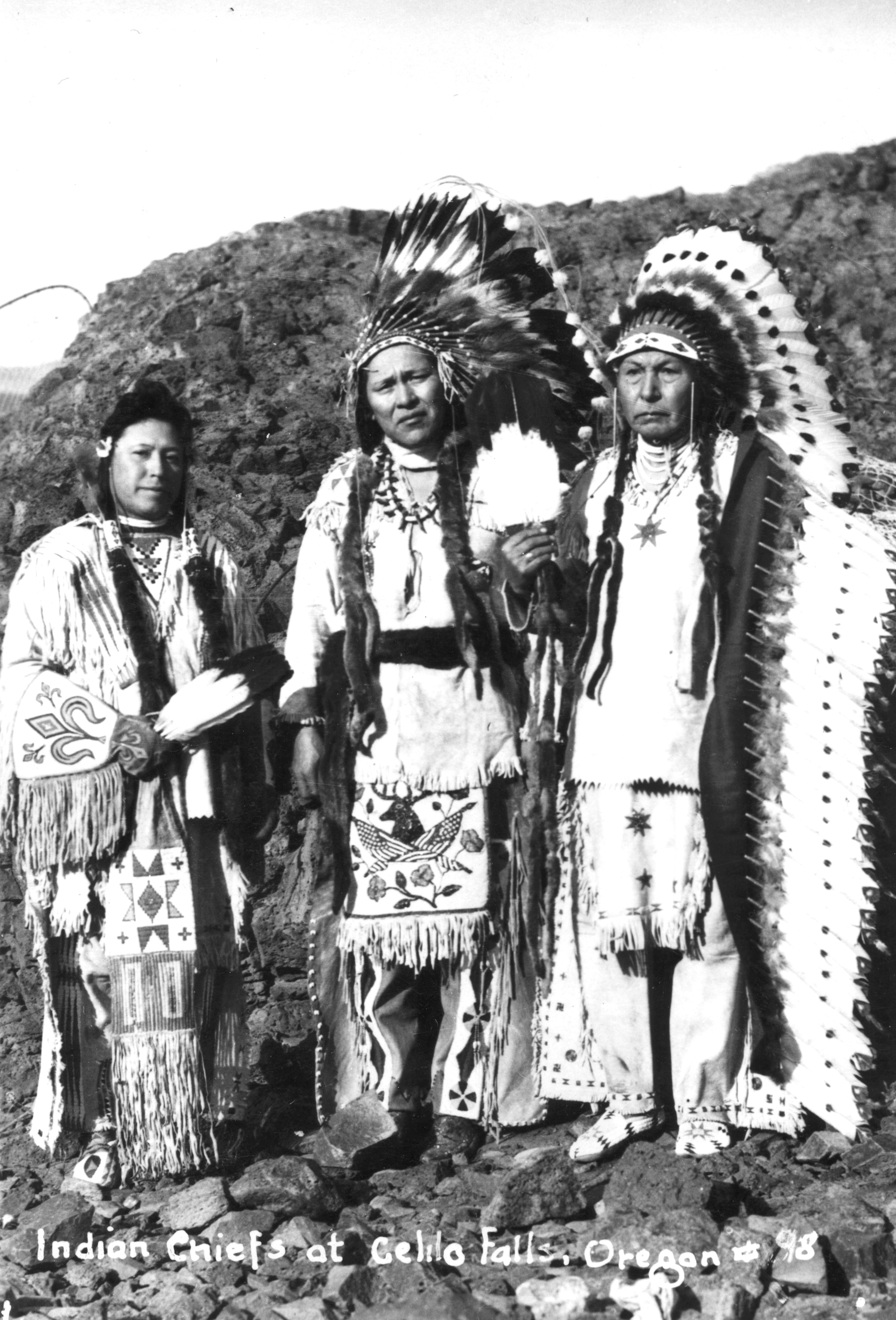
Jefes indios en Oregón (Estados Unidos).
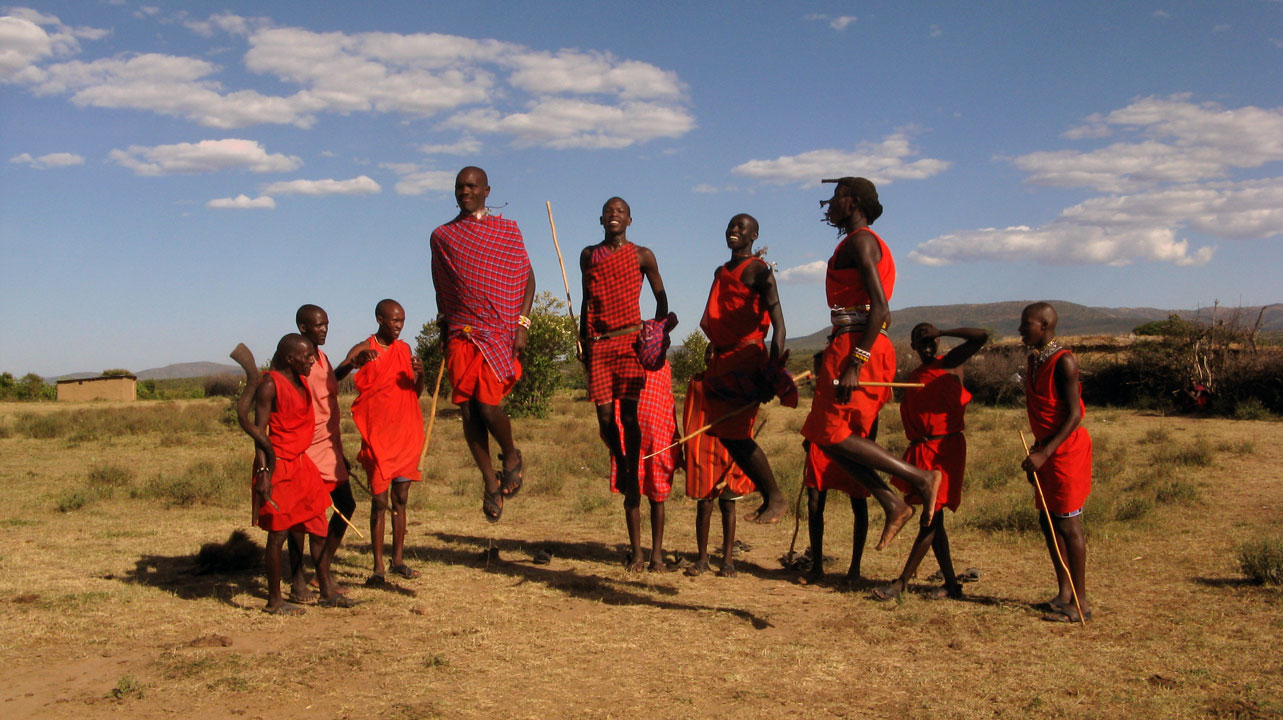
Danza ritual masai, en la que los jóvenes varones saltan lo más alto posible.
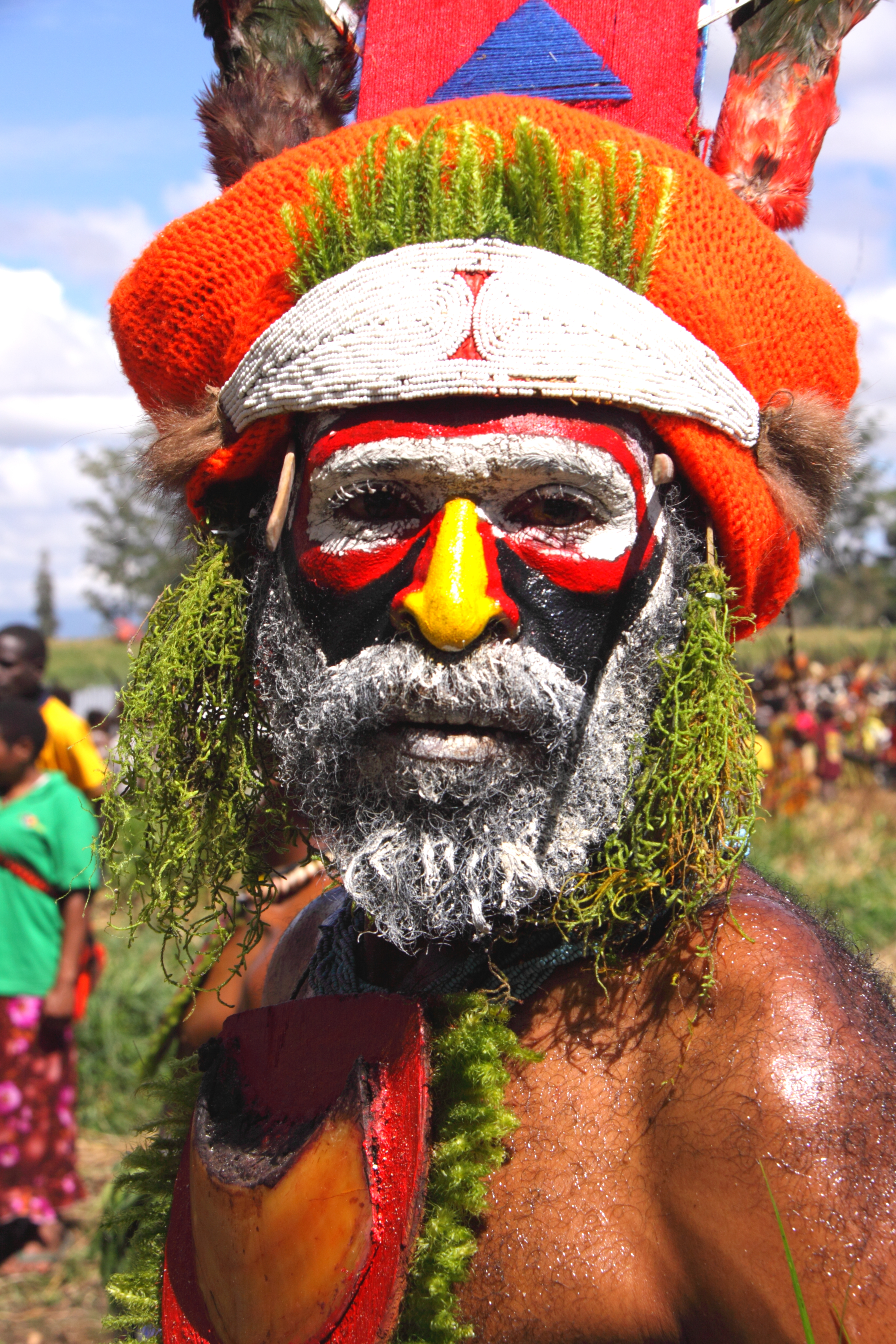
Adorno facial y tocado en Papúa-Nueva Guinea.
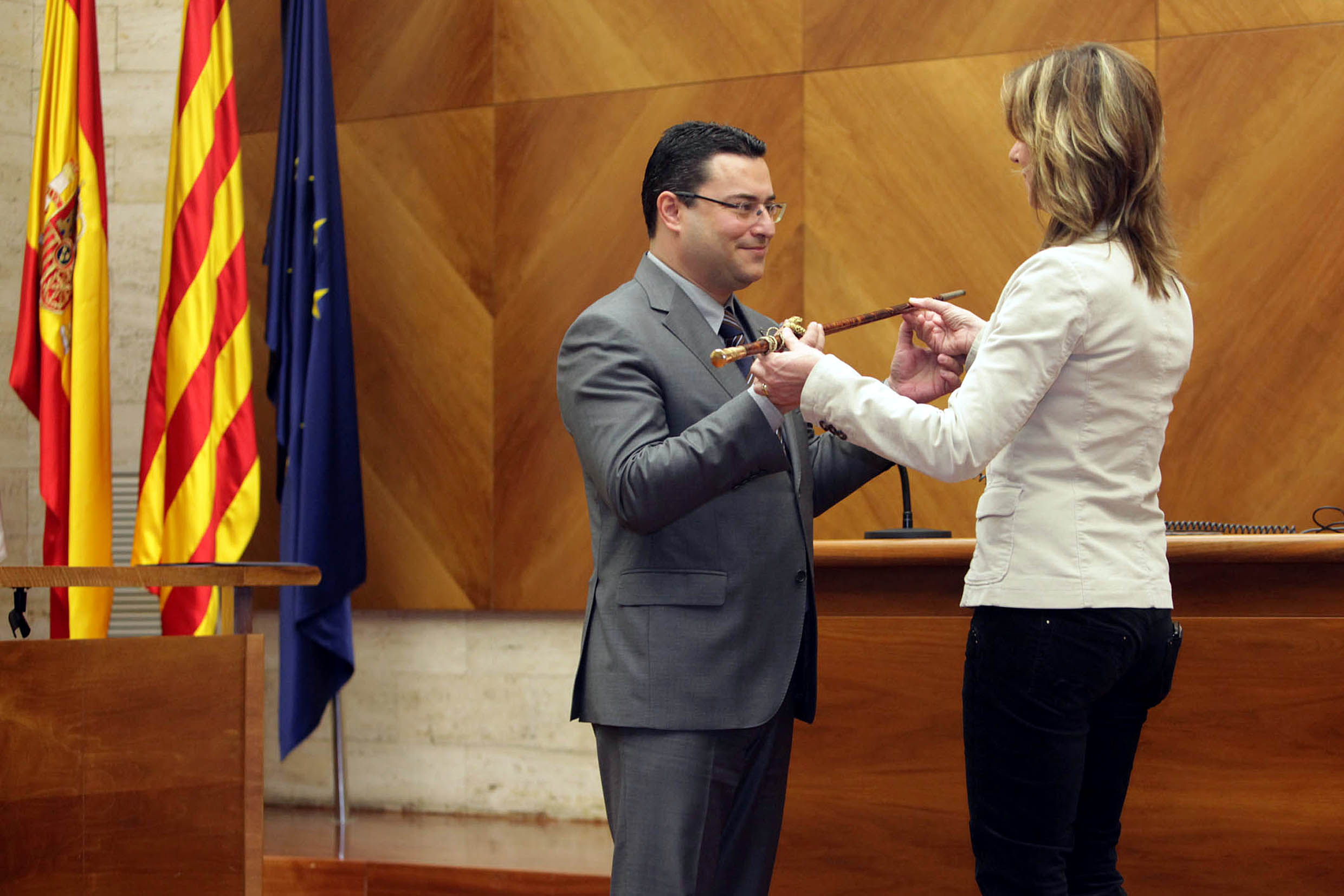
Investidura de un alcalde en España, al recibir la vara.
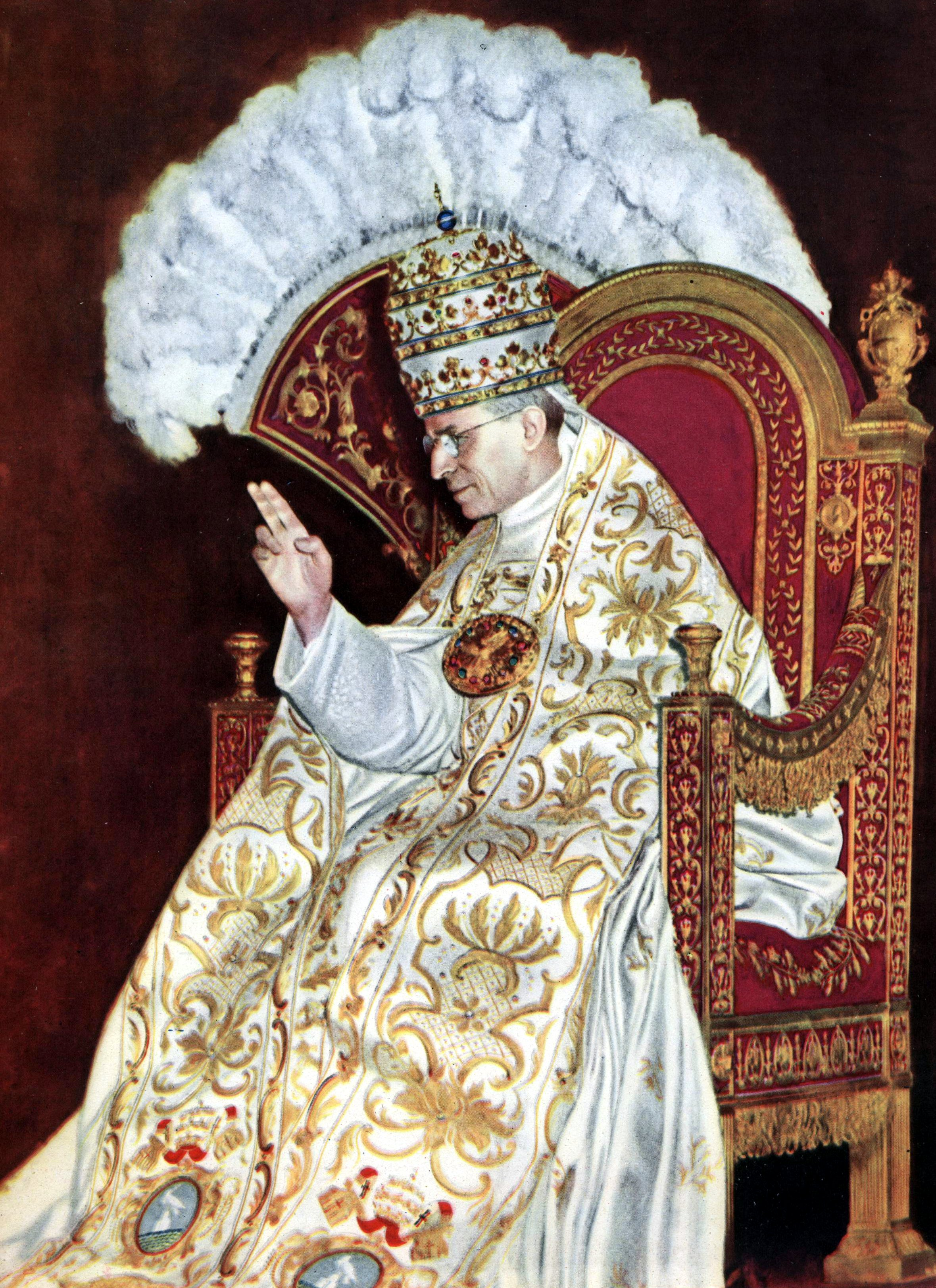
El papa Pío XII con tiara, silla gestatoria y flabelo entre otros elementos distintivos.

## Mecanismos de escenificación desde la Antigüedad
Dicen unos que un ecuestre tropel, la infantería / otros, y ésos, que una flota de barcos resulta / lo más bello en la oscura tierra, pero yo digo / que es lo que uno ama.
Safo de Lesbos

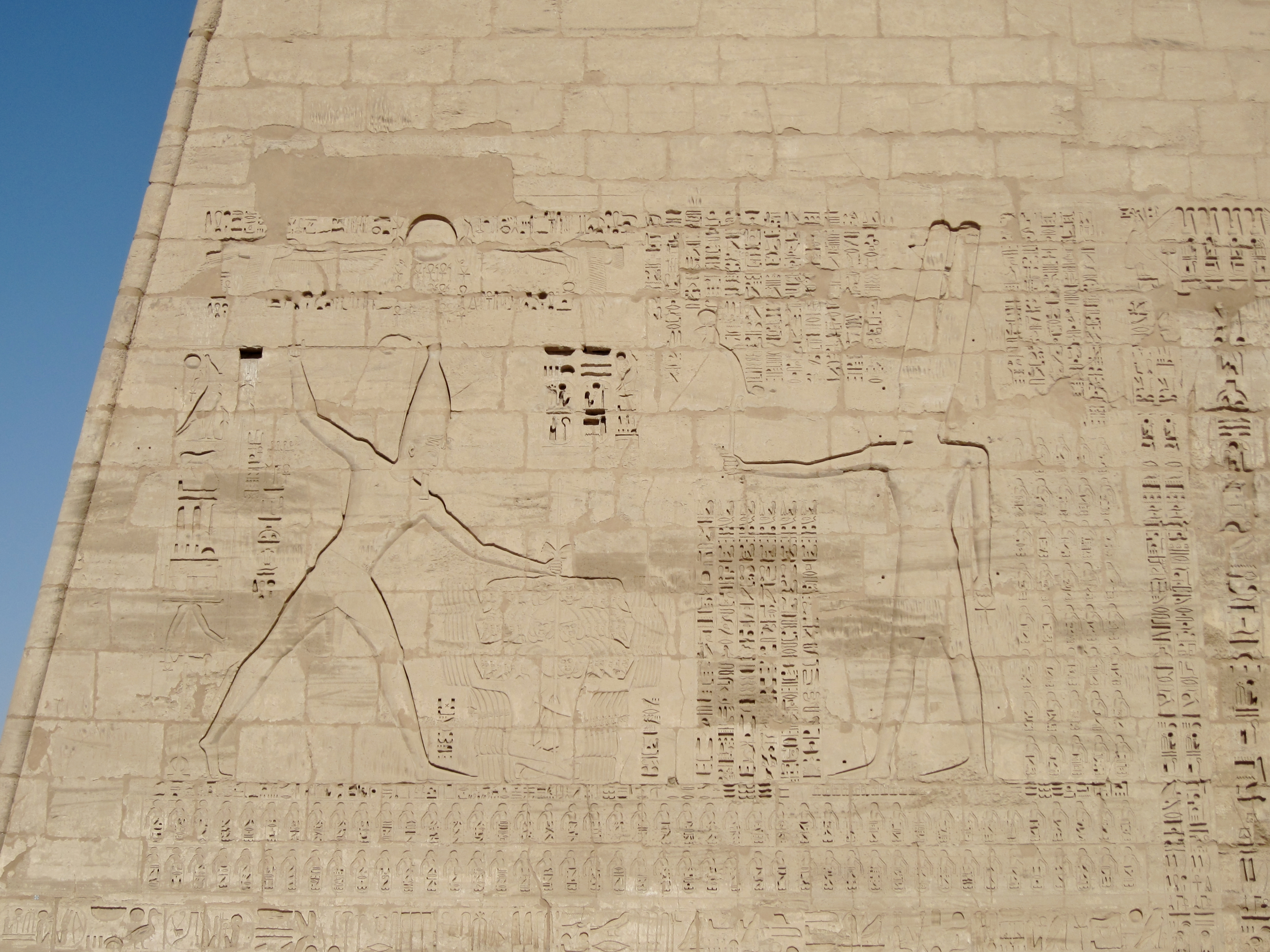
El faraón Ramsés III blandiendo una maza contra sus enemigos vencidos en el relieve de un pilono del templo de Medinet Habu. Es una imagen estereotipada, simbólica del poder real, que se repite en bajorrelieves a lo largo de toda la historia del Antiguo Egipto, desde la paleta de Narmer (Den -en una tablilla-, Tutmosis III -en Karnak-, Ramsés II -en Abu Simbel-, o Ptolomeo XII -Edfu-), incluyendo a faraones de los que se desconoce su intervención en batallas.

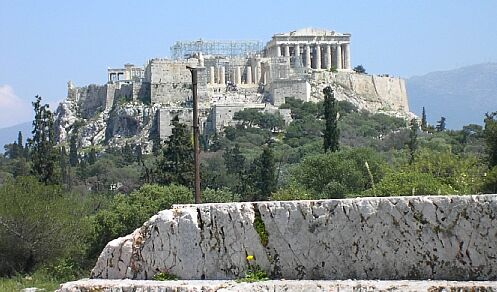
La Acrópolis de Atenas es el paisaje de fondo desde el Pnyx, la colina donde se reunía la ekklesia o asamblea ciudadana.

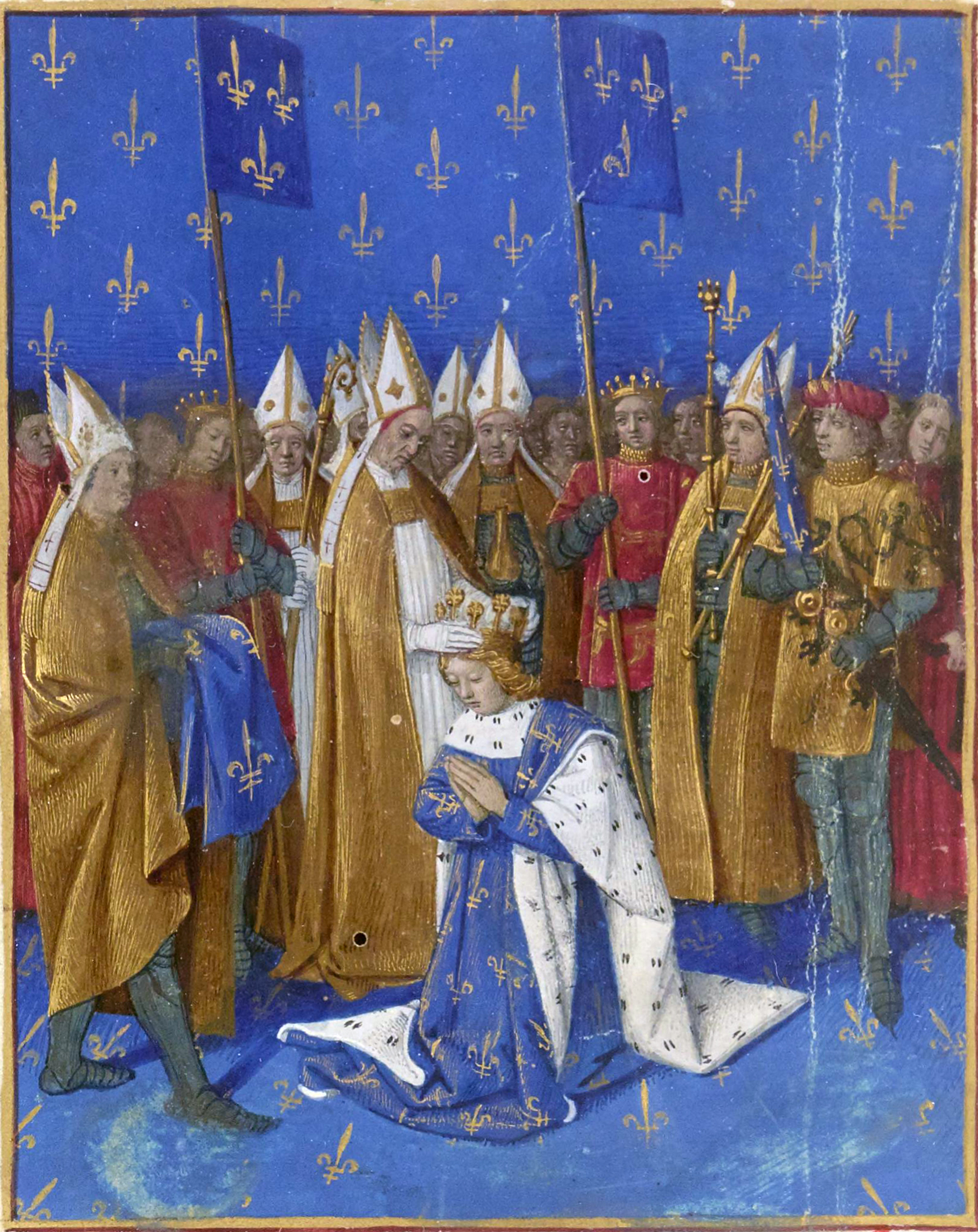
Coronación de Carlos VI de Francia.

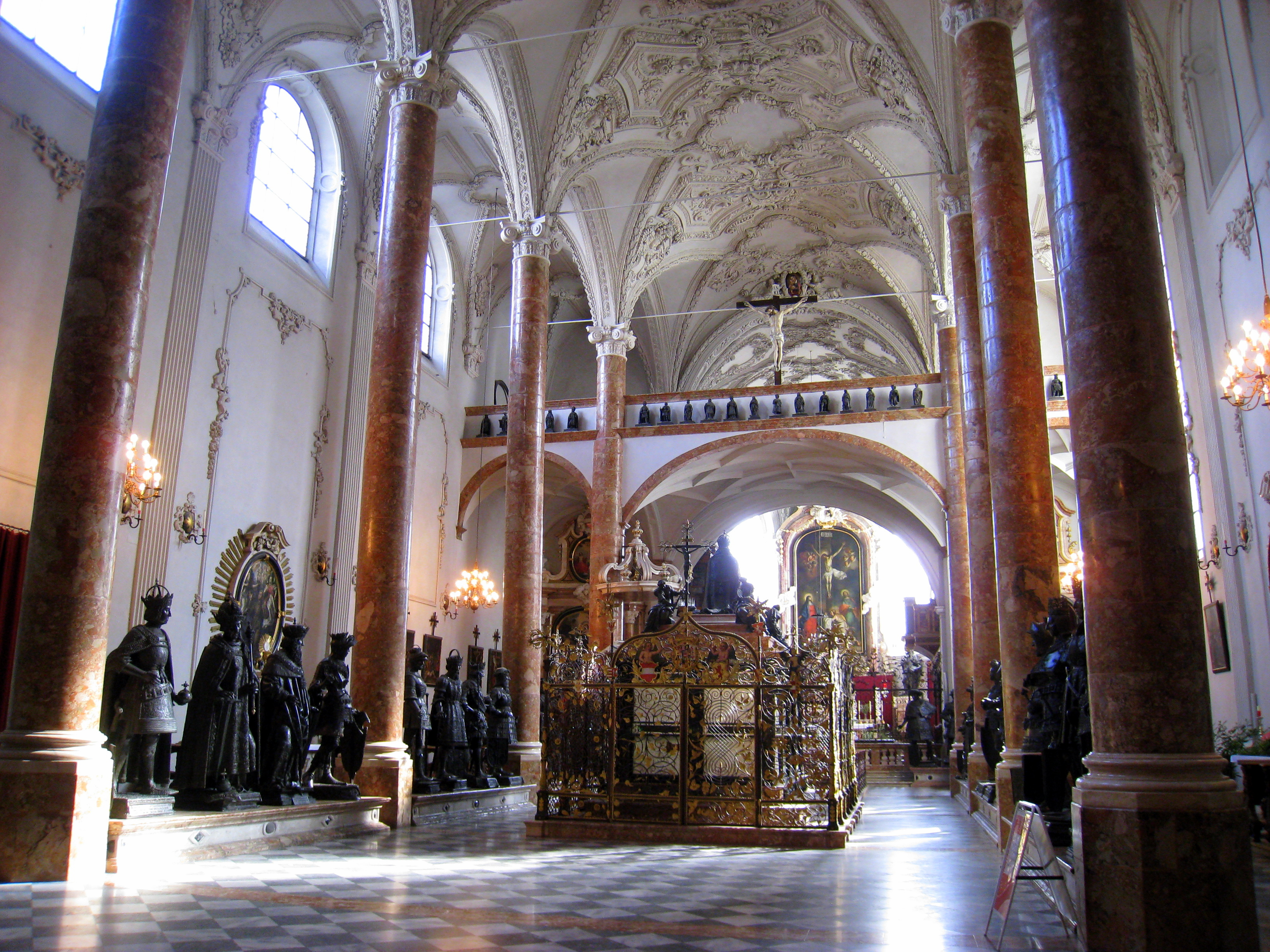
En la Hofkirche de Innsbruck, el cenotafio de Maximiliano I de Habsburgo está rodeado por estatuas de bronce de tamaño natural de personajes de su dinastía.

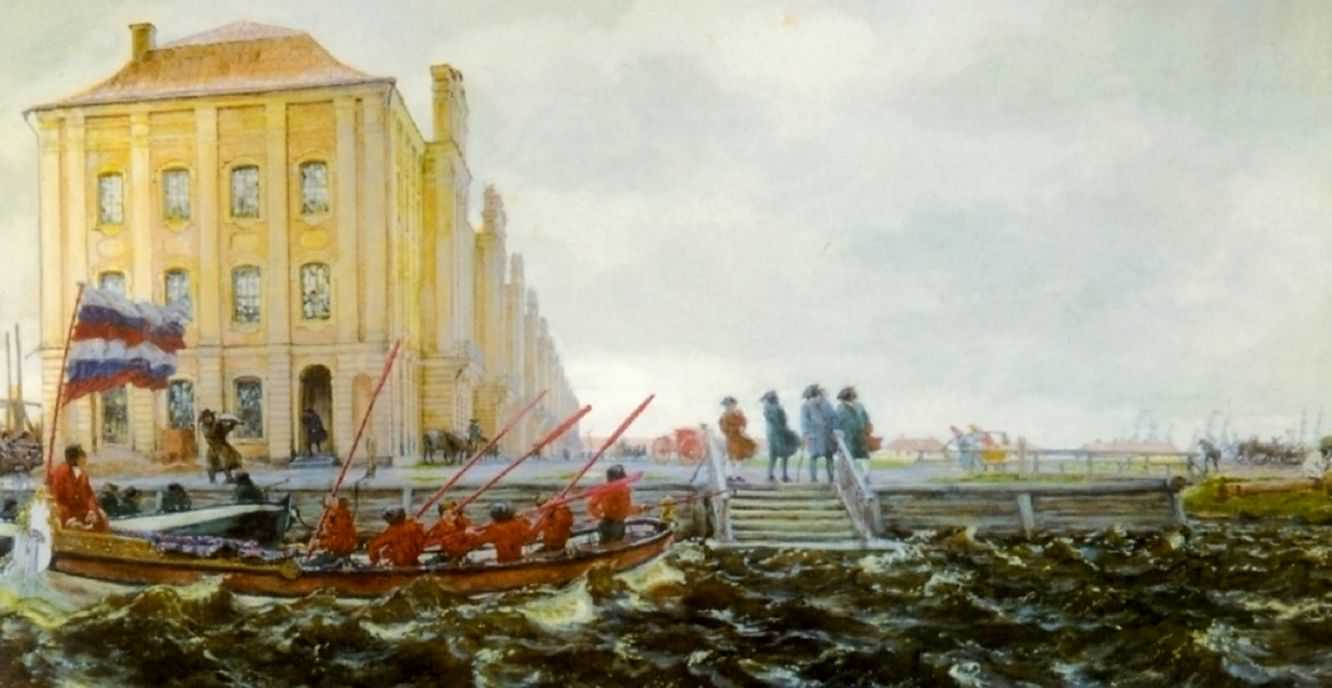
Pedro el Grande inspeccionando la construcción de San Petersburgo.

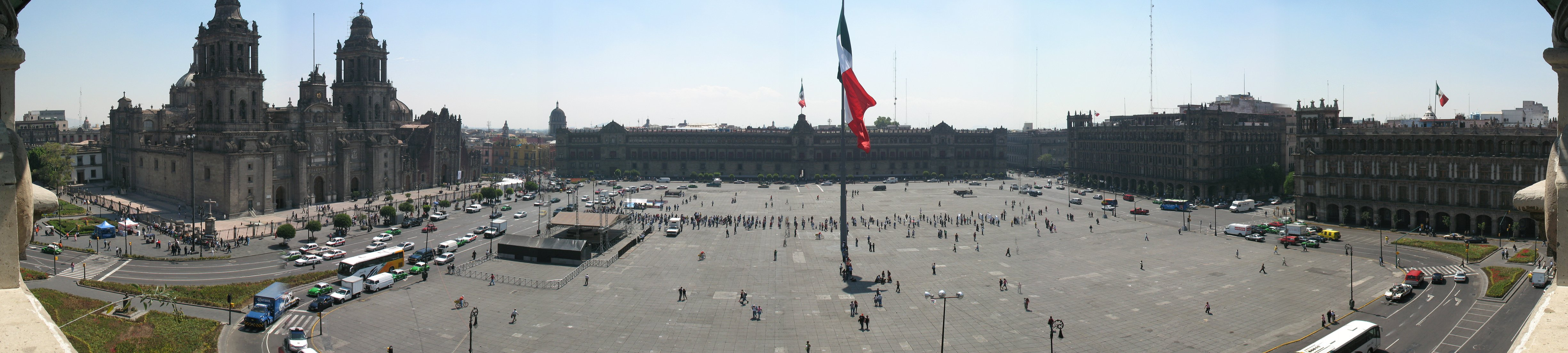
El Zócalo, la principal plaza de México.

Las exhibiciones de poder se encuentran en todo tipo de elementos presentes desde épocas muy antiguas, tanto en los despliegues de poder militar (cuya eficacia no depende únicamente de su efectiva capacidad técnica, sino también de su aparatosidad -uniformes, armamento, máquinas de guerra, caballos y carros de guerra, elefantes de guerra, barcos de guerra, cambio de guardia-) como en todo tipo de obras civiles: la ingeniería de las obras públicas, la arquitectura de templos, palacios y monumentos funerarios, el urbanismo de plazas, foros, ágoras y otros espacios públicos abiertos, o de ciudades enteras diseñadas como residencias del poder, las artes figurativas (pinturas y esculturas utilizadas para representar a los gobernantes, como efigie en las monedas, retrato de corte, estatua ecuestre o yacente, o glorificar el poder de sus ejércitos, o representar la sumisión de los gobernados -marchas procesionales para dar ofrendas o tributos- o el triste destino de los vencidos -o, al contrario, la magnanimidad del poder-), las insignias u ornatos que distinguen a los individuos dentro de un sistema jerárquico, las fiestas, banquetes y todo tipo de ceremonias realizadas con motivo de cualquier celebración o conmemoración (besamanos y recepciones -como las realizadas con motivo del día nacional, la onomástica o el cumpleaños del rey-, entrega de cartas credenciales de los embajadores, nacimientos, funerales o bodas reales, victorias militares o políticas, etc. -a las que corresponden, a veces cuantificadas según un código explícito, salvas de ordenanza, toque de campanas, despliegue u ondear de banderas y pendones, luminarias y fuegos artificiales, misas de Te Deum -acción de gracias-, etc.-)

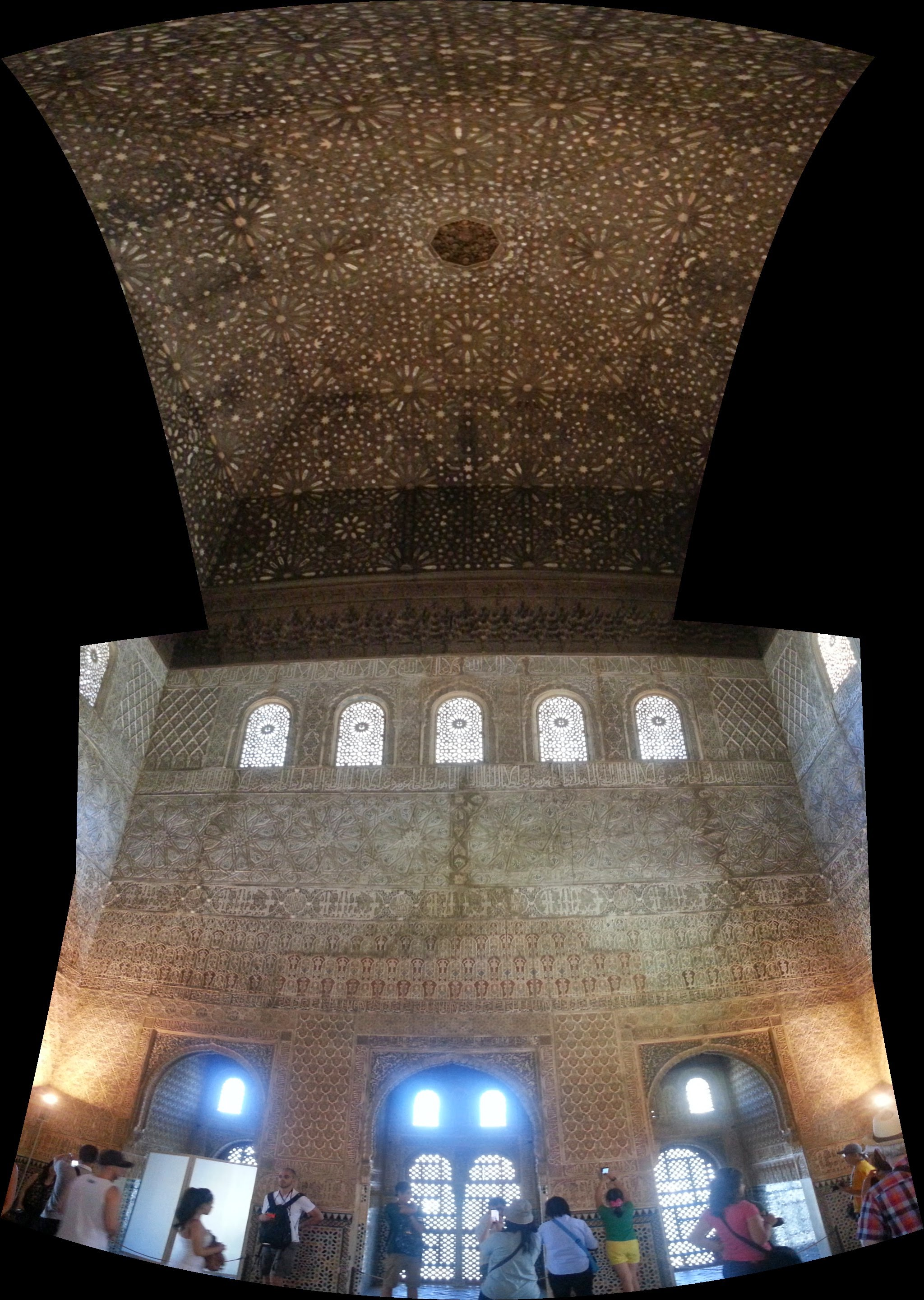
Palacio de Comares o Sala de los Embajadores de la Alhambra de Granada.
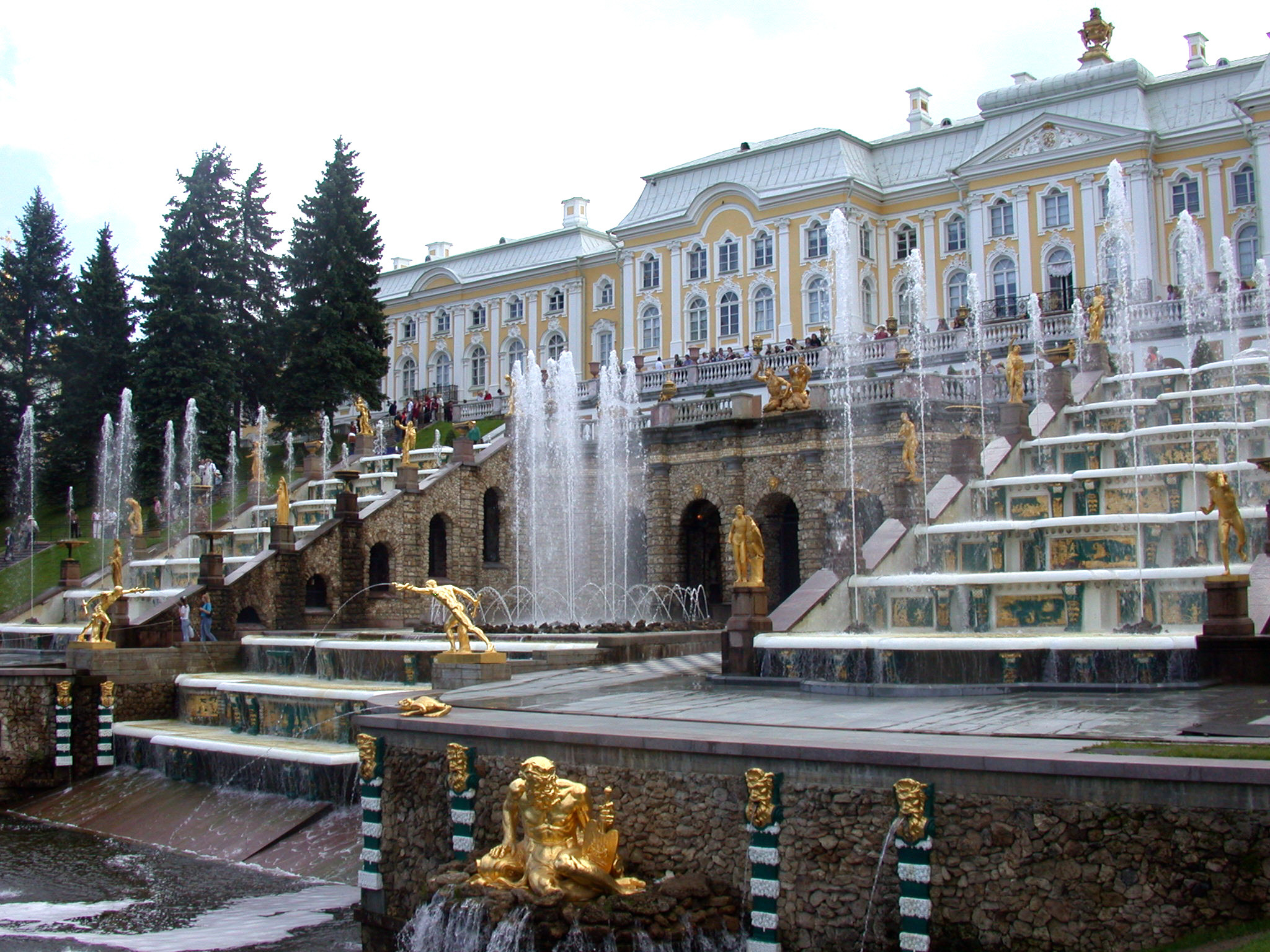
Cascada del palacio de Peterhof.
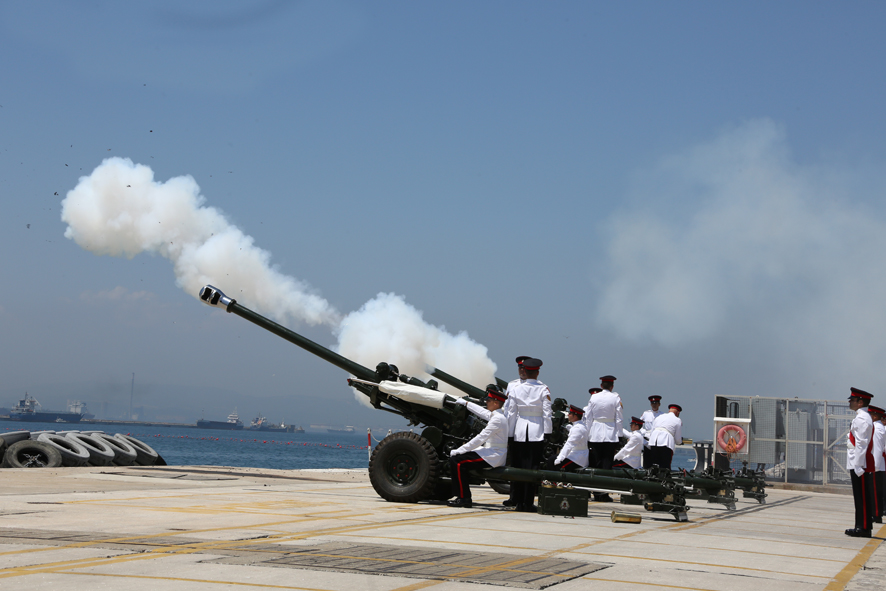
Salvas de artillería con motivo del nacimiento del príncipe Jorge.
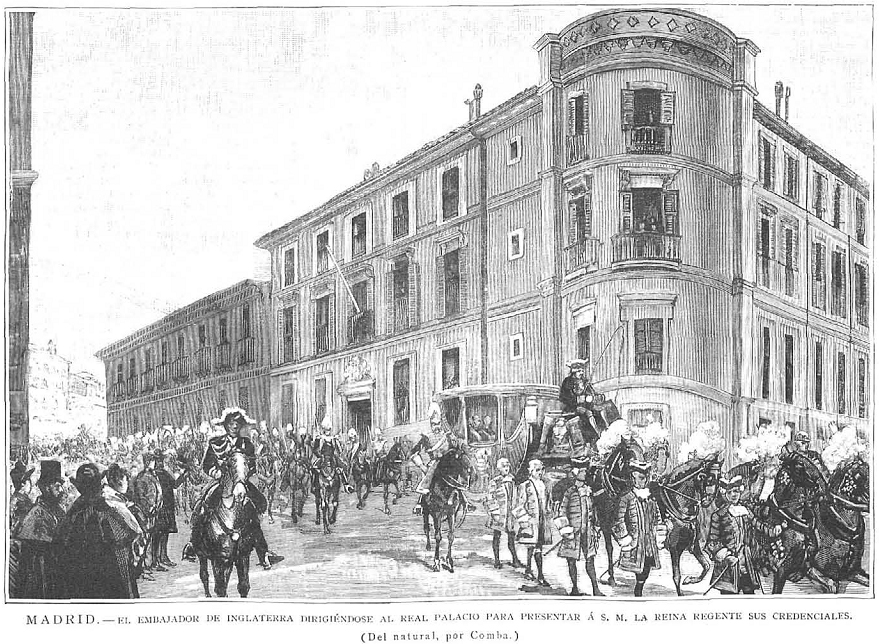
Embajador camino del Palacio Real de Madrid para la presentación de cartas credenciales.

Tras las olimpiadas y el teatro griego y los triunfos y ludi romanos (en Roma se acuñó el tópico panem et circenses -"pan y circo"-) vinieron las ceremonias sacralizadoras de la monarquía medieval (consagración real -coronación del Sacro Emperador Romano por el Papa, coronación del Rey de Romanos en Aquisgrán, sacre de los reyes de Francia en Reims-, toque real) y las justas y torneos; tras los legendarios fastos tardo-góticos de la corte borgoñona (analizados por Huizinga en El otoño de la Edad Media), destacaron las cortes italianas del Renacimiento (Leonardo da Vinci actuó como maestro de ceremonias de la corte de Milán) y la francesa del Barroco (François Vatel para Luis XIV). En España, las corridas de toros y los autos de fe fueron utilizados por el poder como espectáculos públicos donde mostrarse (en España se parafraseó el tópico romano convirtiéndolo en "pan y toros"). También las ceremonias fúnebres, como los que con motivo de la muerte de Felipe II llevaron a la construcción de un aparatoso túmulo (en Sevilla, como en muchos otros lugares de su monarquía, que no eran donde tuvo lugar el fallecimiento -El Escorial-) que describió Cervantes en un famoso soneto (1598):

Voto a Dios que me espanta esta grandeza / y que diera un doblón por describilla; / porque ¿a quién no sorprende y maravilla / esta máquina insigne, esta riqueza? / Por Jesucristo vivo, cada pieza / vale más de un millón, y que es mancilla / que esto no dure un siglo, ¡oh gran Sevilla!, / Roma triunfante en ánimo y nobleza. / Apostaré que el ánima del muerto / por gozar este sitio hoy ha dejado / la gloria donde vive eternamente. ...

El ceremonial o etiqueta de la corte y resto de asuntos protocolarios se toman muy en serio (llegando a suscitar graves conflictos), y produjeron altos grados de refinamiento, particularmente en el Imperio bizantino y en Extremo Oriente (corte imperial china y japonesa).

Ciudad Prohibida de Pekín.

En algún caso, como el de Bali en el siglo XIX, estudiado por Clifford Geertz siguiendo la metodología de Max Weber sobre el poder carismático, se puede hablar de un verdadero "Estado-teatro", donde "los rituales de masas no eran una construcción para afianzar el Estado, sino que el Estado era un invento para realizar estos rituales de masas".
Tanto en Bizancio como en las civilizaciones orientales fueron comunes las exhibiciones deslumbrantes por parte del poder, mayores cuanto más en decadencia estaba su poder efectivo. Esta fuente medieval describe una práctica del califato de Córdoba a comienzos del siglo XI, ambientada en Medina Azahara o quizá en el alcázar de Córdoba:

Su techumbre era de oro y grueso y puro cristal, lo mismo que sus muros; sus tejas eran de oro y plata. En el centro tenía un estanque lleno de mercurio y a cada lado del salón se abrían ocho puertas, formadas por arcos de marfil y ébano que reposaban en columnas de cristal coloreado, de forma que los rayos del sol, al entrar por esas puertas, se reflejaban en su techumbre y en sus paredes, produciéndose entonces una luz resplandeciente y cegadora. Cuando al-Nâsir quería asustar a los presentes o recibía la visita de algún embajador, hacía un gesto a sus esclavos y éstos removían ese mercurio, con lo que el salón se llenaba de sobrecogedores fulgores semejantes al resplandor del rayo, creando a los que allí se hallaban la impresión de que el salón giraba en el aire mientras el mercurio seguía en movimiento. Algunos dicen que el salón giraba para estar enfrentado al sol, siguiendo su curso, mientras que otros afirman que estaba fijo, sin moverse alrededor del estanque. Ningún otro soberano, ni entre los infieles ni en el Islam, había construido antes nada parecido, pero a él le fue posible hacerlo por la abundancia de mercurio que allí tenían.

Con todo, no se puede engañar a todo el mundo para siempre:

Manuel I Comneno [emperador bizantino del siglo XII]... decidió comprar la paz con oro y deslumbrar a los embajadores alemanes con la magnificencia imperial. Sin embargo los occidentales no se dejaron deslumbrar y reaccionaron agriamente. ... la contemplación de todas aquellas riquezas no hizo más que aumentar su codicia y su deseo de combatir lo más pronto posible a aquellos griegos afeminados y cargados de oro como mujeres. En vano los bizantinos les invitaban a admirar el esplendor de la pedrería con que refulgía el emperador y a disfrutar el ambiente primaveral difundido en lo más crudo del invierno. Los embajadores respondían insolentes que de allí a poco los griegos tendrían que sustituir el oro con hierro, para combatir con hombres que no relucen con el centelleo de las piedras preciosas sino que, como verdaderos hijos de Marte, tienen en sus ojos llamaradas de cólera. ... era Manuel un emperador más respetado y querido cuando se enfrentaba a las duras campañas militares que cuando se vestía de púrpura, con su diadema, y cabalgaba sobre un caballo adornado. El verdadero poder no era pues para Coniates [historiador bizantino que refiere el episodio] esa pompa y boato que, en otros tiempos, encandilaba a los bárbaros de las fronteras y a los embajadores de tierras lejanas...

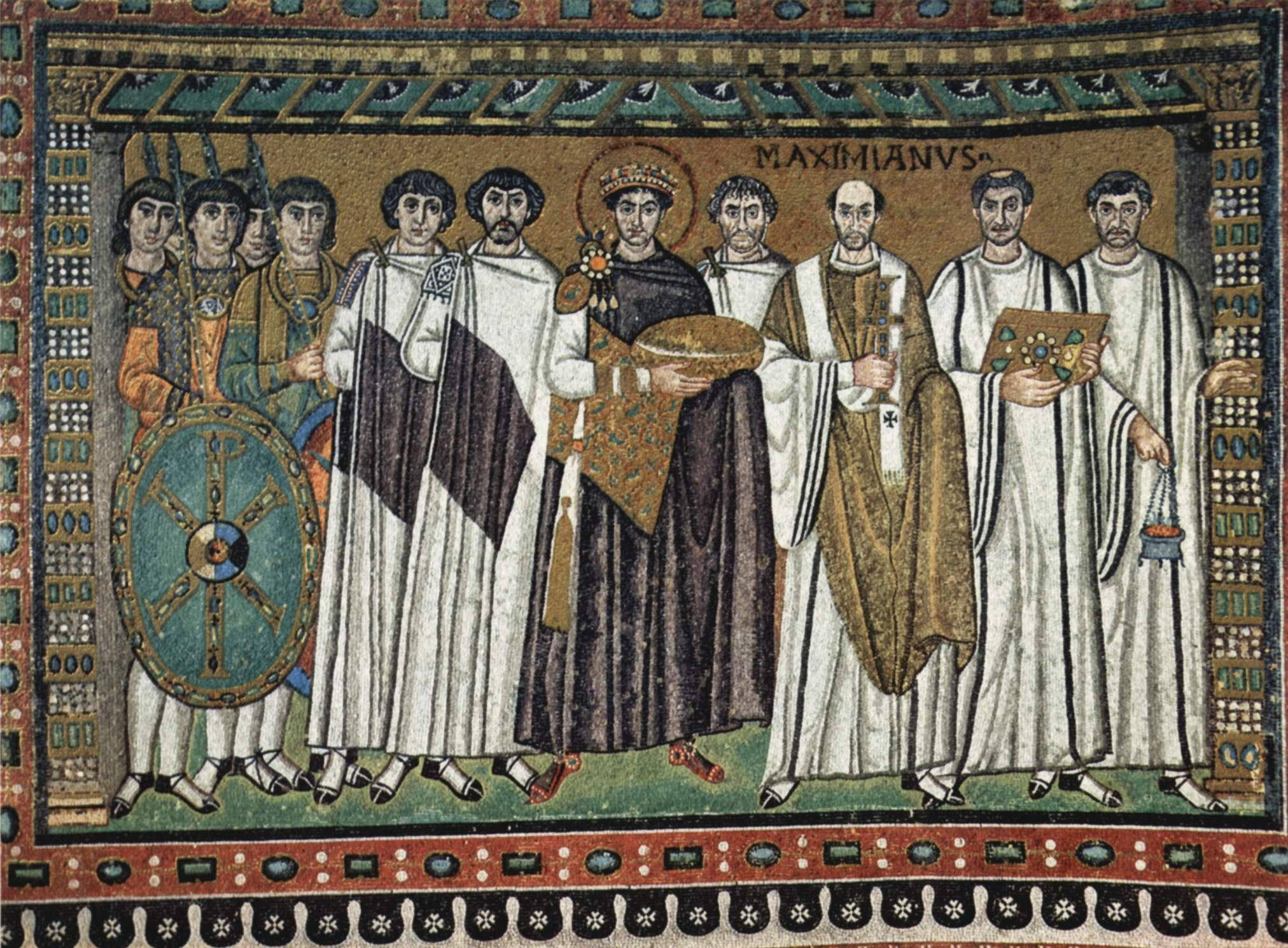
Mosaicos de San Vital de Rávena: el emperador Justiniano I.
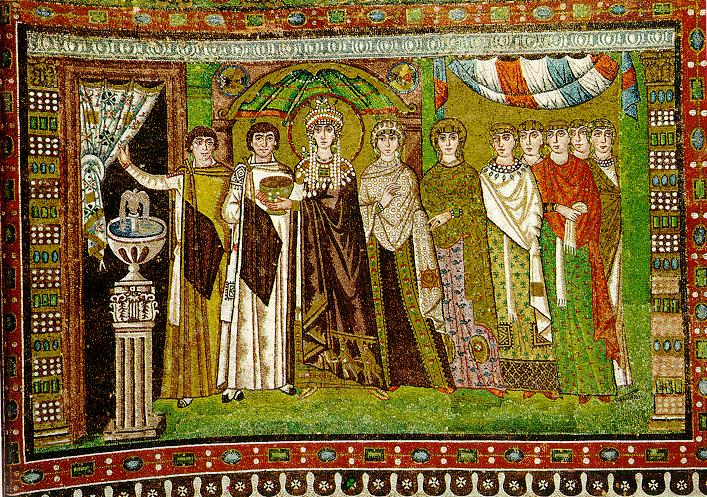
Ídem, la emperatriz Teodora.

## Escenificación del poder político por sí mismo

Livrustkammaren de la Armería Real de Estocolmo.

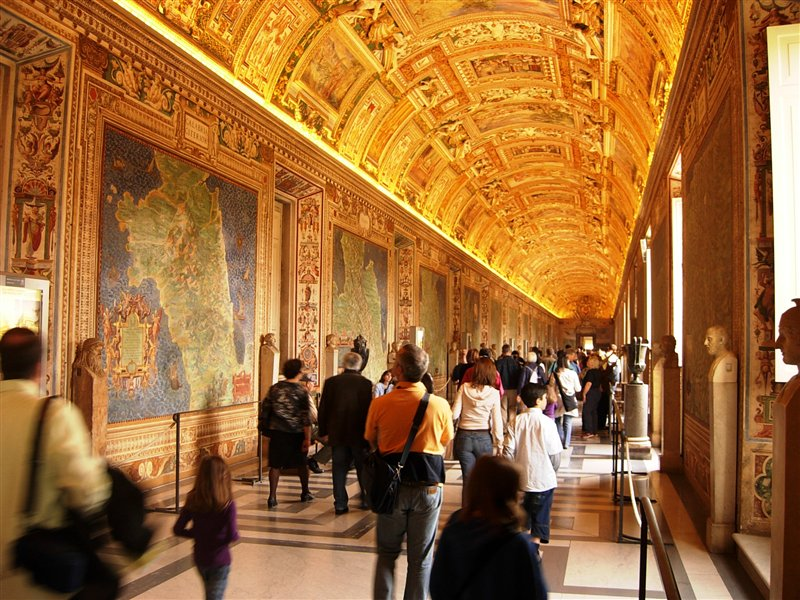
Galería de los Mapas de la Ciudad del Vaticano.

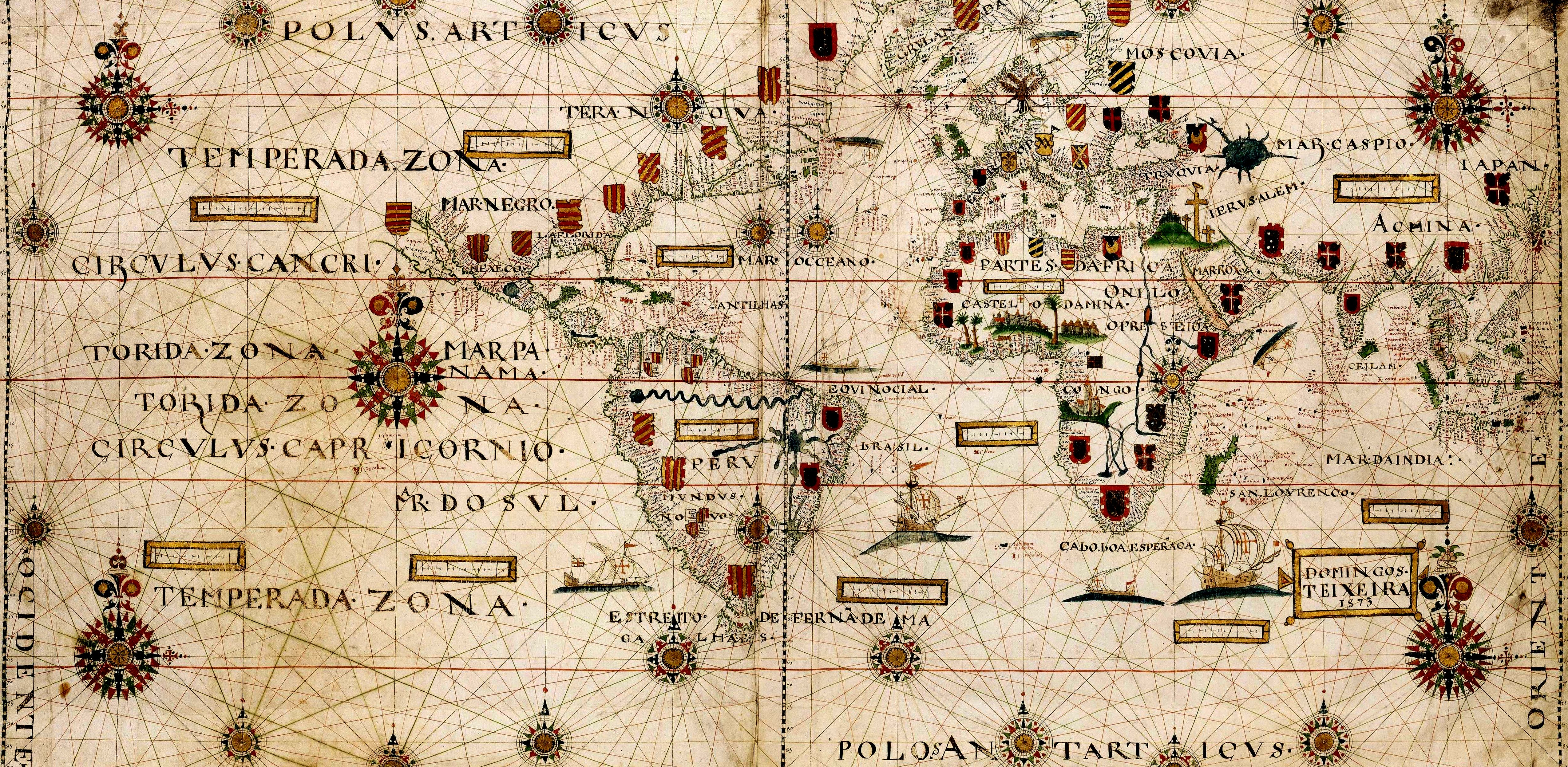
Mapamundi de Domingos Teixeira, 1573.

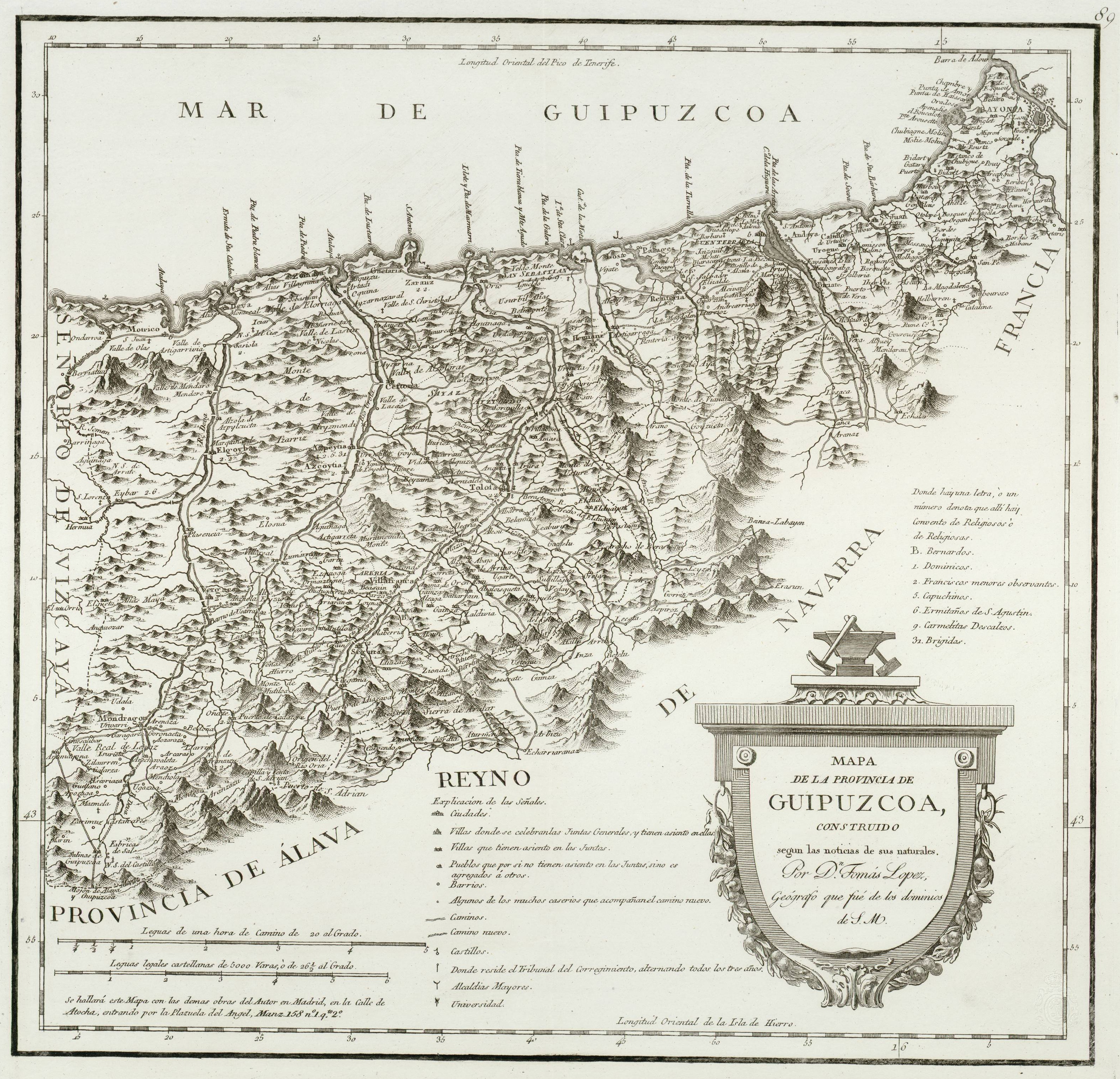
Mapa de la provincia de Guipúzcoa, de Tomás López, (1744-1746).

Ciertas escenificaciones tienen una prolongada tradición, como son las entradas reales (imperiales, pontificales o presidenciales). Otras fueron modas pasajeras. La aparición de nuevas tecnologías (grabado, imprenta, fotografía, cine, televisión o internet) modifica el grado de control que las autoridades poseen sobre su imagen, al tiempo que ofrecen nuevos medios de escenificación.
La puesta en escena del poder varía según su naturaleza y la imagen que el gobernante pretende dar de sí mismo en sus relaciones con los gobernados. El poder monárquico magnifica la figura del soberano ante los súbditos, el poder republicano procura respetar, en la forma si no en el fondo, las aspiraciones igualitarias de los ciudadanos. El poder puede jugar la carta de la proximidad o de la distancia, bajar a la calle o vivir retirado tras los muros de palacio, multiplicar las apariciones o hacerlas "caras" deliberadamente. Muestra de ello fue la diferencia en la Monarquía Hispánica entre la rigidez borgoñona de los Habsburgo en los siglos XVI y XVII, y la expansiva presencia pública de los "campechanos" Borbones desde el siglo XVIII.
El problema de la legitimidad del poder influenció su teatralización. El poder hereditario necesita probar su legitimidad (de ahí las fiestas asociadas al nacimiento de un heredero), mientras que los gobernantes elegidos pasan por una fase de pesuasión (campaña electoral) en el curso de la cual deben mostrar las cualidades que les hacen aptos.
- Ciertas puestas en escena pertenecen propiamente a uno u otro poder, por ejemplo, la coronación a la monarquía hereditaria, la campaña electoral a los sistemas electivos.

- Otras manifestaciones les son comunes, como las ceremonias que se celebraron al final de la Segunda Guerra Mundial, Churchill con los monarcas británicos desde el balcón del Palacio de Buckingham en Londres y el General De Gaulle desde el balcón del Ayuntamiento de París.

Más allá de las exhibiciones más o menos simbólicas o reales de fuerza (castillos, plazas de armas, alardes y desfiles; despliegue de panoplias y armerías), fueron generadores de distintos recursos de puesta en escena del poder la representación artística de las glorias militares (pintura de batallas, Galerie des Batailles del Palacio del Louvre, galería de batallas del Monasterio de El Escorial, Salón de Reinos del Palacio del Buen Retiro) o del espacio geográfico sobre el que se pretende ejercer el poder (salas de escudos y pendones, la Galería de los Mapas de la Ciudad del Vaticano -en general, todos los recursos cartográficos- o las vistas encargadas a Anton Van den Wyngaerde por Felipe II). En España la tradición de cartografía al servicio del poder se remonta a los portulanos mallorquines de los siglos XIII al XV, y aunque inicialmente la información, esencial para la expansión y conservación del Imperio español, era secreta, a medida que se expandió con la imprenta el negocio de la cartografía pública (la mayor parte en Holanda), se fue comprobando su eficacia como mecanismo de escenificación del poder con amplia repercusión (al igual que se comprobó que la divulgación de grabados de las construcciones, retratos, fiestas y otras ceremonias regias tenían incluso más repercusión que las obras o los actos mismos). En 1795, Manuel Godoy encomendó a la familia de cartógrafos López el Gabinete Geográfico, adscrito a la Primera Secretaría de Estado y del Despacho Universal. En 1870 se creó el Instituto Geográfico Nacional.

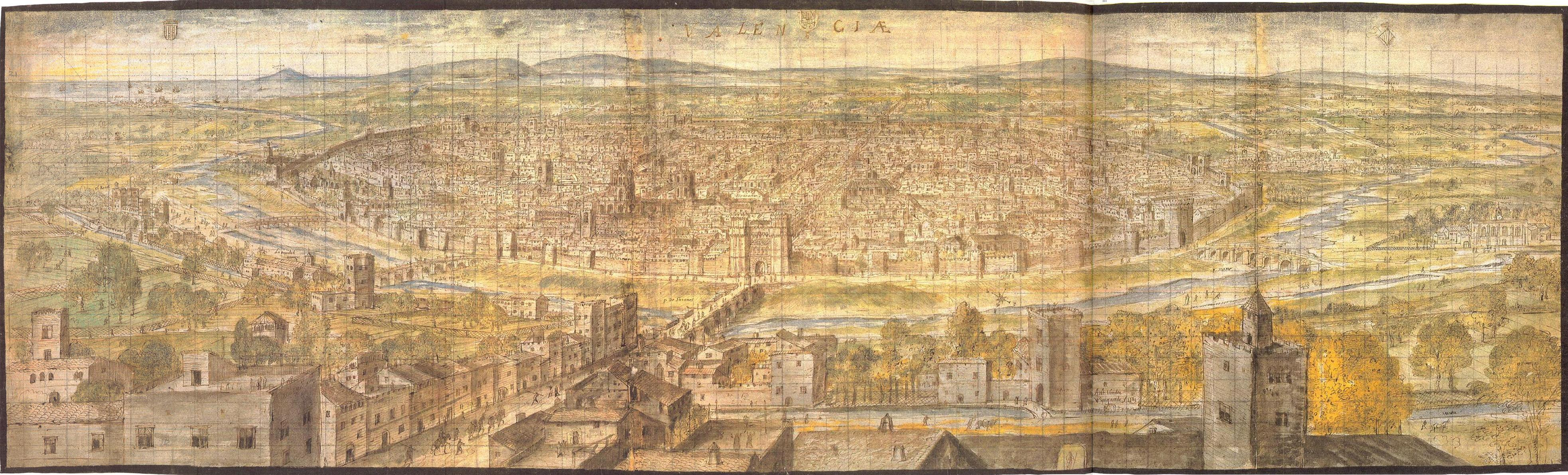
Vista de Valencia (Wyngaerde, 1563).

### Monarquías

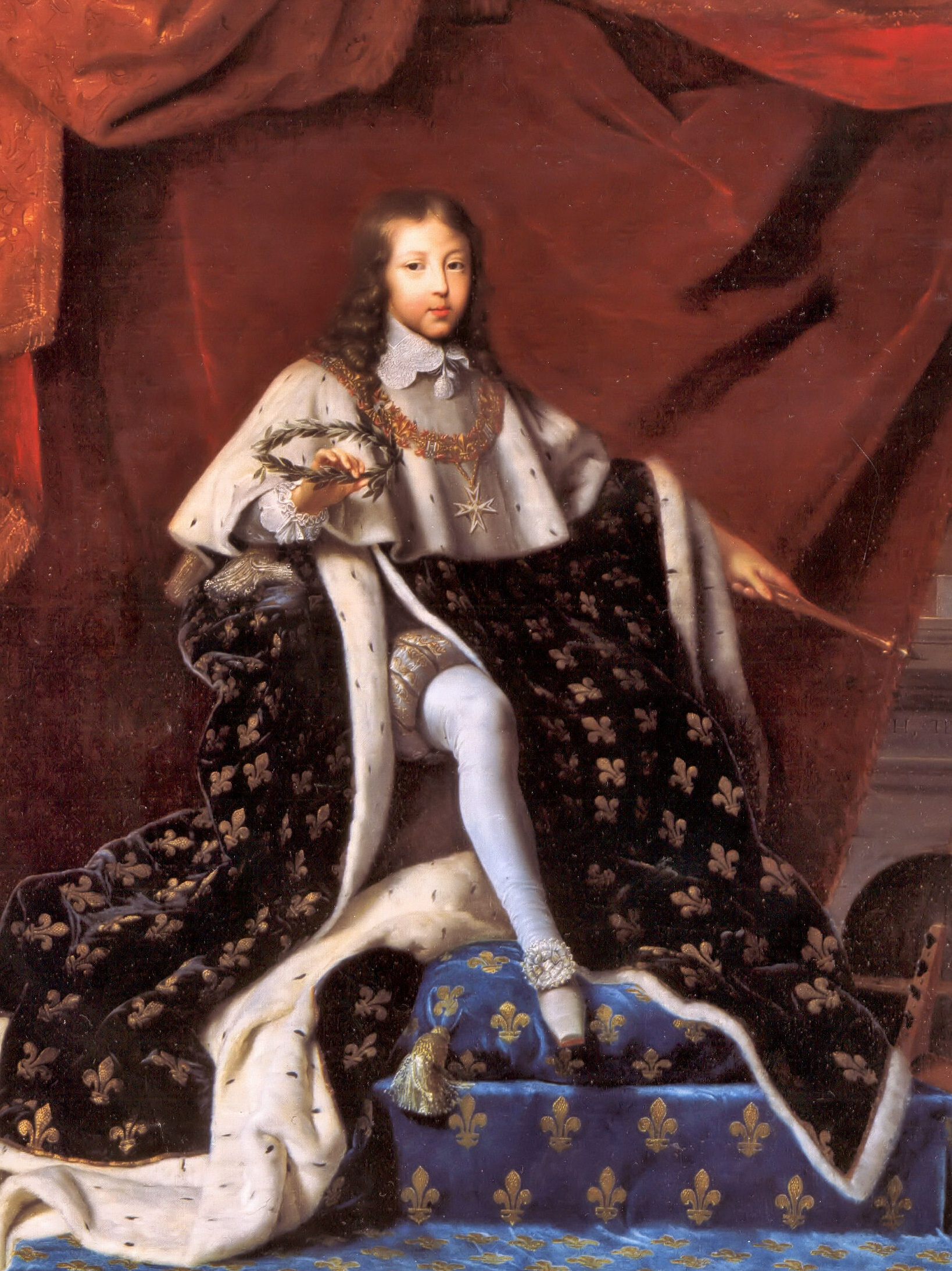
Luis XIV en costume de sacre (1648), cuando se enfrentaba a la rebelión de La Fronda.

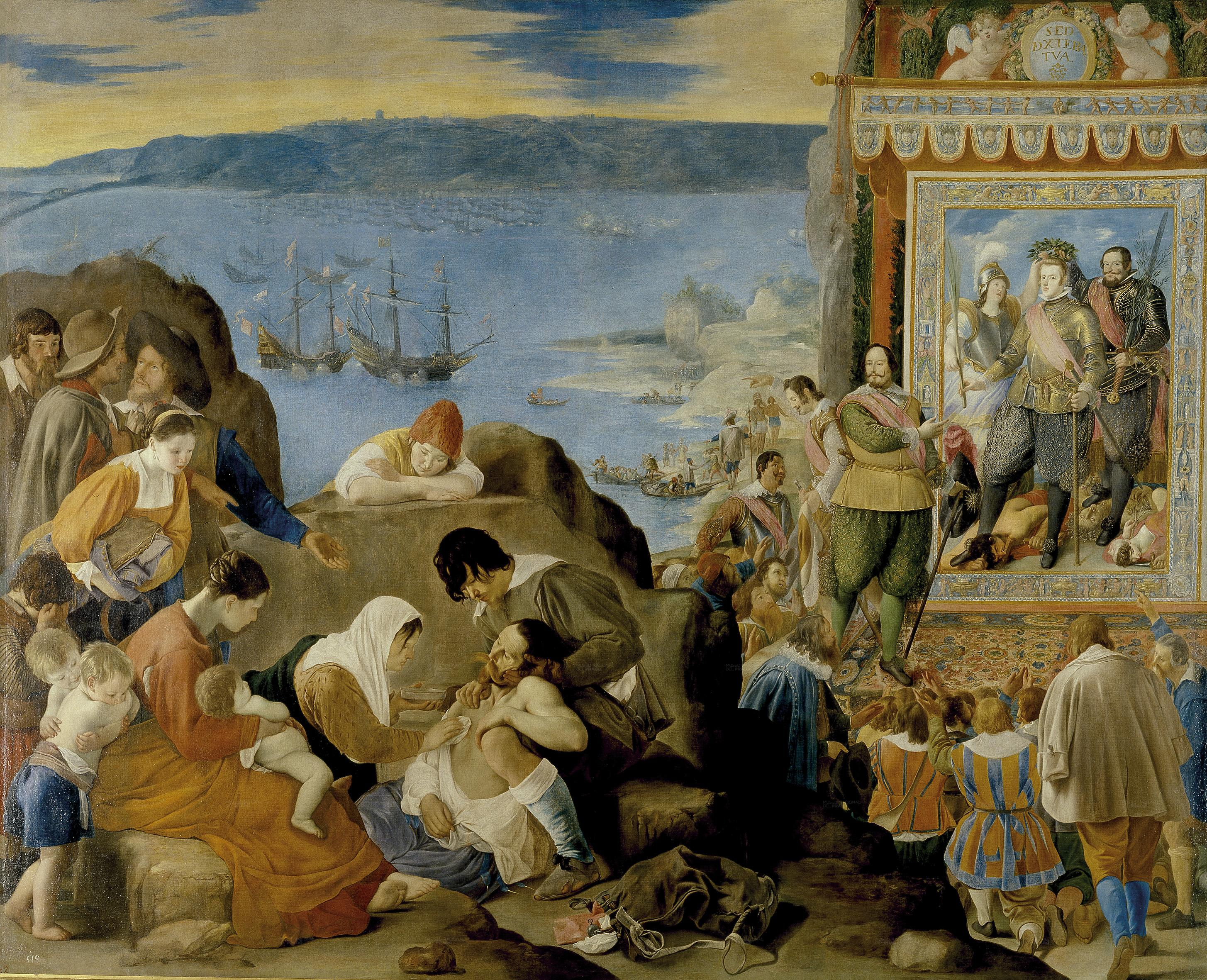
En la Recuperación de Bahía de Todos los Santos (Juan Bautista Maíno, 1634-1635) se representa al Conde Duque de Olivares mostrando a sus recién liberados súbditos un retrato del rey Felipe IV de España.

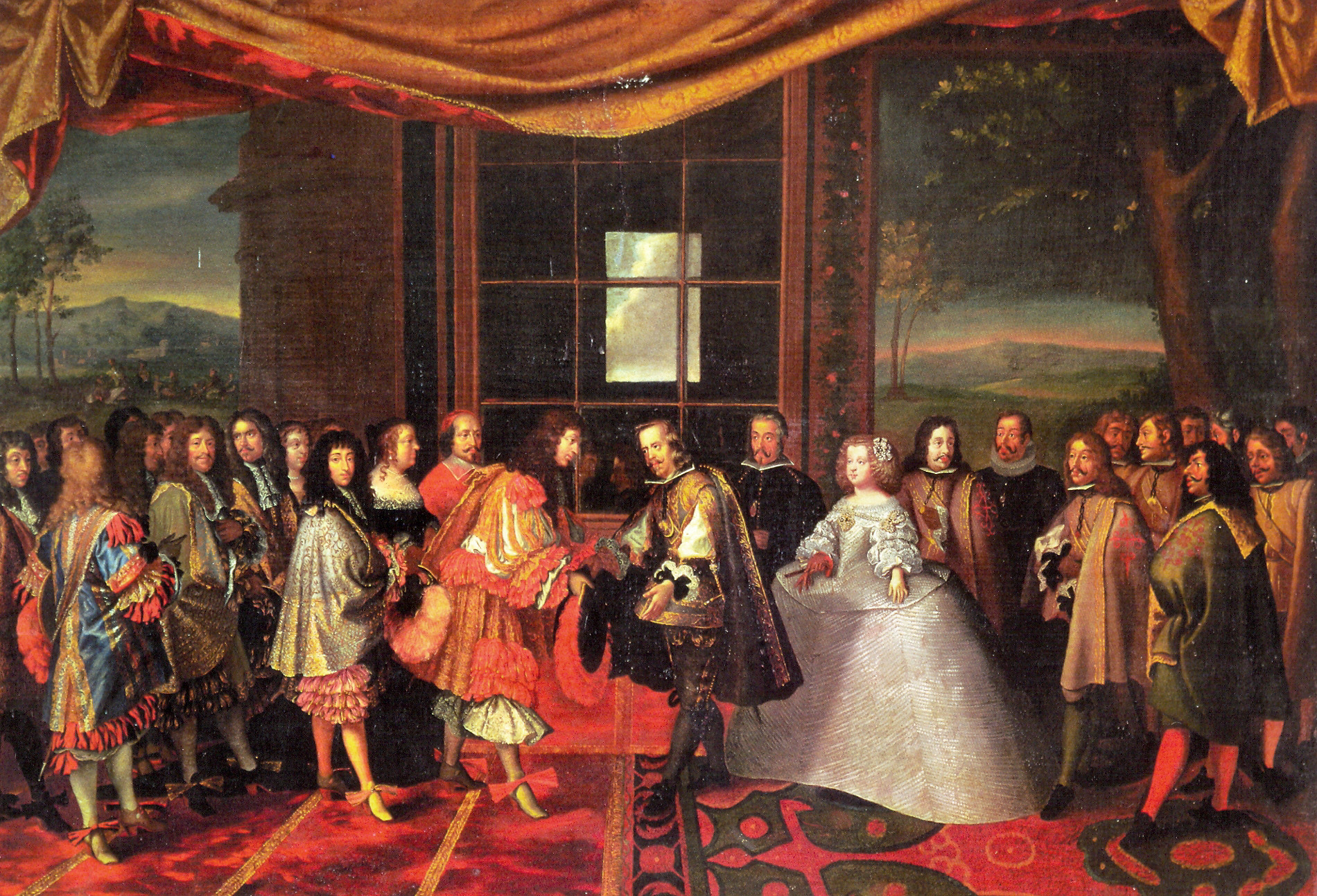
Encuentro entre Luis XIV y Felipe IV en la isla de los Faisanes con motivo de la paz de los Pirineos (1659), en una escenografía diseñada por Velázquez.

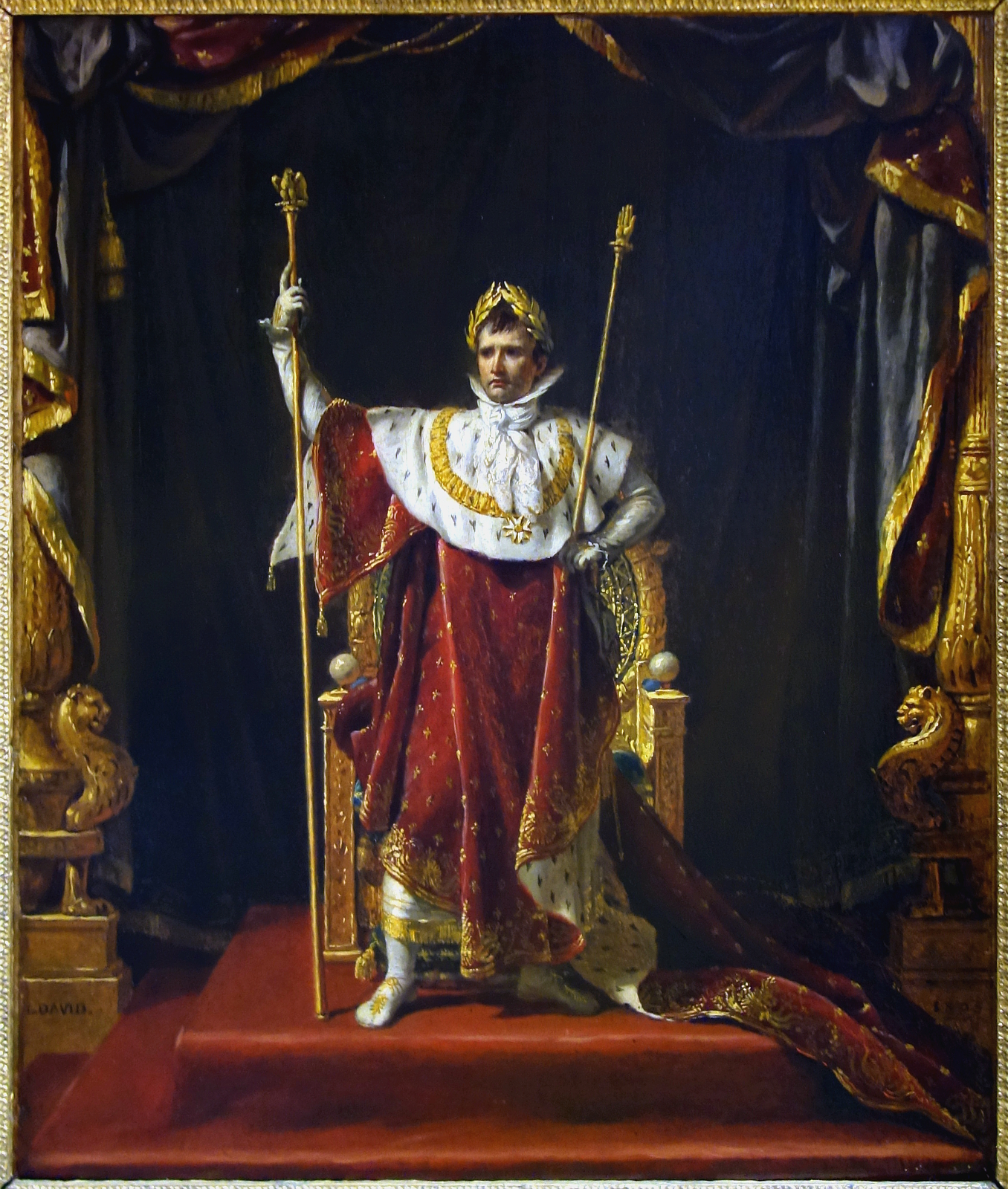
Napoleón con los atributos tradicionales de la monarquía francesa, retratado por Jacques-Louis David.

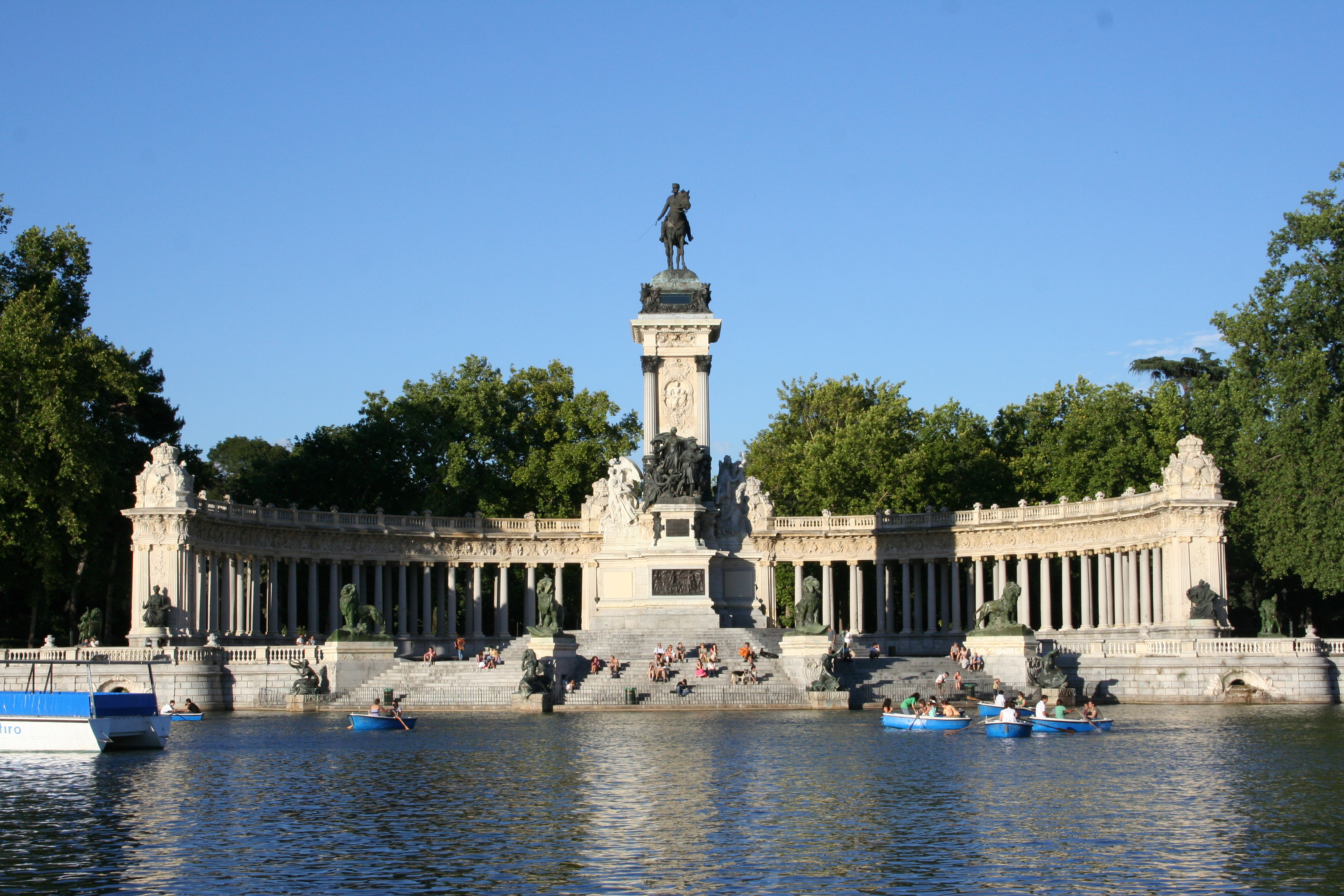
Monumento a Alfonso XII ("el pacificador") en el Parque del Retiro de Madrid.

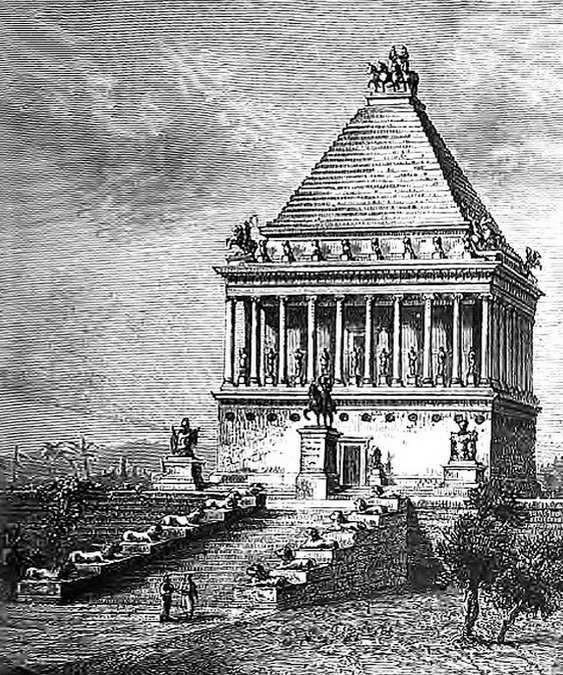
Reconstrucción idealizada del Mausoleo de Halicarnaso, la tumba de Mausolo y considerada una de las siete maravillas del mundo.

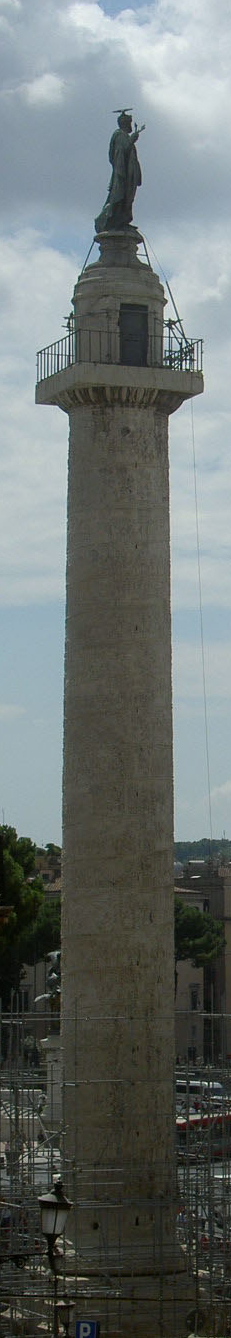
La Columna de Trajano, concebida como su tumba, es también soporte de un friso de sus glorias militares y se remataba con su estatua; reutilizada por los papas, se sustituyó la estatua del emperador por una de San Pedro, el primer papa.

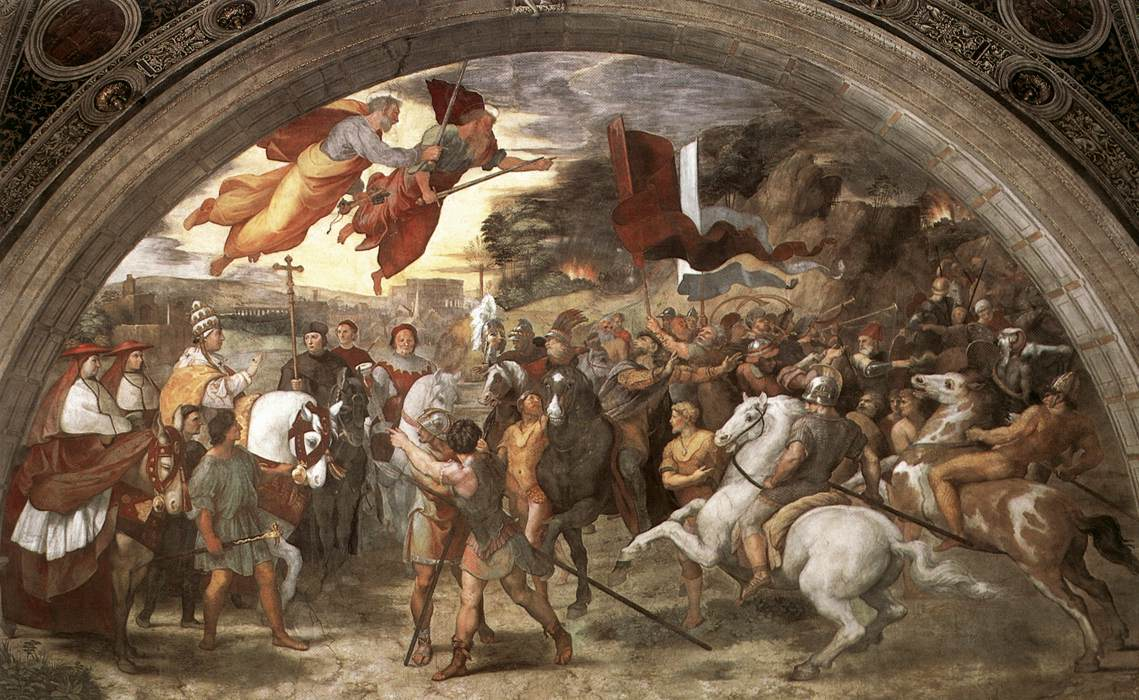
Encuentro de León Magno con Atila, uno de los frescos de las Estancias de Rafael en el Palacio Apostólico de la Ciudad del Vaticano.

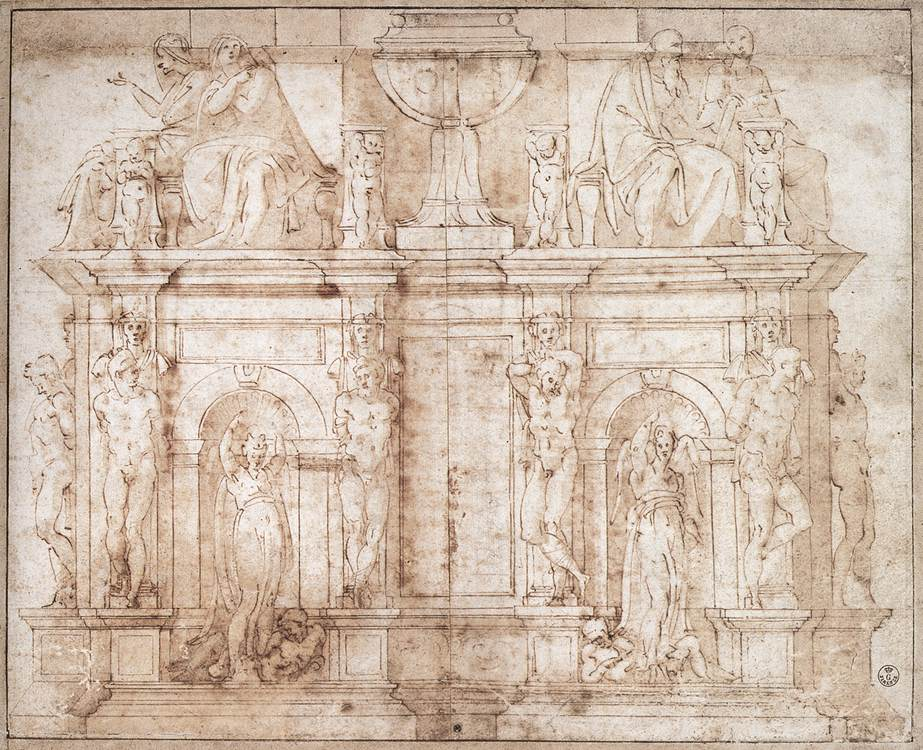
Proyecto de Miguel Ángel para la tumba de Julio II.

En ciertas sociedades, la escenificación del poder se fija en rituales. El soberano hereda una tradición más o menos vinculante, junto con los iura regalia y otros estereotipos que debe o puede asumir cuando accede al poder. Madame Roland, a propósito de Luis XVI, dijo que «los reyes son educados desde la infancia en la representación».
- El monarca-sumo pontífice, como el faraón de Egipto, es un jefe a la vez político y religioso, y se presenta en público con los atributos (atributos del faraón) que dramatizan sus funciones y poderes. Las estatuas monumentales (como los colosos) insisten en la diferente naturaleza del rey frente a los hombres sobre los que reina, ilustrando la naturaleza divina o cuasi-divina de su poder.

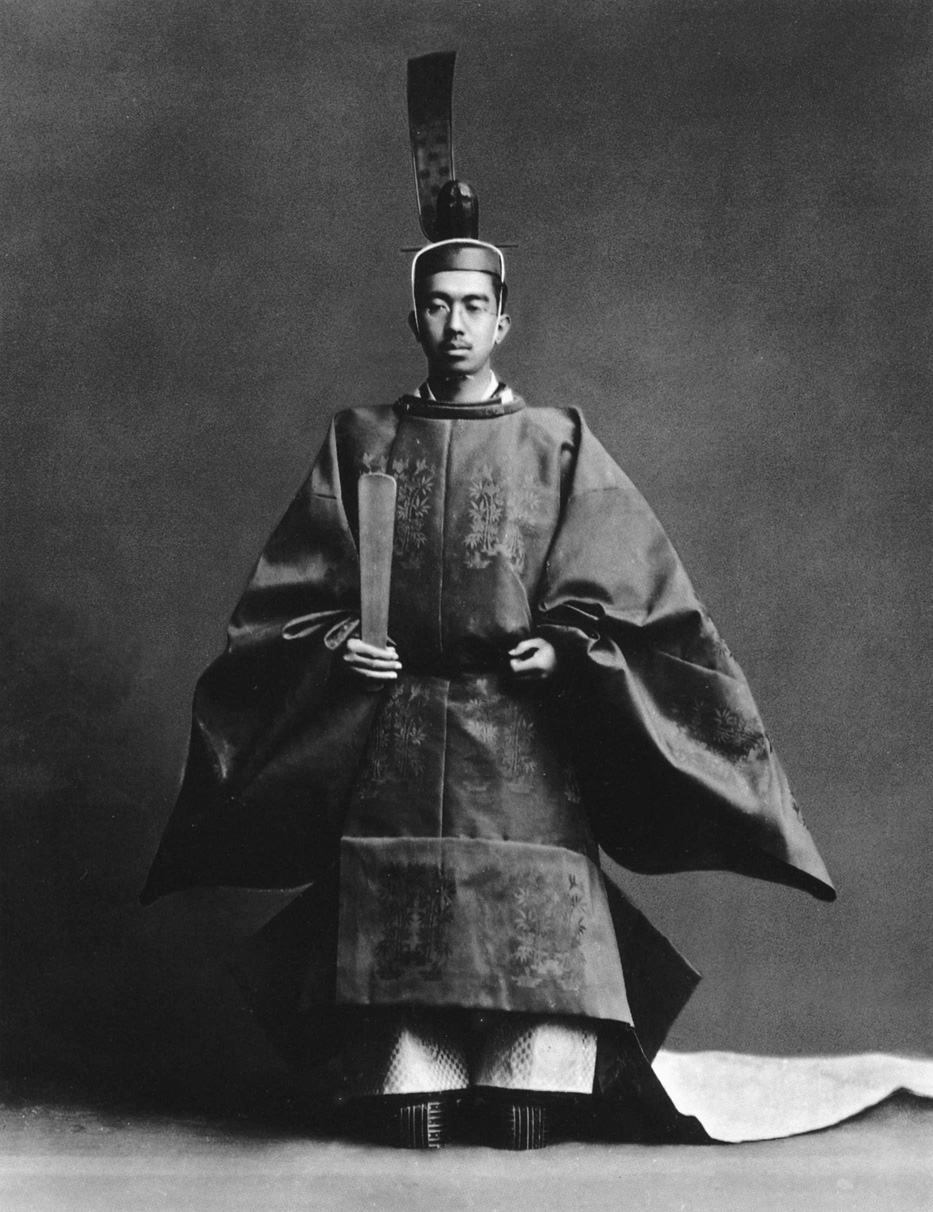
Hirohito, emperador del Japón, como gran sacerdote sintoísta del Estado.
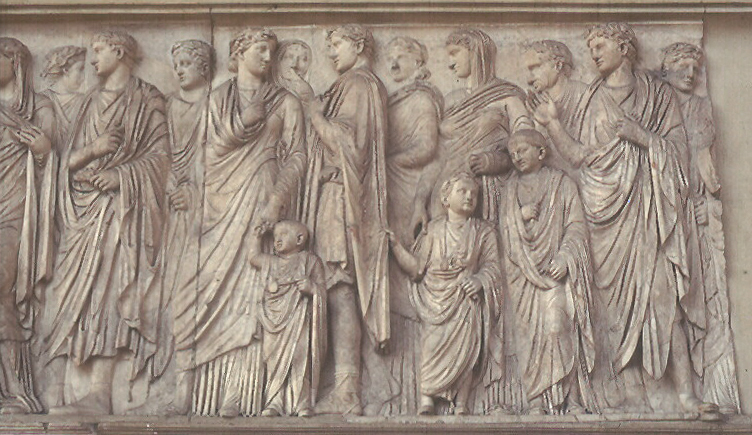
Los parientes de Augusto (la primera "familia imperial" romana) se exhiben en el Ara Pacis (13-9 a. C.), asociándose a lo sagrado del recinto.

- El monarca-caudillo militar se presenta como un héroe en acción, por ejemplo en el triunfo romano. Cuando Alejandro Magno incorporó la etiqueta de la corte persa que acababa de derrotar, sus soldados griegos le criticaron abiertamente por tal "afeminación", indigna del rol viril que debía cumplir el jefe guerrero de los griegos, mucho mejor identificado con la estatua ecuestre que le realizó Lisipo, y que posteriores monarcas, incluso los que no participaron directamente en batallas, imitaron.[45]

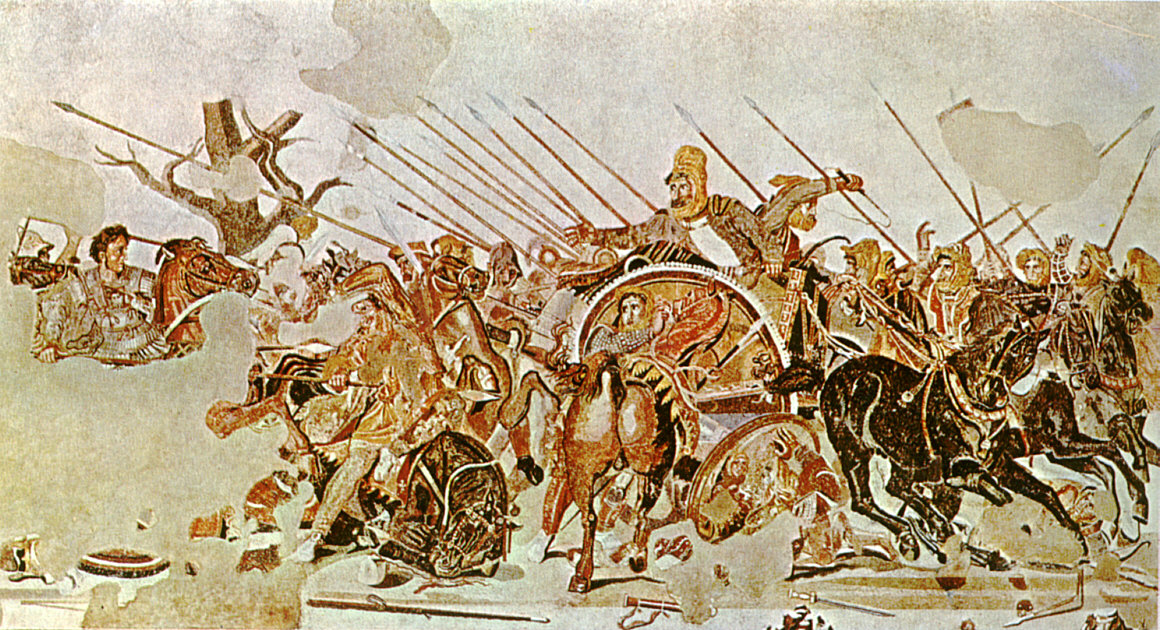
Alejandro Magno representado como vencedor de la batalla de Issos en un mosaico romano que reproduce una pintura griega anterior.
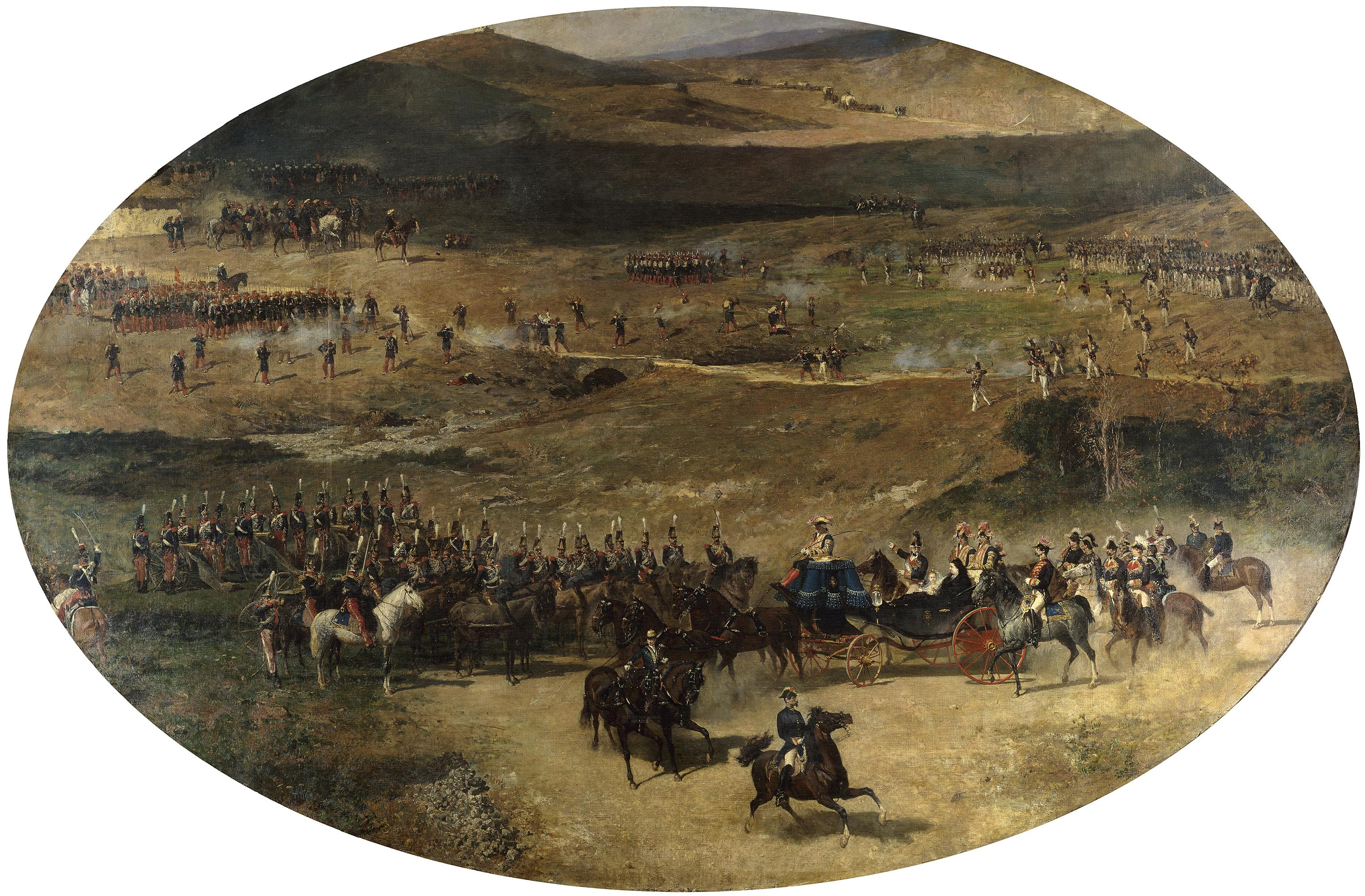
Revista de tropas (Mariano Fortuny, 1865). Enfatiza el riesgo al que se sometió la reina niña Isabel II junto con su madre, ante las tropas que defendían Madrid de una expedición carlista (1837).

- El monarca-juez o sabio, ejemplificado en el bíblico rey israelita Salomón y con contraejemplo en el legendario rey frigio Midas (al que se representa con orejas de asno en las múltiples representaciones de La Calumnia de Apeles).[46] La imagen histórica del rey San Luis es la de un sabio impartiendo justicia bajo un roble. El ritual del lit de justice perpetuó este aspecto de la función real.[42]

- El rey-taumaturgo, rey por derecho divino que debe probar incesantemente su legitimidad mediante la imposición de manos que cura enfermedades. Puede verse en ello una forma de ordalía, así como el cumplimiento del deber de la caridad. Reaparece el concepto en la escena de Napoleón visitando a los apestados de Jaffa, encargado por el propio Bonaparte al pintor Antoine-Jean Gros en 1802.[47]

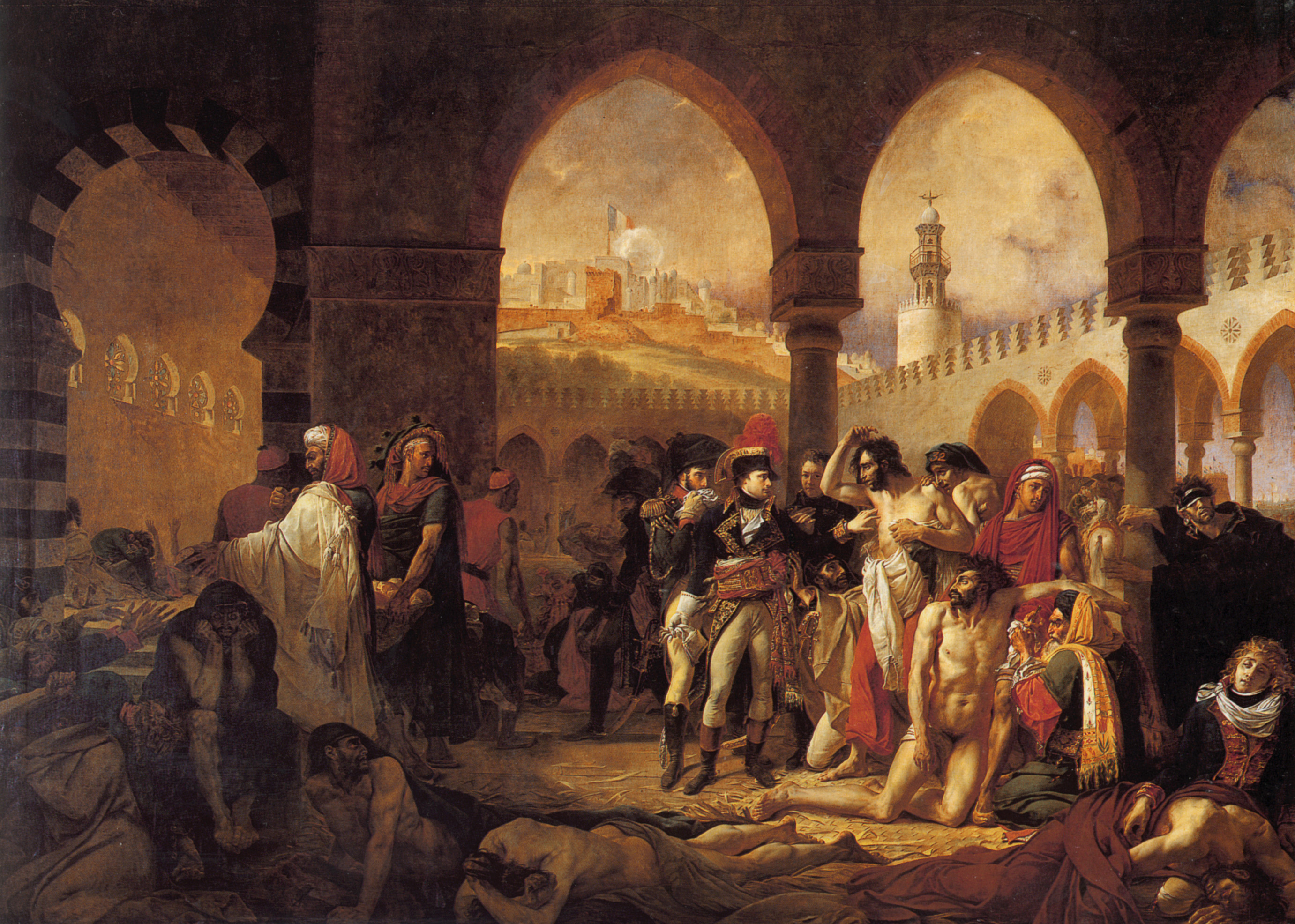
Napoleón visitando a los apestados de Jaffa (Antoine-Jean Gros, 1802).

- El monarca-padre de sus súbditos, cuya aparición pública reasegura ese vínculo paternal. Así Carlos IX de Francia, instigado por Catalina de Médicis, emprendió la "gran vuelta a Francia" (grand tour de France, 1564-1566),[48] con su corolario de fiestas, ceremonias y entradas reales.[37] La persona del rey y su entorno encarnan la autoridad benevolente que detiene las disensiones y restablece la paz.[49] De la preocupación de Enrique IV de Francia por el bienestar de sus súbditos quedó el tópico "un pollo en cada cazuela", y una imagen del rey como garante de la alimentación popular que en el siglo XVIII llevó a exigir "pan" al "panadero y la panadera" (el rey Luis XVI y María Antonieta -a la que se atribuye la también tópica respuesta "si no tienen pan que coman brioche"-, quienes no consiguieron una imagen pública adecuada en ese aspecto vital). En cambio, en el mismo siglo a Carlos III de España se le sobrenombró "el mejor alcalde de Madrid" (por la política de reformas de su ministro Esquilache, a pesar de que causó un motín popular) y comparaba a los madrileños como a los niños, "que lloran cuando se les lava".

|  |  |

- El monarca-mecenas (kunstfreund),[50] protector de las artes, las letras y las ciencias; con precedentes clásicos (Pisístrato, Fidias, Augusto[44] -particularmente la corte literaria de la que se rodeó su aliado Mecenas, que dio nombre al tópico-) y sucesivas reapariciones medievales o "renacimientos" (justinianeo,[51] carolingio, cortes papales de Roma y Aviñón, cortes provenzales,[52] corte borgoñona) hasta el más exitoso, el florentino-romano de los Médici y Julio II, desde donde se extendió a las cortes renacentistas del resto de Italia y de las monarquías autoritarias de Europa occidental (Maximiliano de Habsburgo y sus aliados, los Reyes Católicos,[53] y sobre todo las de tres rivales coetáneos en la primera mitad del siglo XVI: Carlos I de España, Francisco I de Francia y Enrique VIII de Inglaterra). El esfuerzo de algunos reyes por rodearse de obras de arte (Rodolfo II en Praga, Felipe II en El Escorial) contrastó con la dispersión de tales colecciones que se producía en momentos de subversión contra el orden monárquico (iconoclastia de las revueltas protestantes, subasta de los bienes del rey durante la revolución inglesa). Como culminación del modelo se configuró el despotismo ilustrado del siglo XVIII.

En la Edad Media española hubo muy distintas puestas en escena de los comienzos de reinado, aunque solían incluir juras (posteriormente mitificadas por los partidarios del pactismo) que marcaban los compromisos del rey con el reino (hubo numerosas iglesias juraderas y algunos entornos naturales, como el árbol de Guernica, además de episodios legendarios, como la jura de Santa Gadea en la que el Cid se habría ganado la enemistad de Alfonso VI), los reyes de Castilla como señores de Vizcaya eran izados sobre un escudo, mientras que algunos reyes de Aragón fueron coronados en una ceremonia que escenificaba el paraíso y los ángeles para materializar el vínculo entre el monarca y Dios.
Desde el siglo XV, la vida privada del soberano tiende a confundirse con la publica: su nacimiento, boda y funeral dan lugar a ceremonias donde se despliega todo el aparato de las autoridades civiles y religiosa para materializar la relación entre el poder y los súbditos, que devienen actores del espectáculo, reenviado al poder la imagen ideal que se hace de ellos. Rehusar la publicidad siempre fue mal percibido. La gran discreción de Luis XI, que contrastaba con los fastos en que se pone en escena corte borgoñona por la misma época, alimentó toda suerte de rumores. Resituado el plano del decorum, en el Manierismo se eliminaron tantas barreras que se permitía hasta la representación de los monarcas desnudos, como los héroes o dioses clásicos grecorromanos con los que se querían comparar (desnudo heroico), incentivando a los artistas para escenificar tales identificaciones. La figura de Hércules era una de las más recurrentes para ello.

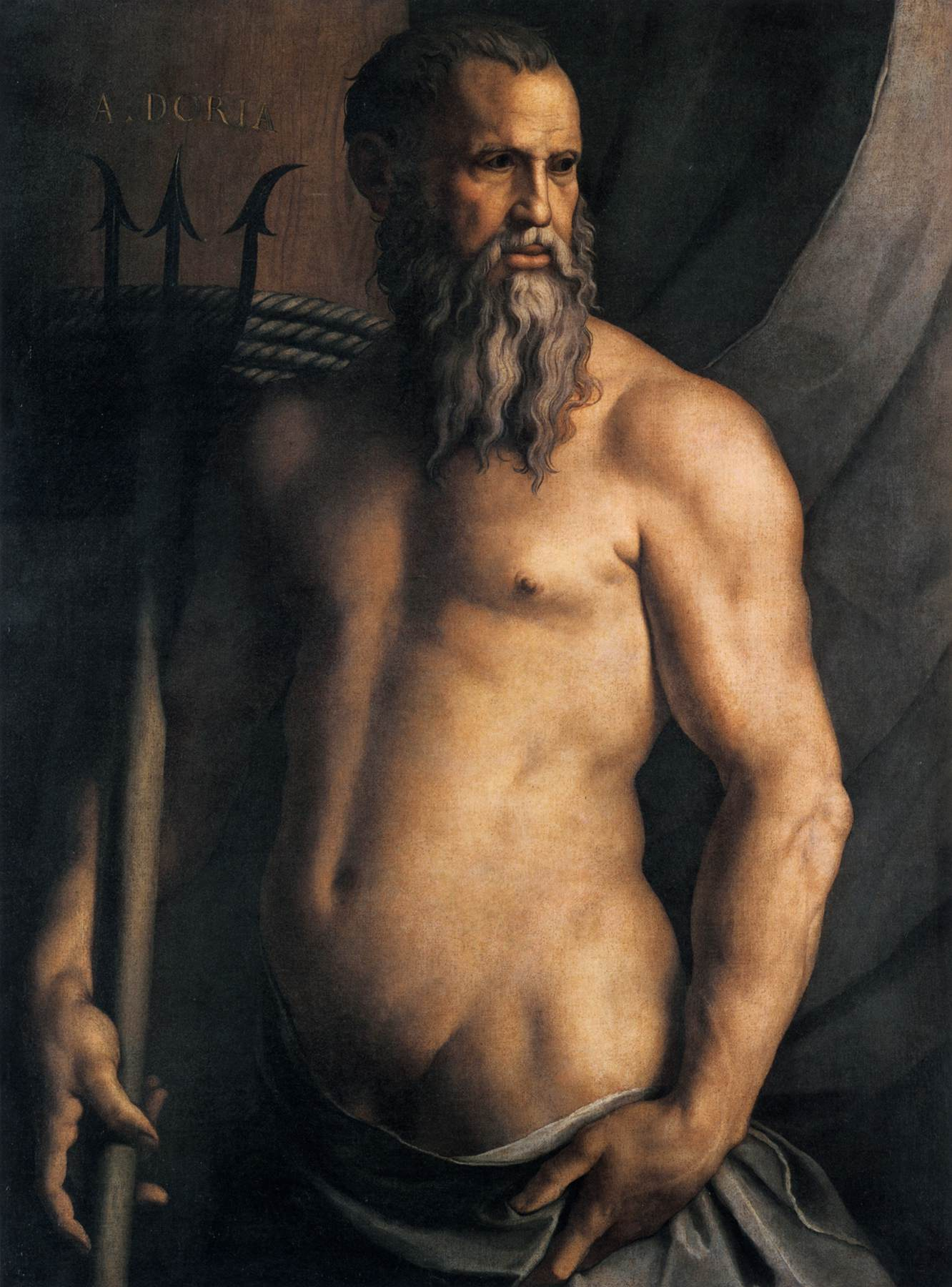
Andrea Doria como Neptuno (Bronzino).
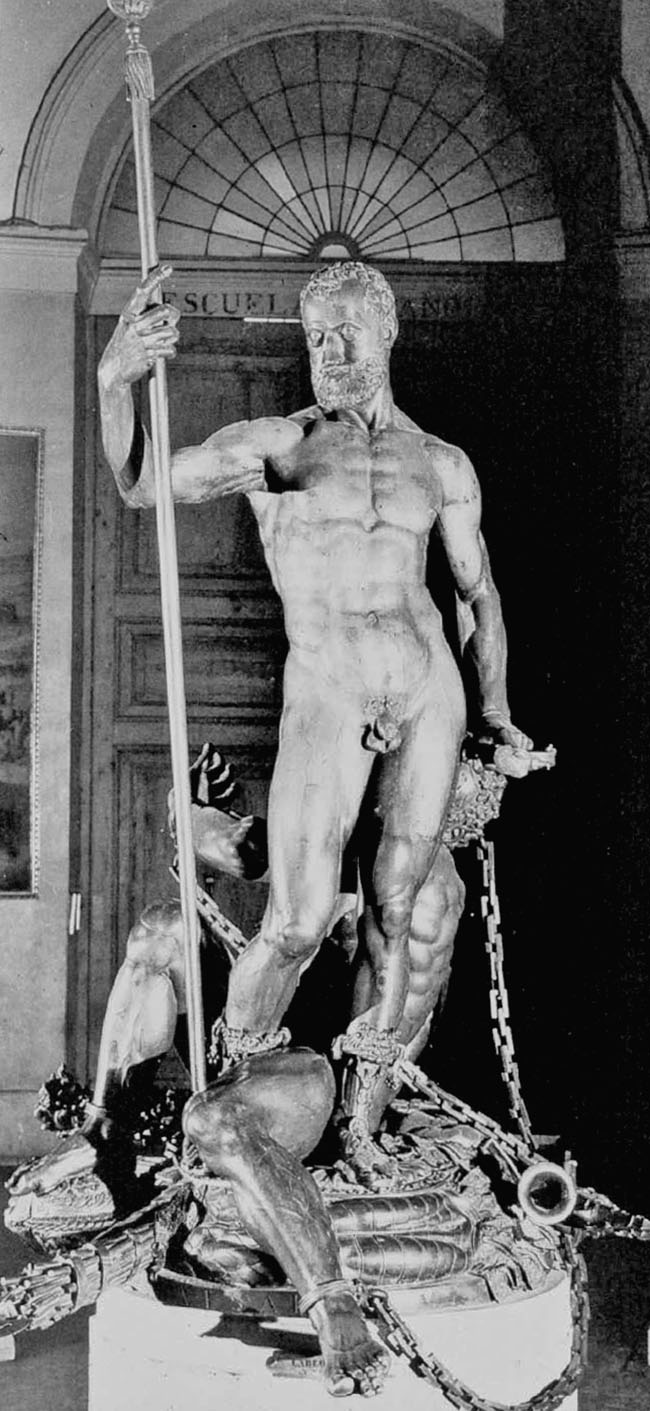
Carlos V y el Furor (Leone Leoni).
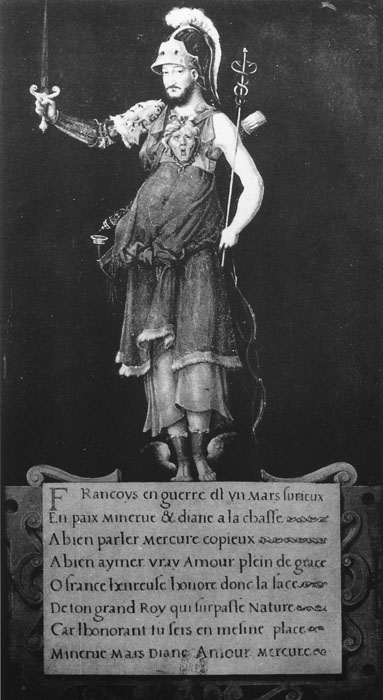
Retrato mitologizado de Francisco I de Francia (Nicoletto da Modena).
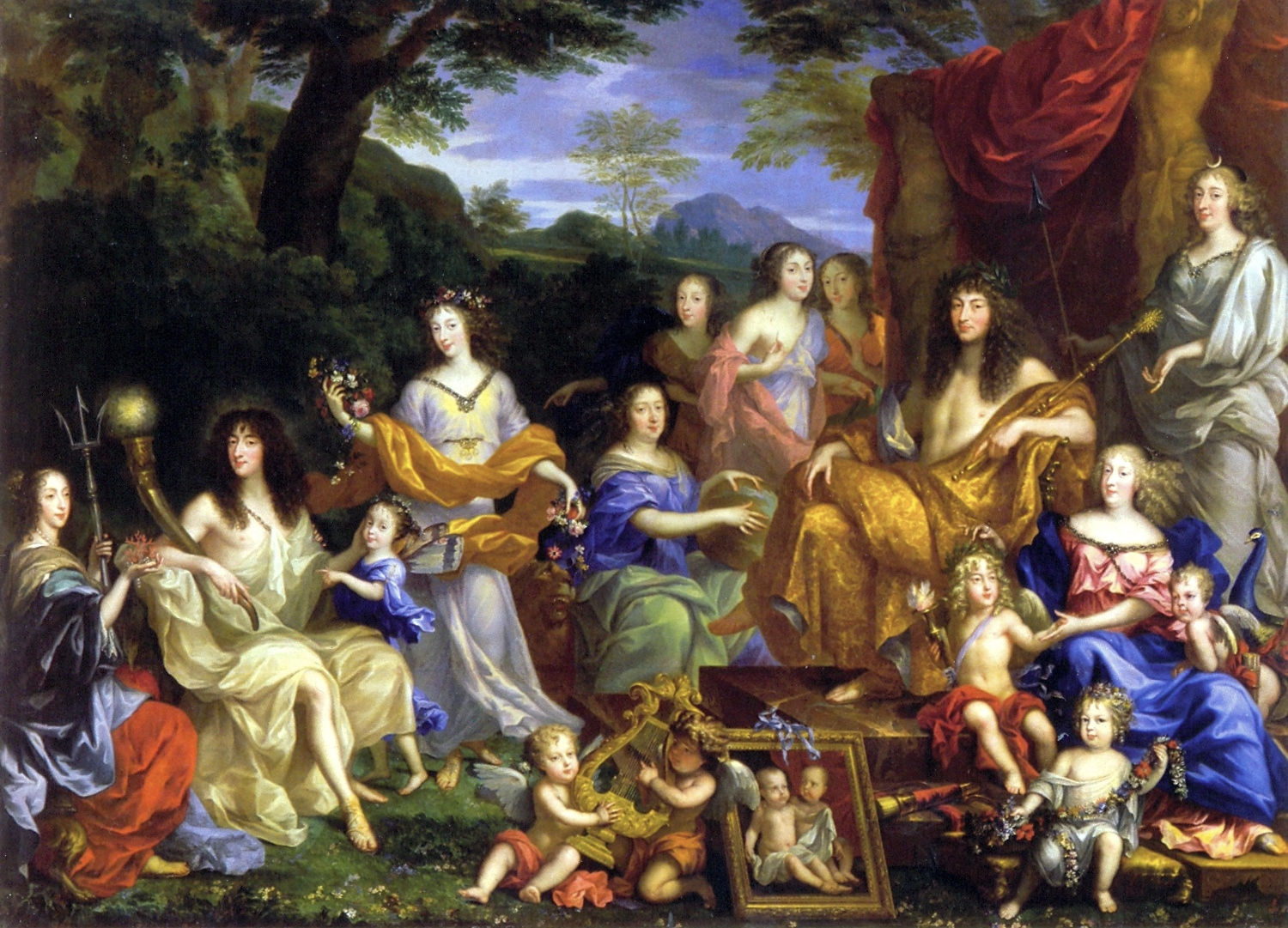
La familia de Luis XIV como dioses romanos (Jean Nocret, 1670).

Existe un gran margen de maniobra que permite a cada soberano forjar su propia imagen. Felipe II, que para sus enemigos, forjadores de la leyenda negra, era "el demonio del mediodía", era para sus partidarios "el rey prudente", caracterizado por su sobriedad:

Ningún monarca fue más popular que Felipe II si se entiende por popularidad el libre acceso del pueblo a su soberano. Si los grandes y los poderosos temblaban en su presencia, los humildes acudían al rey con demandas y súplicas con la tranquilidad con que se acude al padre. Era frecuente que en sus paseos o viajes se le acercasen hombres del pueblo con memoriales y demandas que el rey acogía invariablemente con su expresión favorita: "Sosegaos, sosegaos y decidme lo que queréis". Felipe era tan popular que viajaba sin escolta como un ciudadano cualquiera... Su jornada diaria estaba revestida de sencillez. En el marco de El Escorial, Felipe despertaba con los cánticos de los monjes... Su severo indumento negro, sin más adorno que el Toisón de oro, extremaba la palidez de su rostro....

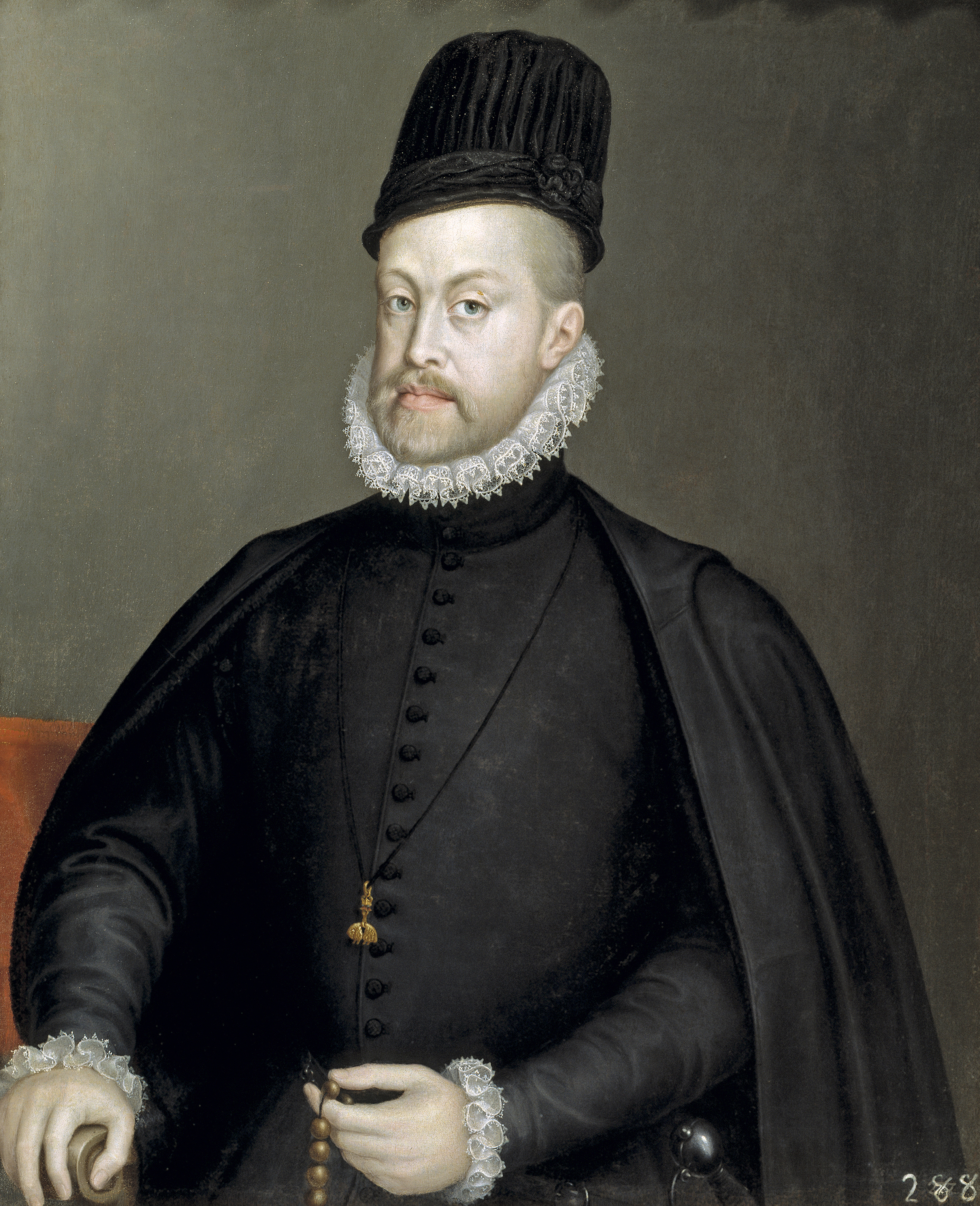
Retrato de Felipe II (Sofonisba Anguissola, ca. 1565-1573).

Luis XIV, el "Rey Sol", originó una teatralización muy personal de la figura real que servirá de modelo a todas las monarquías europeas, incluyendo el nivel de décor (concepto similar al de decorado escénico -no debe confundirse con "decoración" ni con decorum-) que se alcanzó en el Palacio de Versalles, asimismo ampliamente reproducido

el gran momento de diversión para la Corte eran las "noches de Apartamento". Todos los lunes, miércoles y jueves, de siete a diez de la noche, de otoño a principios de la primavera, el Rey organizaba una "soirée" a la que asistían todos los cortesanos y en la que se relajaba la rígida etiqueta. El lugar de encuentro eran las salas que formaban el Gran Apartamento del Rey. Bajo las sugestivas pinturas de los salones de la Abundancia, de Diana o de Marte, los cortesanos iban de mesa en mesa, entre pirámides de frutas, copas de confitura y toda clase de bebidas. En una sala se jugaba al billar, en otra a las cartas.., y el soberano se paseaba de un grupo a otro, sin permitir que se le hicieran reverencias, conversando y bromeando con los nobles y haciendo cumplidos a las damas. Pero el día terminaba con otro acto de adoración: la cena, a las diez de la noche. El Rey cenaba bajo la mirada de los cortesanos, que se agolpaban en la cámara y seguían con toda atención sus gestos y palabras. Algunos elegidos lo acompañaban en la última ceremonia del día, la de acostarse: "Le coucher du Roy". Concluía así la órbita diaria del Rey Sol, repetida durante decenios hasta su muerte, en 1715. Desde las seis de la mañana la guardia ocupaba sus puestos en los patios del palacio. En las "Grandes dependencias" los intendentes y empleados comprobaban el reparto de víveres y bebidas, mientras que en la cocina de la Boca se comenzaba a preparar el caldo del Rey. Los señores titulares de los altos cargos se disponían a asistir al "Pequeño Despertar del Rey" en una de las 200 estancias de Palacio... al momento del "Grand lever"... asistían todos aquellos que, mediante exquisitas y complicadas maniobras, habían conseguido una licencia para formar parte de las "pequeñas entradas", un privilegio que intentaban aprovechar para que el Rey se fijara en ellos y poder obtener un favor. "Le dîner au Petit Couvert" tenía lugar en la estancia del Rey a la una. El capellán recitaba el "benedicte" y el veedor de viandas destapaba las soperas -en esta época no se acostumbraban los comedores, todos los habitantes de palacio comían en la cocina, con excepción de los reyes, que lo hacían en su habitación. Se dice que Luis XIV comía con las manos, a pesar de que ya se acostumbraba el uso de los cubiertos-. A las diez de la noche, la "Dîner au Grand Couvert"... en público, servido por gentilhombre y en compañía de su familia. Durante la cena, Monseñor y los príncipes se sentaban al lado del Rey ante los asistentes, delante de ellos, se sentaban las damas con título, y detrás de ellas, de pie, los cortesanos y curiosos. La cena podía ser presenciada por todos, pero la asistencia, debido a la escasa capacidad de la sala, era controlada por el ujier. Cada servicio de alimentos era presentado y probado previamente por un séquito de veedores de viandas. Se presentaban en la mesa alrededor de cincuenta platos diferentes. La cena duraba alrededor de tres cuartos de hora. Por último, el rey volvía a su dormitorio. Arrodillado ante su sillón, rezaba durante otros quince minutos, ahora secundado por los nobles y clérigos presentes, entre ellos el Gran Limosnero, que dirigía la oración en voz alta.

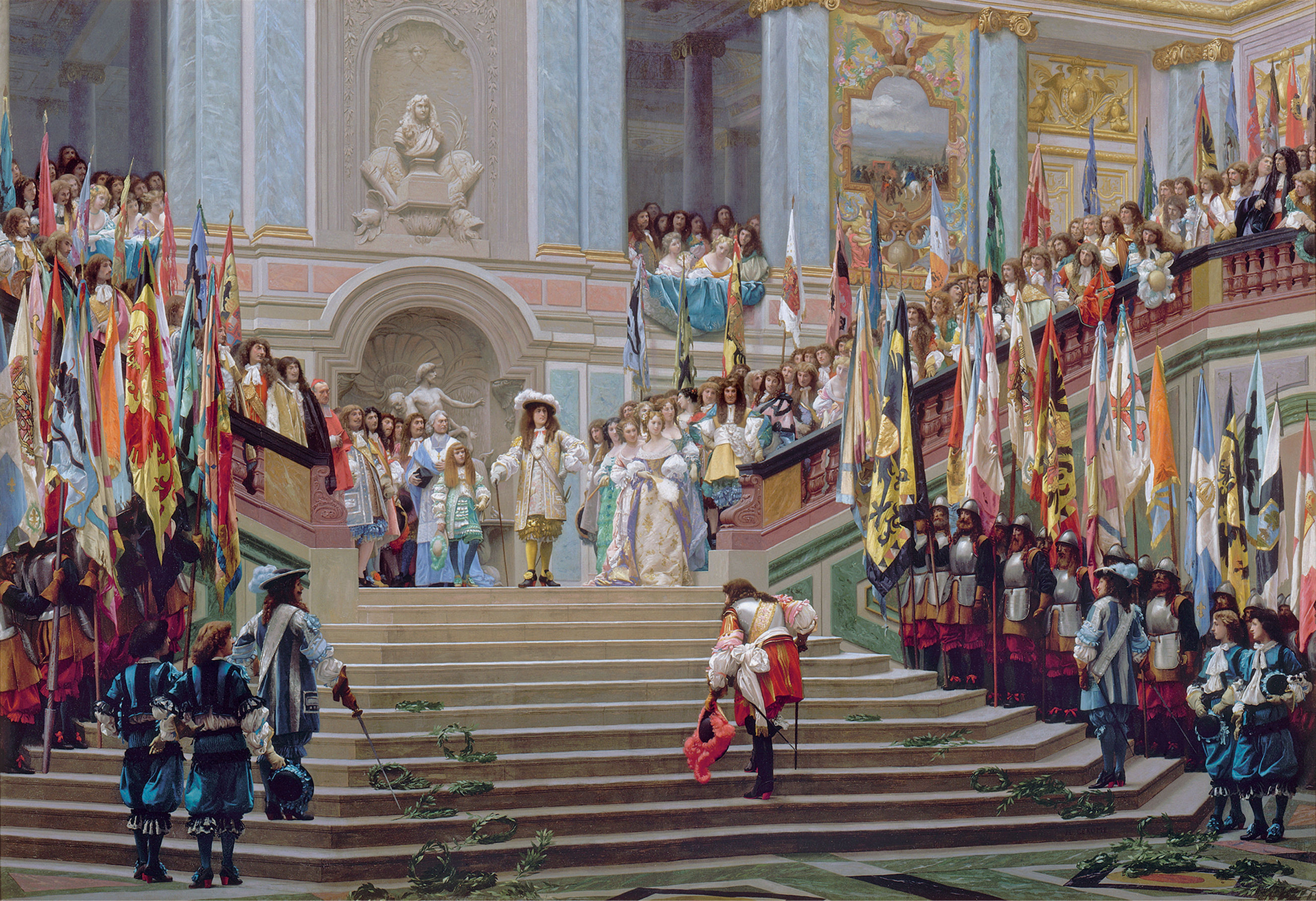
Recepción del "Gran Condé" por Luis XIV en Versalles, 1674 (pintura de historia del siglo XIX).

La Monarquía Hispánica desarrolló una imagen más sacralizada que política del poder real. El clero jugaba un papel importante en las ceremonias, y determinados espacios eclesiásticos tenían una especial vinculación con cada una de las monarquías: la catedral de Reims y la abadía de Saint-Denis en Francia, la abadía de Westminster en Inglaterra, la iglesia del monasterio de los Jerónimos de Madrid en España, la monasterio de los Jerónimos de Lisboa en Portugal, etc.
Napoleón Bonaparte, un gran escenificador, maridó motivos extraídos de la Roma imperial y de la monarquía europea con gestos personales, como hizo en su ceremonia de coronación, en presencia del Papa.

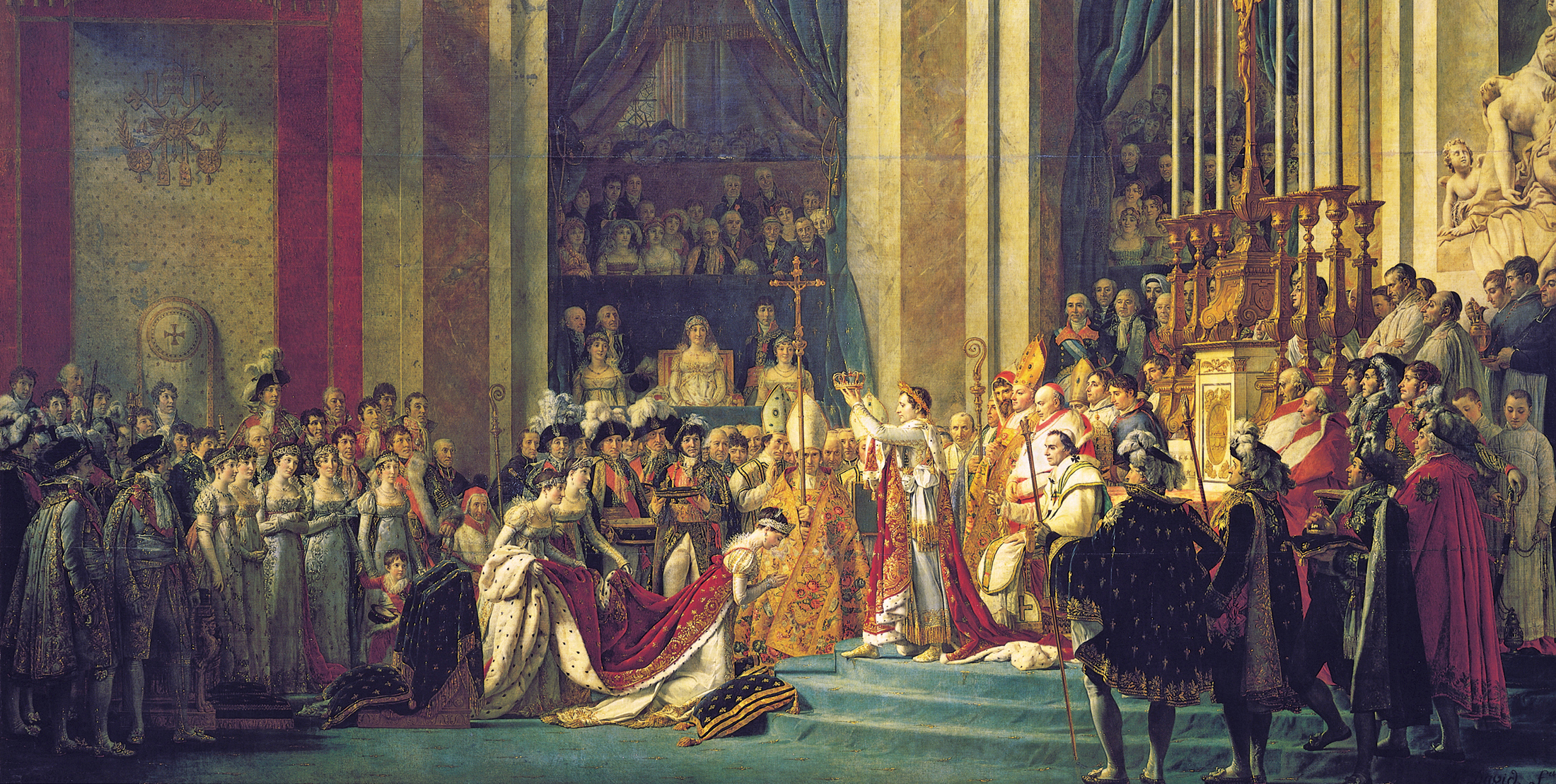
La coronación de Napoleón (Jacques-Louis David, 1805-1808).

Fue en reacción con los excesos escenificadores del Antiguo Régimen y en respuesta a las reivindicaciones radicales de igualdad extendidas por Europa y América, que las familias reales europeas humanizaron su imagen y se aproximaron al pueblo a partir de la segunda mitad del siglo XIX.

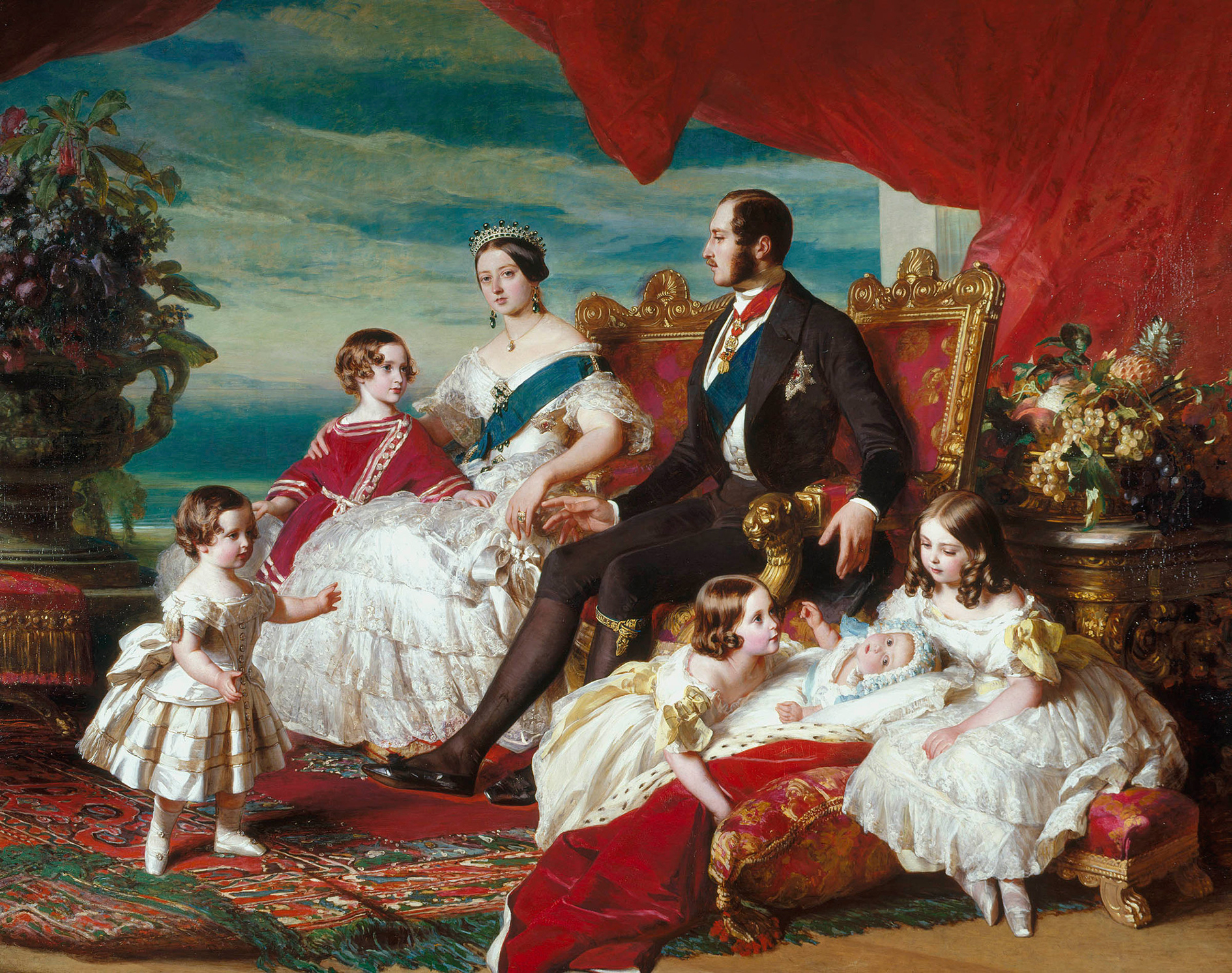
La familia de la reina Victoria (Franz_Xaver_Winterhalter).

- Los reyes-burgueses. Con la reina Victoria de Inglaterra y Luis Felipe I de Orleans (el roi citoyen o "rey de las barricadas"), la monarquía busca dar de ella misma una imagen burguesa y familiar, que la aproxima al pueblo al que quiere dar ejemplo a seguir, a la cotidianidad de los asuntos de familia. Se asiste a una tímida apertura de la escenificación de la esfera privada a la atención pública. La utilización de la familia y la vida cotidiana de los reyes siempre había sido un elemento importante, utilizado conscientemente, en su puesta en escena, aunque de forma muy distinta en cada época, lugar o dinastía.

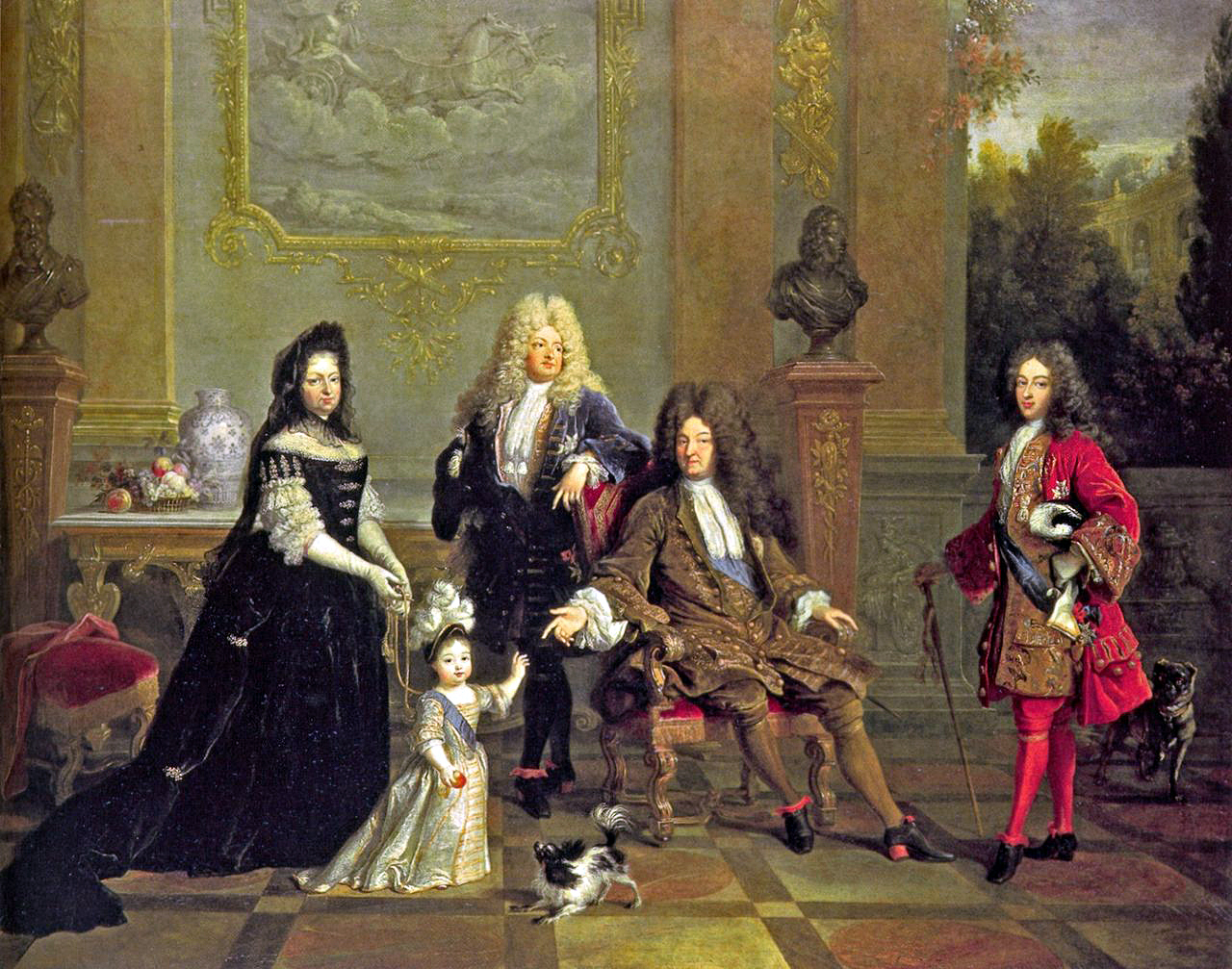
La familia de Luis XIV (Nicolas de Largillière, ca. 1710).
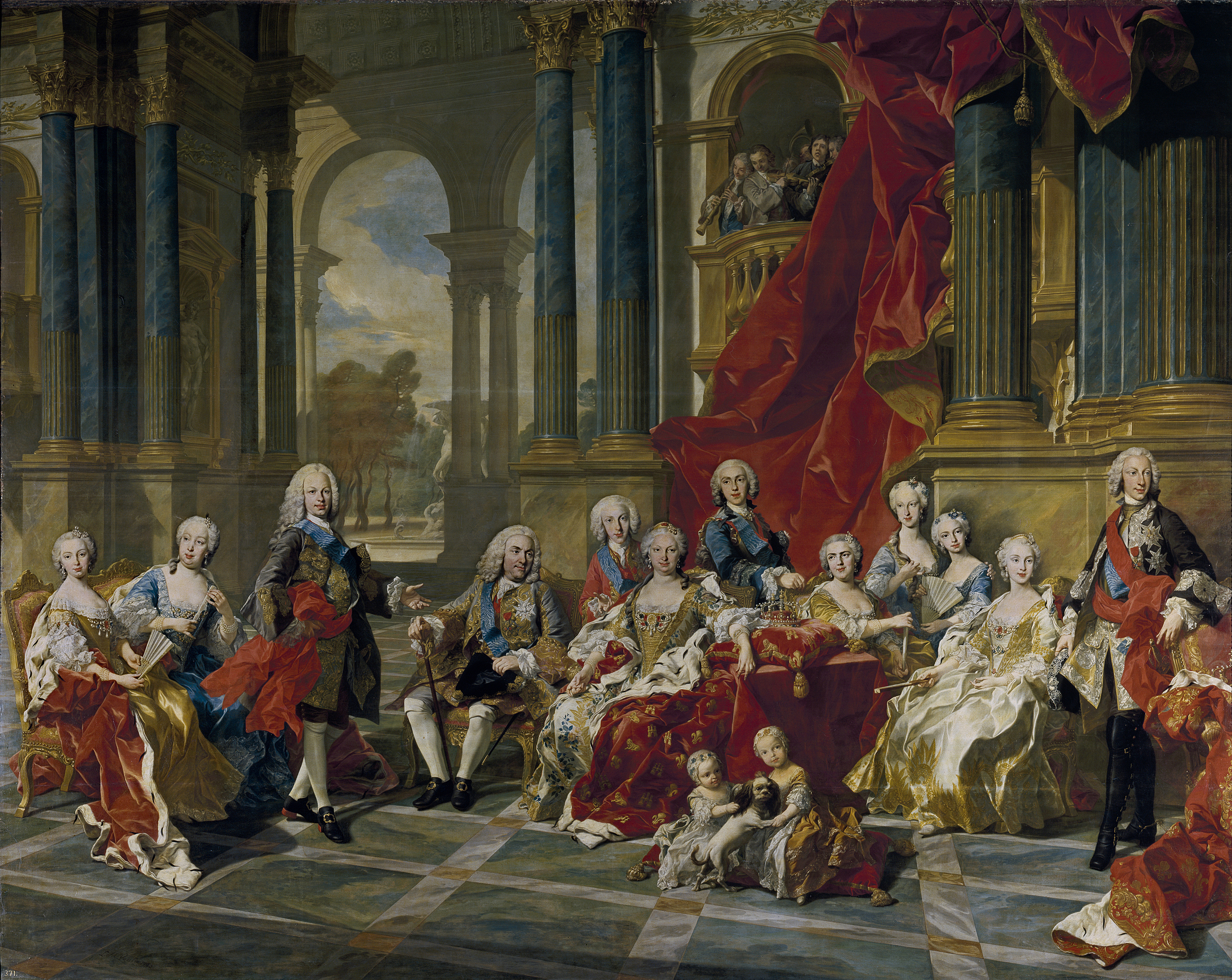
La familia de Felipe V (Van Loo), 1743.
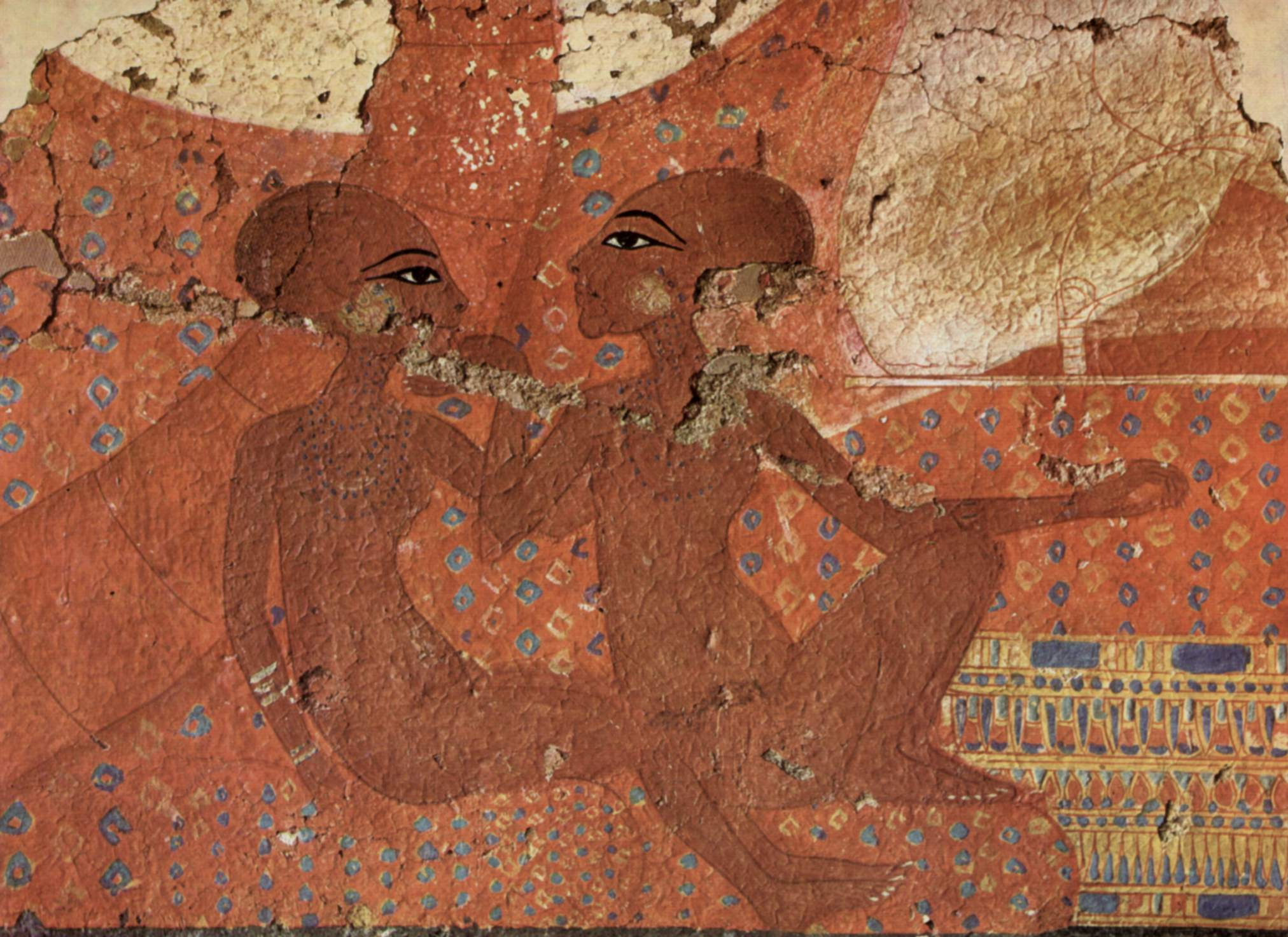
Dos de las hijas del faraón Akenatón, representadas con un estilo desenfadado, propio del periodo amarniense (mediados del siglo XIV a. C.). La mayor parte de los periodos de la plástica egipcia (pintura egipcia, escultura egipcia) se caracterizan por un estilo hierático.
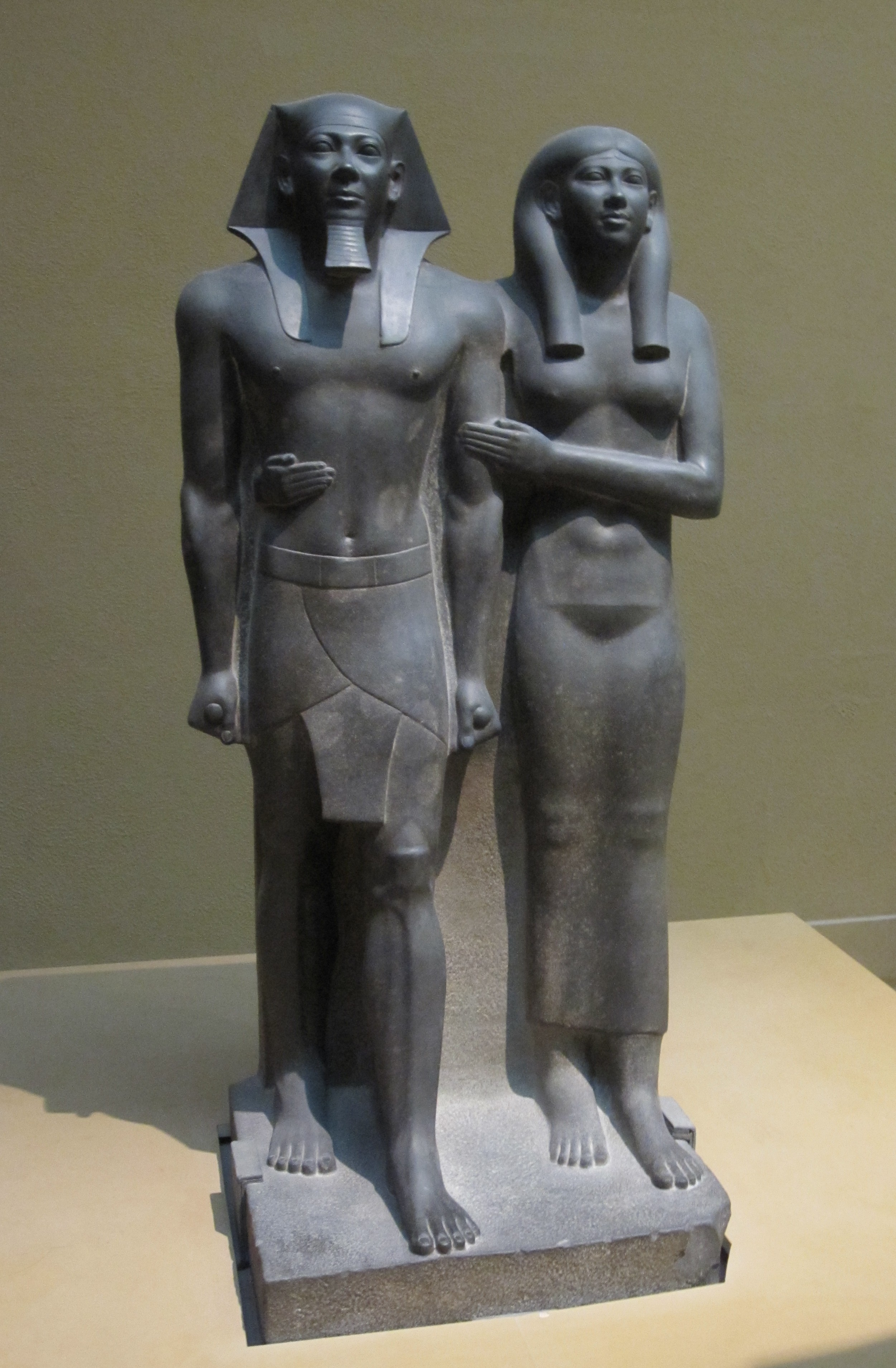
El faraón Mikerinos y su esposa (siglo XXV a. C.)
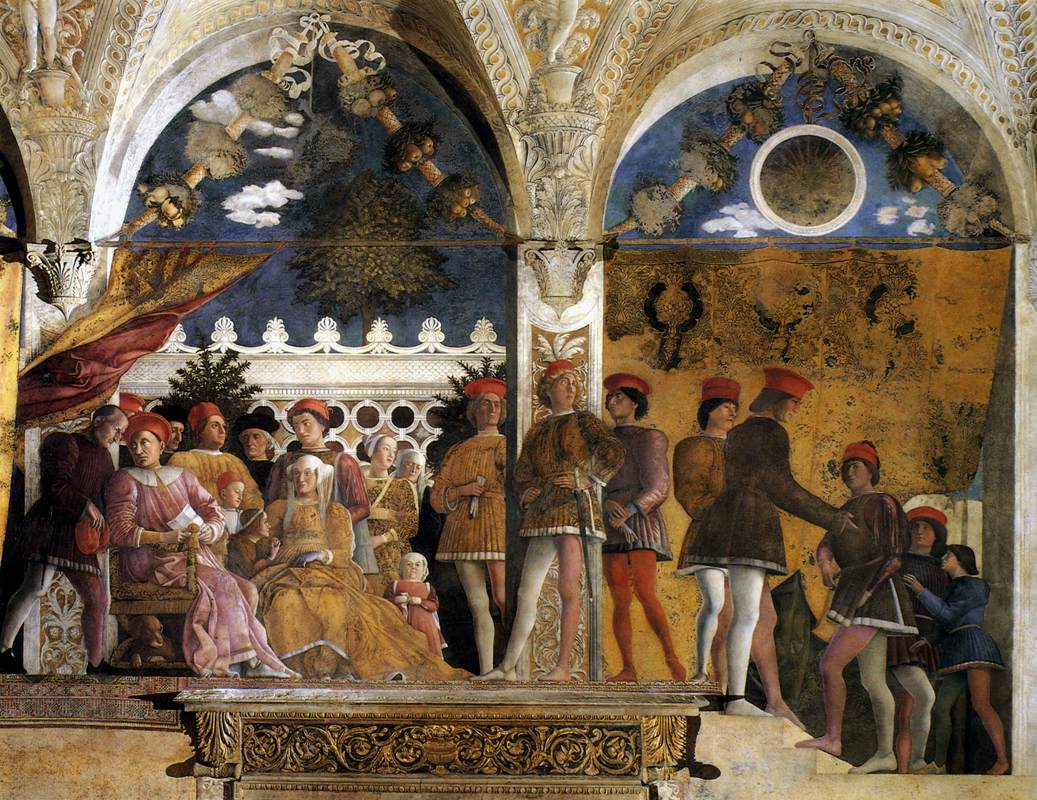
La familia Gonzaga, gobernantes de Mantua, representados en la Camera picta o degli Sposi (Andrea Mantegna, 1465-1474).
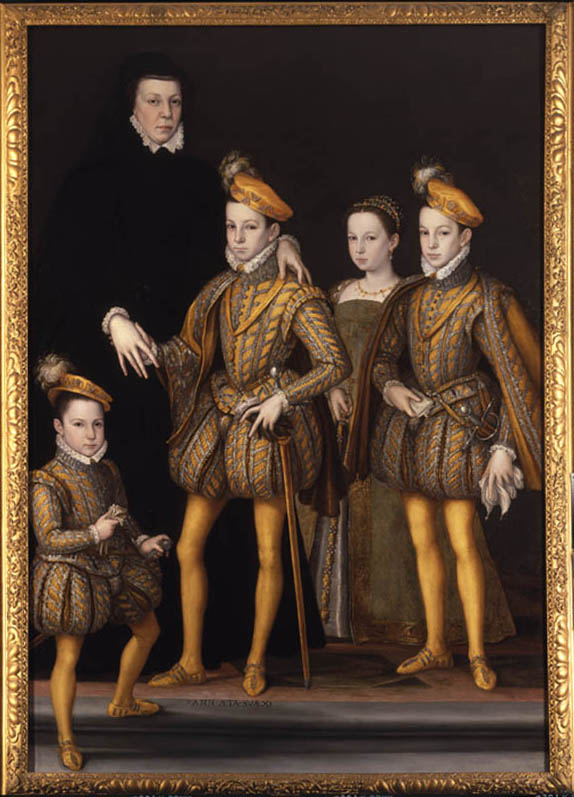
La reina de Francia Catalina de Médicis con sus hijos (1561).

- Los pírincipes de opereta princes d'opérette: paradójicamente, cuanto más ven amenazados sus poderes los reyes, más atractivas resultan sus escenificaciones reactualizadas por Hollywood (por ejemplo, Sissi emperatriz). Las puestas en escena estereotipadas de la realeza (coronación de Isabel II,[63] uno de los primeros grandes éxitos de la televisión, como años más tarde la boda de Carlos y Diana),[64] atraen a millones de espectadores en todo el mundo. Uno de los personajes más mediáticos fue la antigua actriz Grace Kelly, casada con Rainiero III de Mónaco. Otras monarquías europeas, como la de Balduino de Bélgica, cultivan la simplicidad.

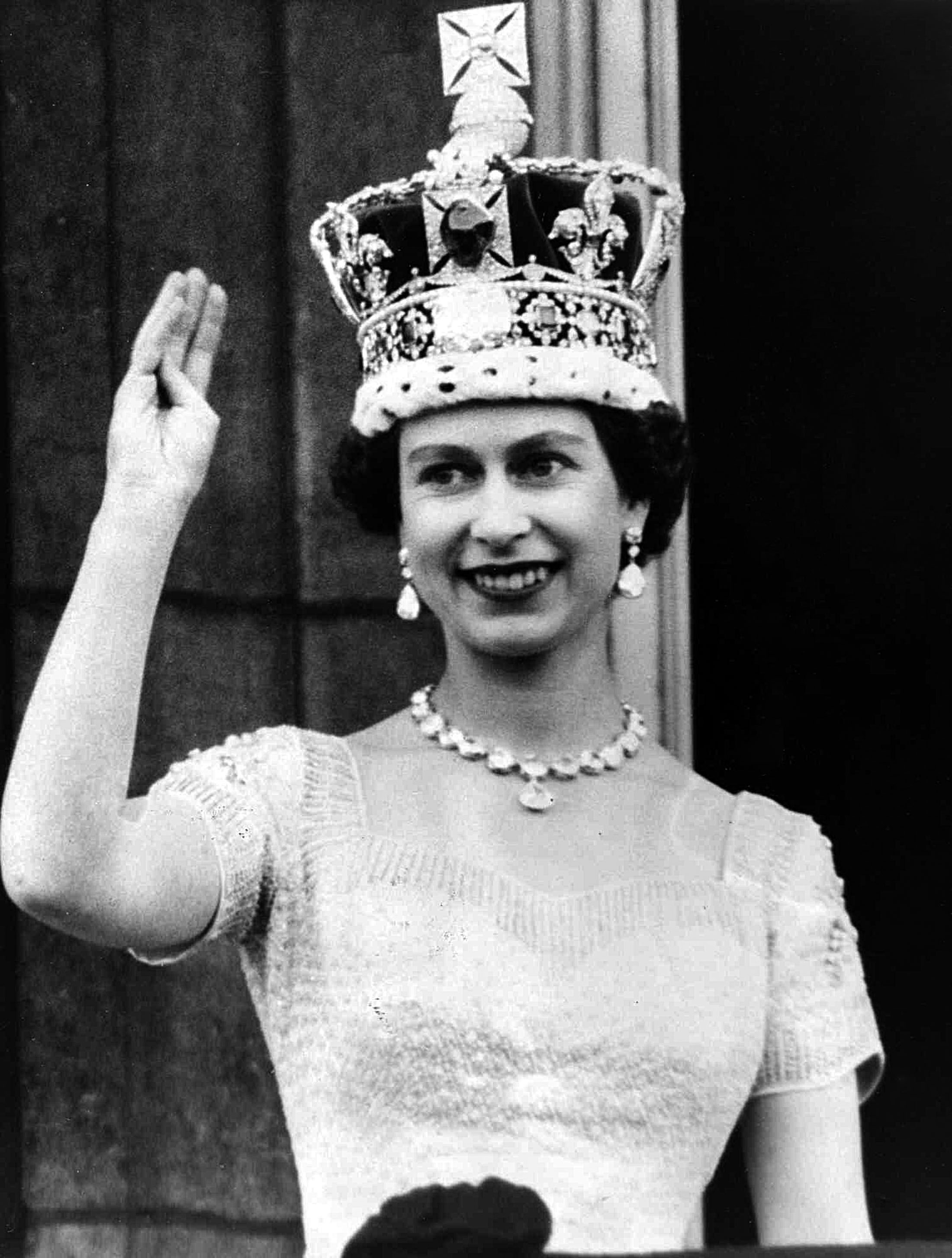
Isabel II saludando el día de su coronación.
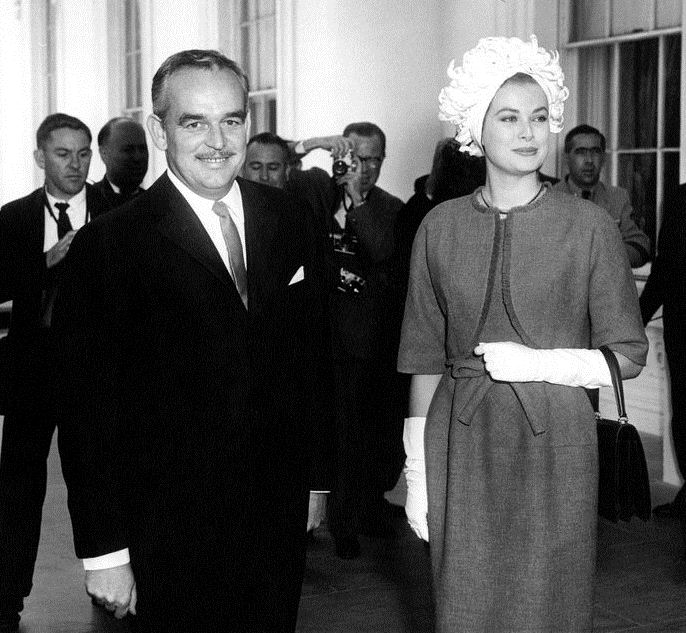
Grace y Rainiero en una visita a Estados Unidos.
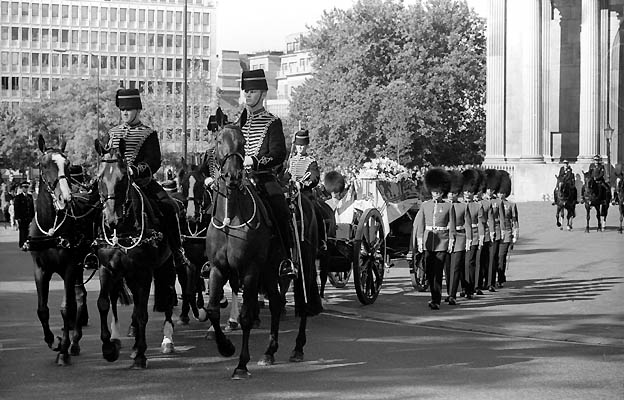
Funerales de "lady Di".

Frente a las puestas en escena del poder real en las monarquías europeas supervivientes a la eliminación de la mayor parte de ellas durante el siglo XX (británica, neerlandesa, belga, danesa, noruega, sueca, española, las de algunos microestados monárquicos sin título de rey -Gran Ducado de Luxemburgo, Principado de Mónaco, Principado de Liechtenstein- un coprincipado sin familia real -Andorra- y la teocracia vaticana), más o menos evolucionadas para enfrentar los desafíos de la sociedad de la comunicación, otras monarquías en el resto del mundo siguen distintas estrategias: La corte japonesa se vio forzada a una fuerte desacralización por la derrota en la II Guerra Mundial, pero mantiene rígidamente ciertas tradiciones. Algunas monarquías musulmanas (la jordana y la marroquí) incluyen escenificaciones de apertura en que se aproximan más o menos tímidamente a las costumbres occidentales (un punto importante es la visibilización de la reina -mayor en Jordania, menor en Marruecos-), mientras que las monarquías del Golfo, más tradicionales en esos aspectos, utilizan la modernización económica y la escenografía deslumbrante de sus pujantes ciudades (Kuwait, Doha, Abu Dhabi), verdaderos escenarios de poder, compitiendo por la altura de los rascacielos y por proyectos megalómanos. Entre las monarquías africanas, suprimida la etíope, destacó el intento de Bokassa por consolidar su nuevo cargo (se autodenominó "emperador") mediante una extravagante ceremonia de entronización a la que acudieron numerosos dignatarios extranjeros (1977), muy criticada en los medios.

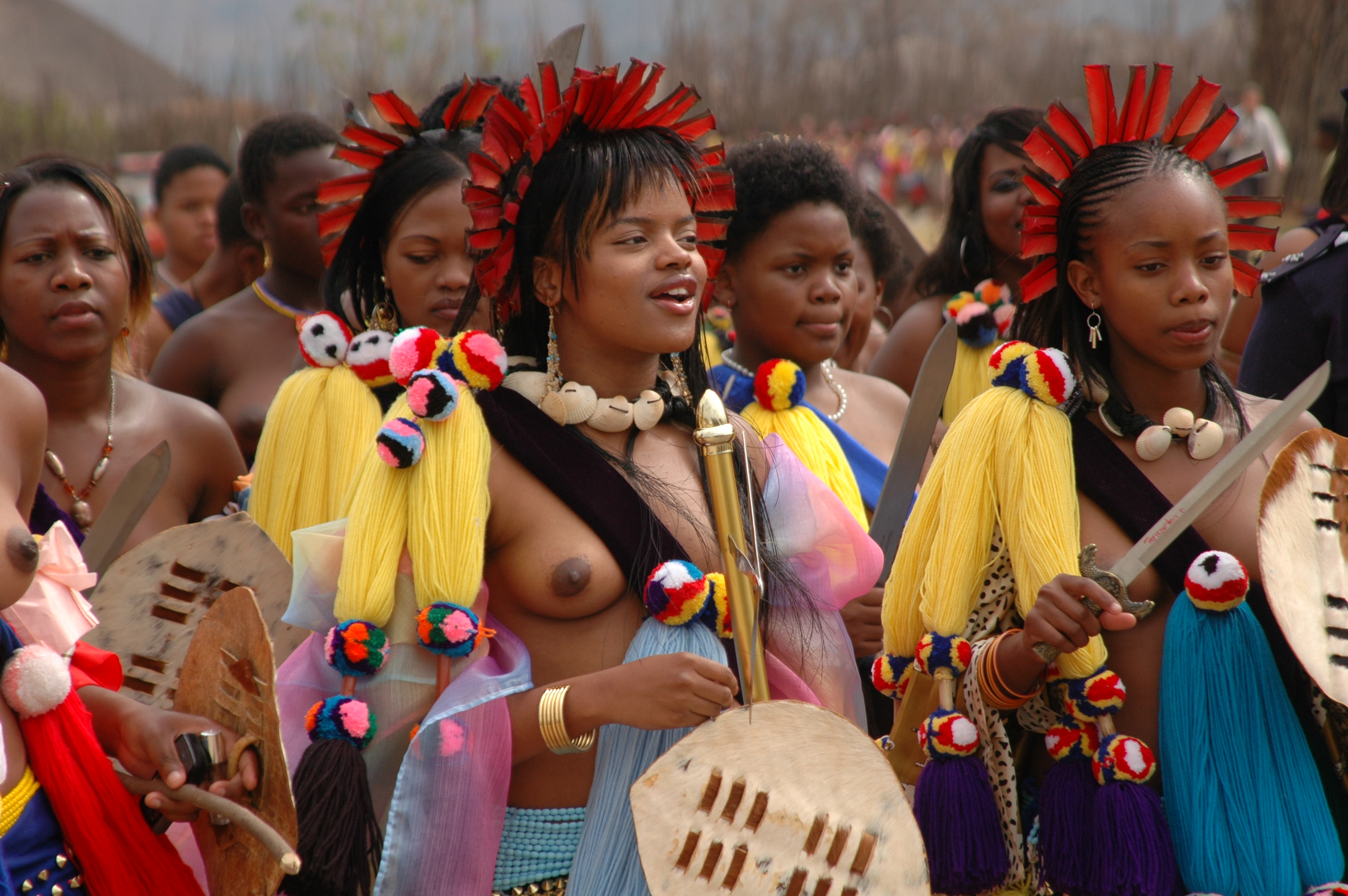
Jóvenes de Suazilandia, incluida una de las princesas de la familia real, en un festival en honor del rey.
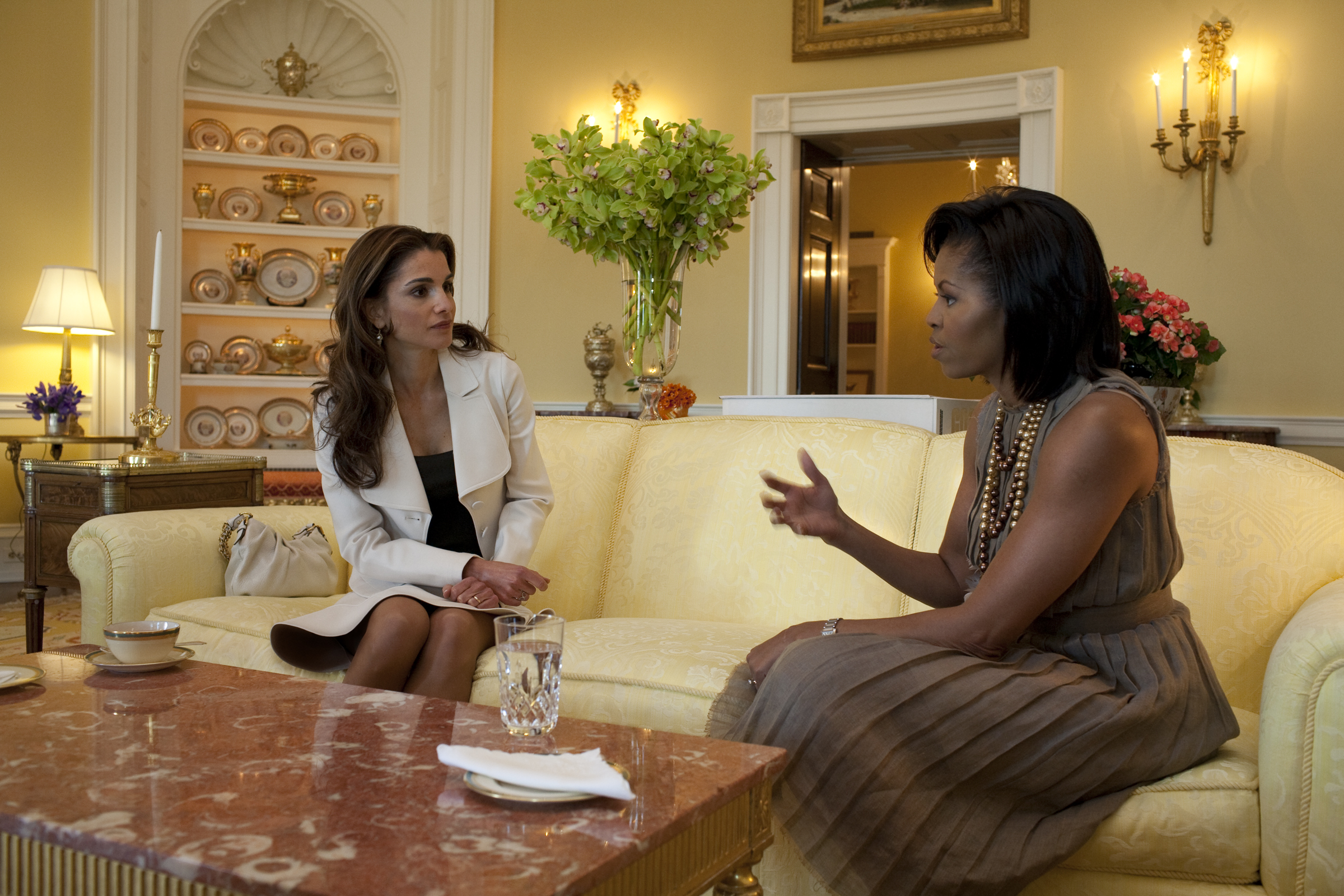
La reina Rania de Jordania recibida por la primera dama de Estados Unidos en la Casa Blanca.

### Repúblicas

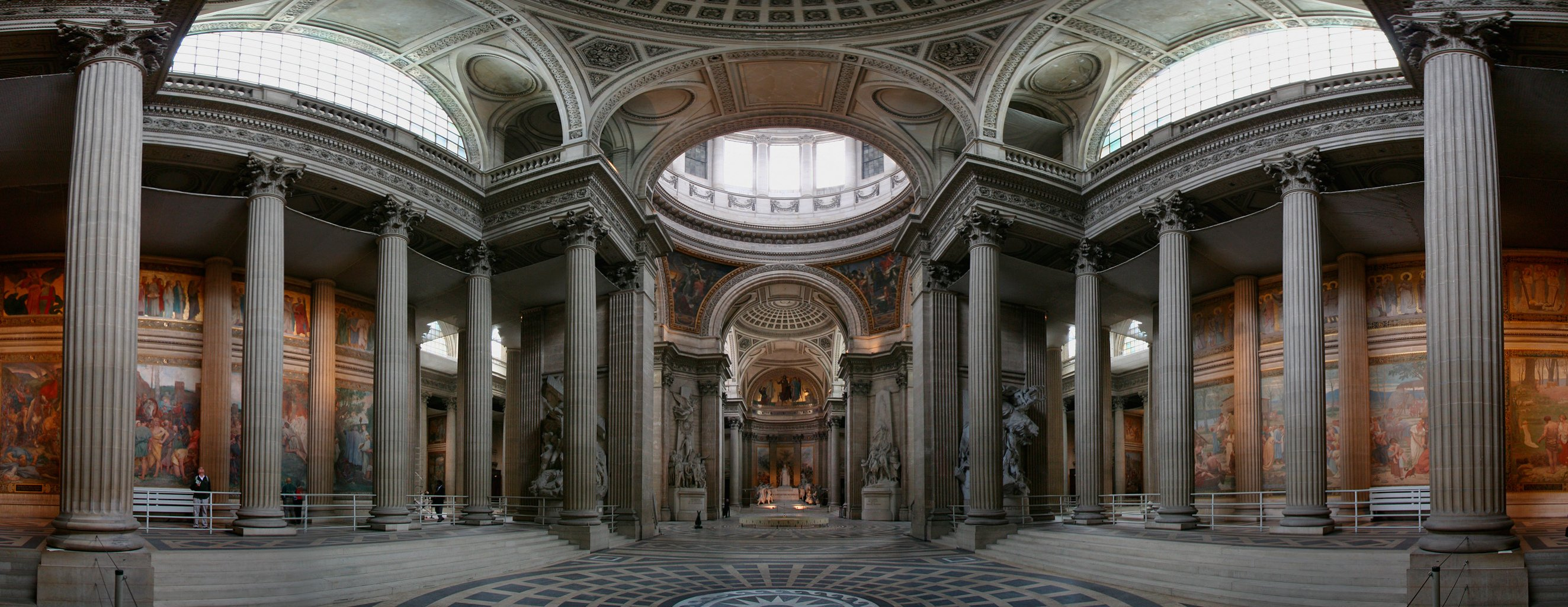
El Panteón de París, utilizado para honrar a las glorias nacionales republicanas.

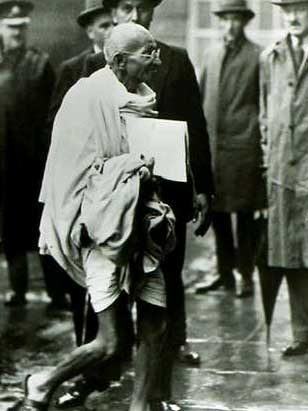
Gandhi reclamando la causa india ante el gobierno británico.

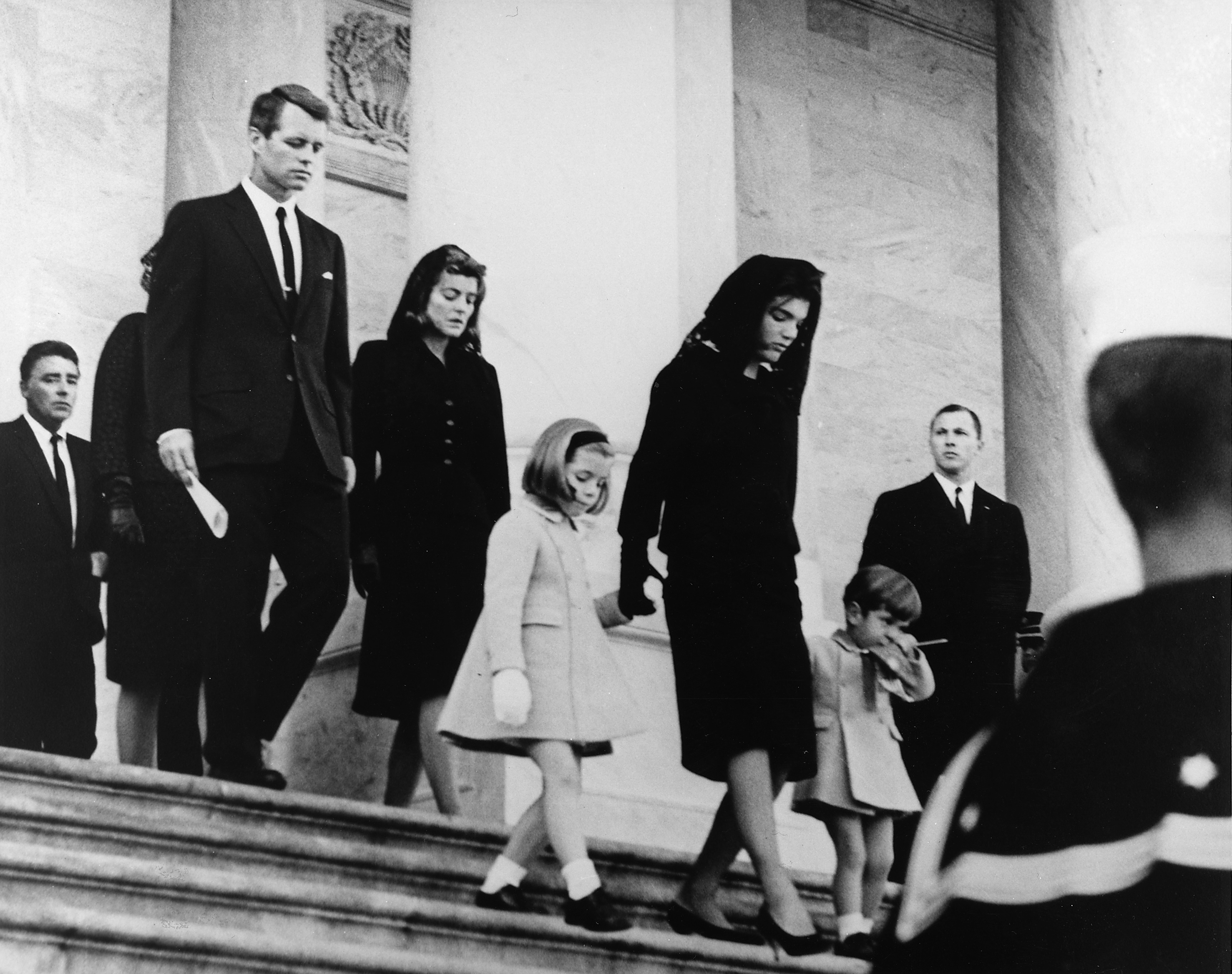
La familia del asesinado presidente John F. Kennedy durante sus funerales.

#### El ideal de simplicidad
En las repúblicas que respeten las formas del ideal republicano, nada debiera distinguir la figura del jefe de Estado de la de sus conciudadanos. Como en la Commonwealth de Oliver Cromwell, las repúblicas modernas son herederas de una tradición de simplicidad que se remonta a Esparta y a los comienzos de la República romana. Aunque los imperativos de seguridad imponen la presencia de cuerpos armados, similares a la guardia de corps de las monarquías, se procura una apariencia discreta, en segundo plano. Se distingue la vida pública y privada del jefe de Estado. No hay heredero, de modo que la familia del jefe de Estado no se expone a la luz pública.
Uno de los ejemplos más extremos fue el de Gandhi, quien desarrolló dispositivos a la vez originales y tradicionales (el dhoti, el bastón de peregrino, la rueca) fácilmente interpretables por sus conciudadanos y también por los propios británicos ante los que vino a reivindicar su causa en 1931. La figura ascética de Gandhi es una tentativa extrema de hacer coincidir la realidad y el ideal del hombre de poder al servicio del pueblo.
La laicización del poder republicano en ciertos países europeos dará lugar a una recuperación o reemplazamiento de los símbolos religiosos por laicos. La cuestión de los límites de la puesta en escena laica del poder se volvió espinosa a comienzos del siglo XXI.
En las democracias, las campañas electorales son un momento de alta visibilidad para los candidatos a ocupar el pode, y cumplen el papel de puesta en escena del candidato. Mario, elegido cónsul in absentia, emprendió sin tardanza la vuelta a Roma para hacerse ver como triunfador y demostrar que los dioses le habían otorgado su favor. Charles Dickens describía en el siglo XIX rituales de campaña (estrechar las manos de los electores, besar niños) que siguen utilizándose más de un siglo después; cuando, los equipos que gestionan las campañas ya incluyen, junto a los políticos, consejeros en comunicación y publicidad (spin doctor, marketing político).
|  |  |

### Regímenes parlamentarios

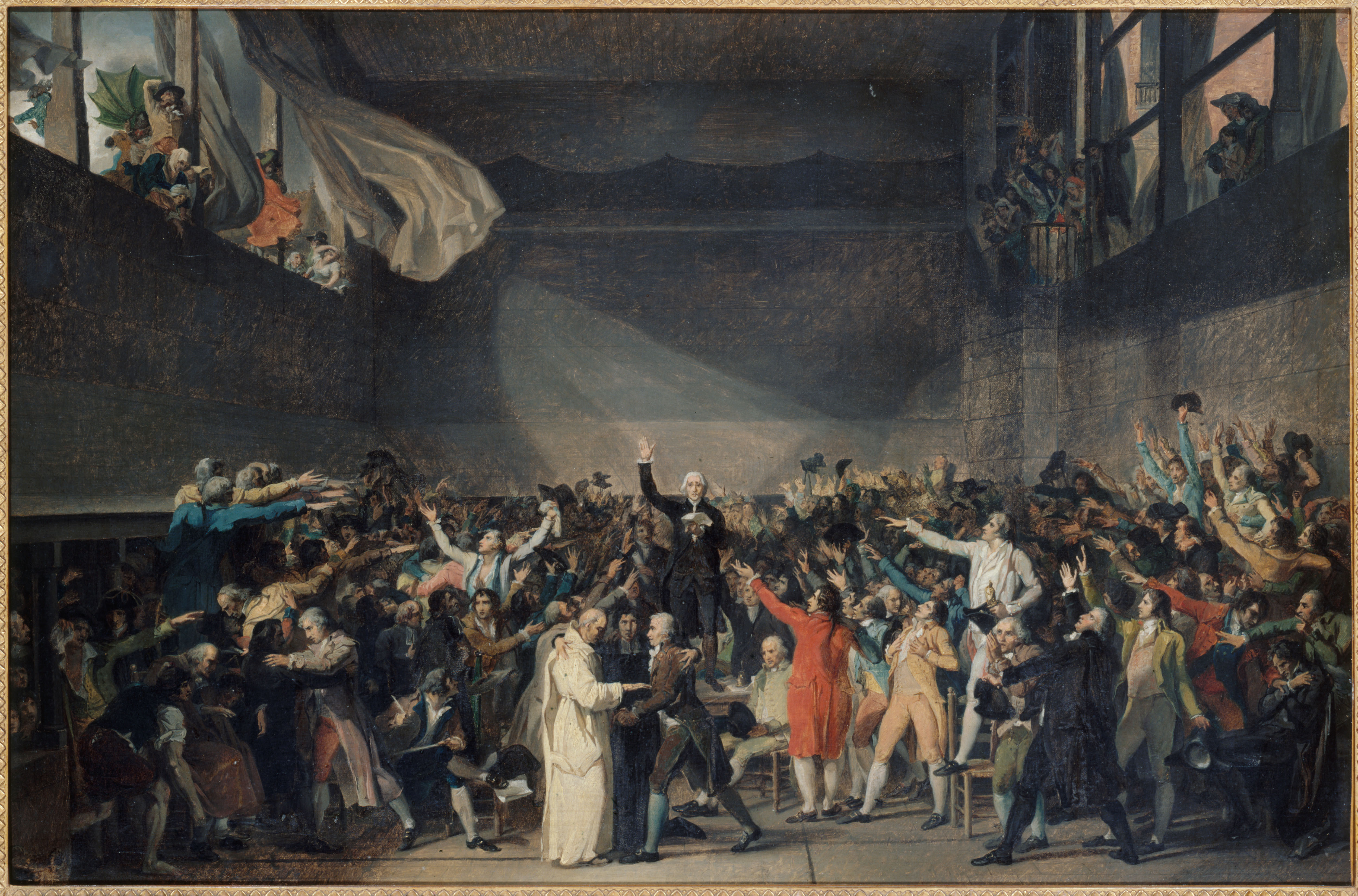
Juramento del Juego de Pelota (Jacques-Louis David), una representación pictórica realizada poco después de los hechos, donde se pone en escena el momento histórico en que una fracción de los Estados Generales se constituyó en asamblea soberana (1789).

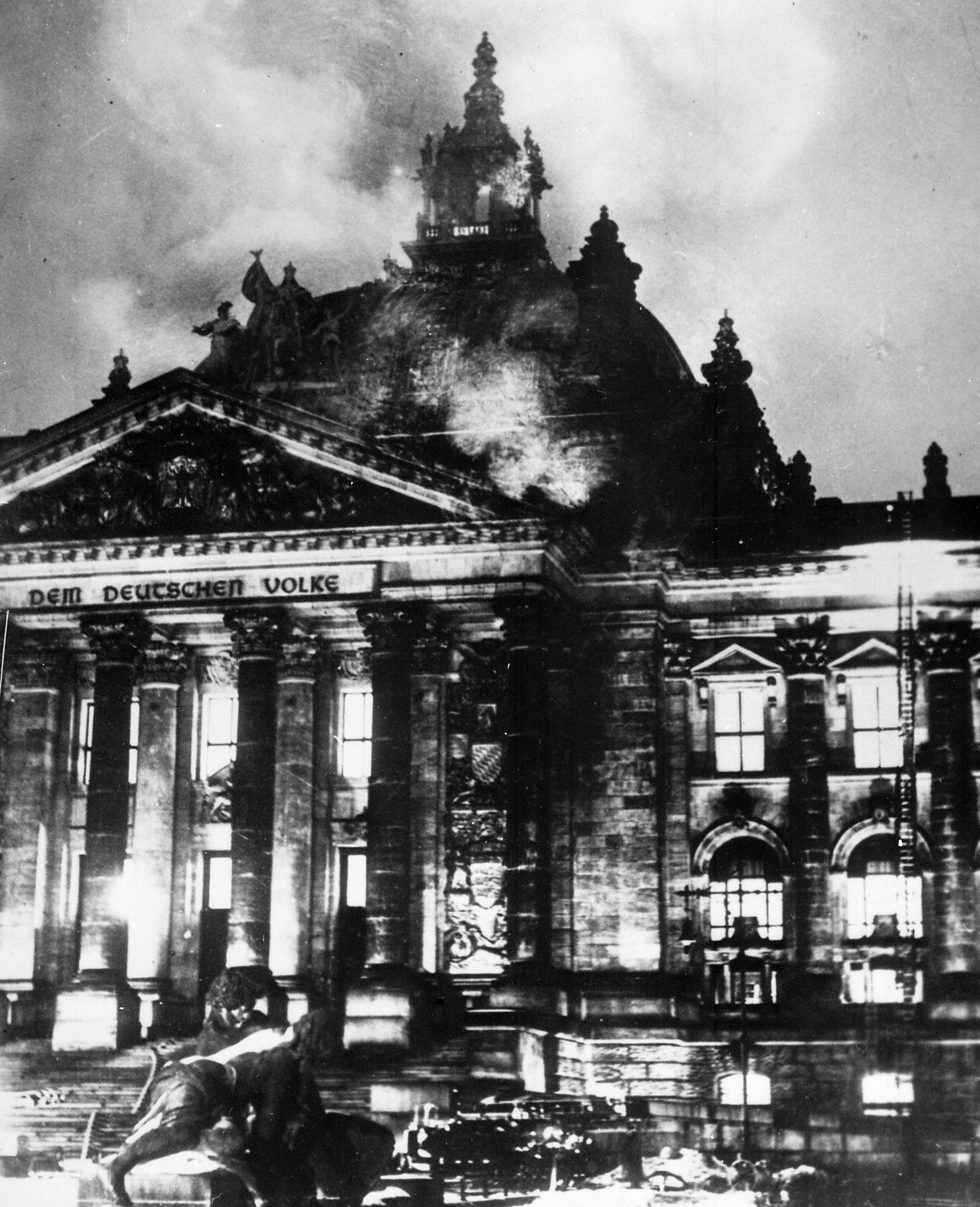
El incendio del Reichstag (1933), del que fueron acusados los comunistas (como el incendio de Roma de la época de Nerón, del que fueron acusados los cristianos), fue una escenificación política muy útil para el establecimiento del poder de Hitler en Alemania y la liquidación de la democracia parlamentaria.

La puesta en escena de la representación nacional en los regímenes parlamentarios alcanza un alto grado de sofisticación en algunos casos, como el del Parlamento británico (el speaker en su estrado, con peluca y toga, arbitra el enfrentamiento ritual entre partidarios del gobierno y de la oposición, sentados unos frente a otros a ambos lados de la Cámara de los Comunes; todos han de salir hacia la Cámara de los Lores para escuchar el discurso, que en nombre del gobierno, hace anualmente el rey o reina). Bajo los convencionalismos románticos, la pintura de historia del siglo XIX tuvo como uno de sus temas la reconstrucción historicista, más imaginada que verosímil, de los parlamentos medievales.

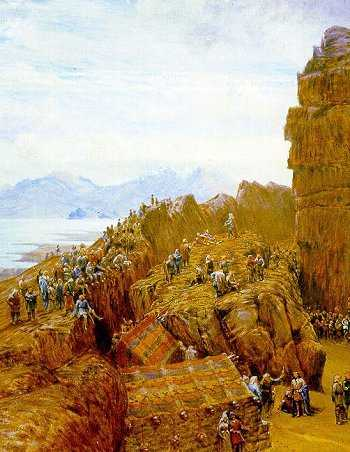
El Althing islandés (considerado el primer parlamento medieval europeo), pintura de historia.
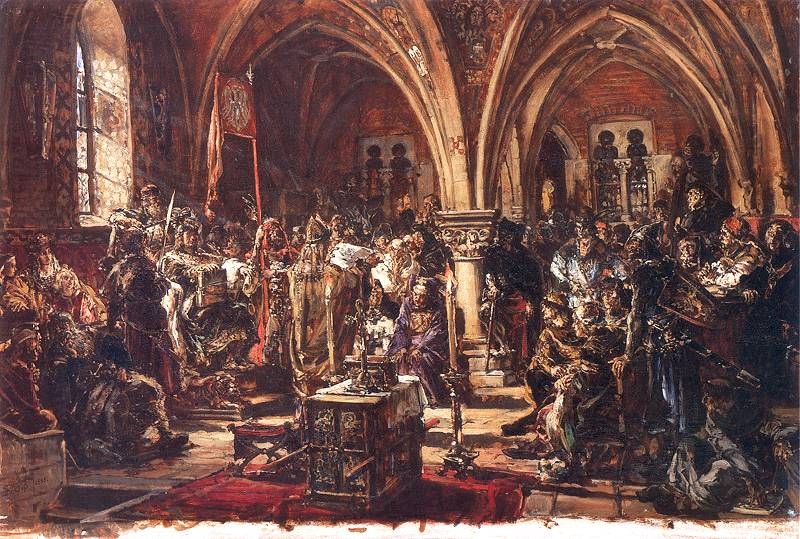
El primer Sejm polaco (1182), pintura de historia.
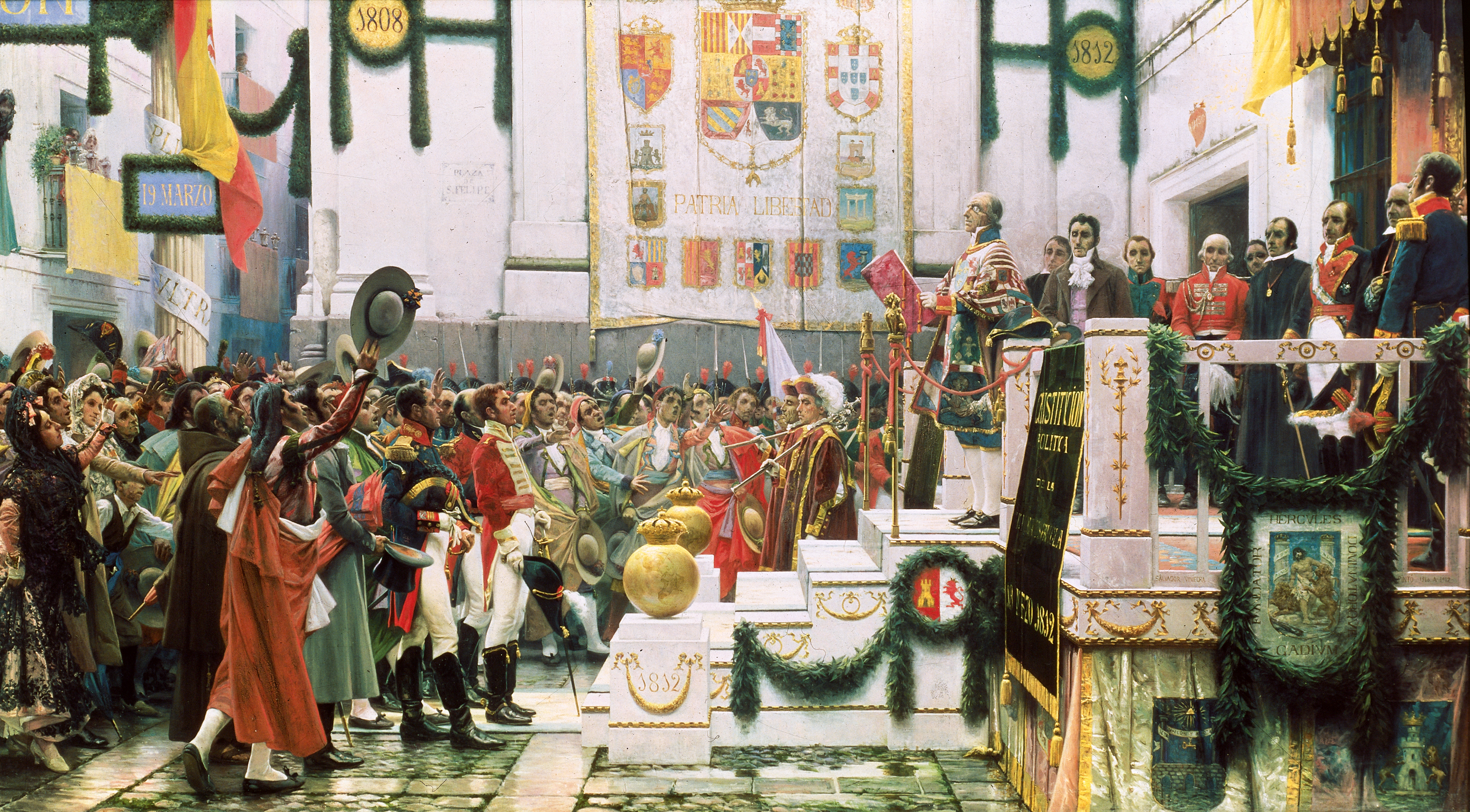
Jura de la Constitución de 1812 por las Cortes de Cádiz, el primer parlamento contemporáneo español.
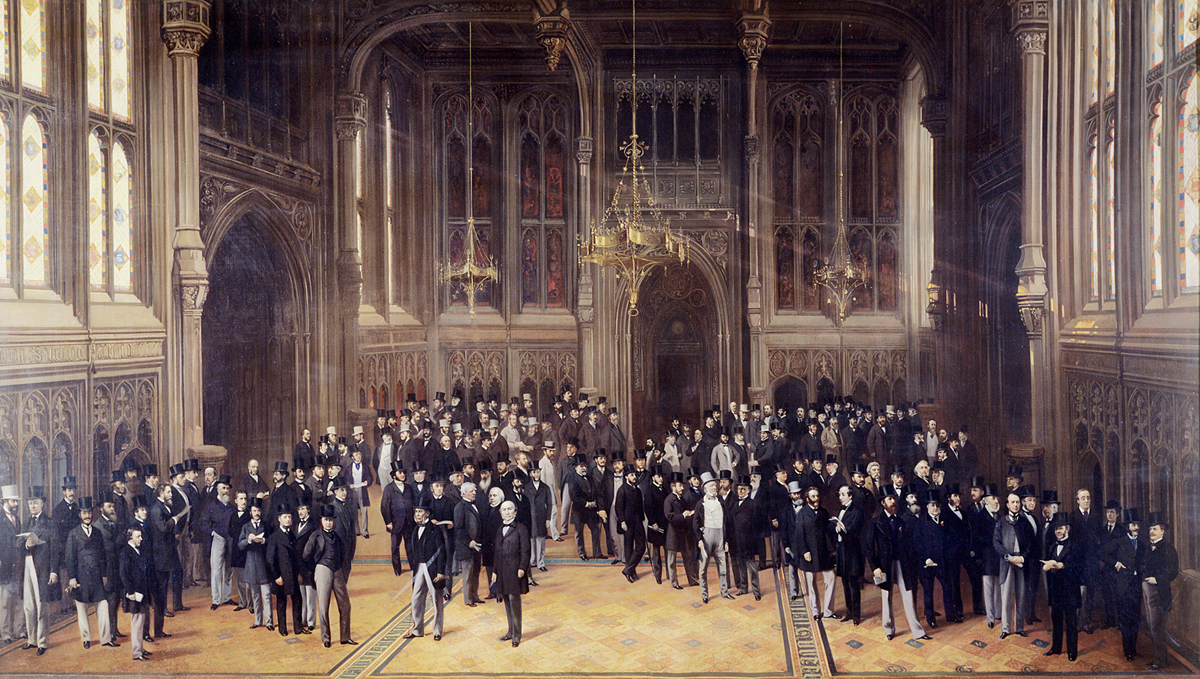
Lobby of the House of Commons, la cámara baja británica, 1872–1873.
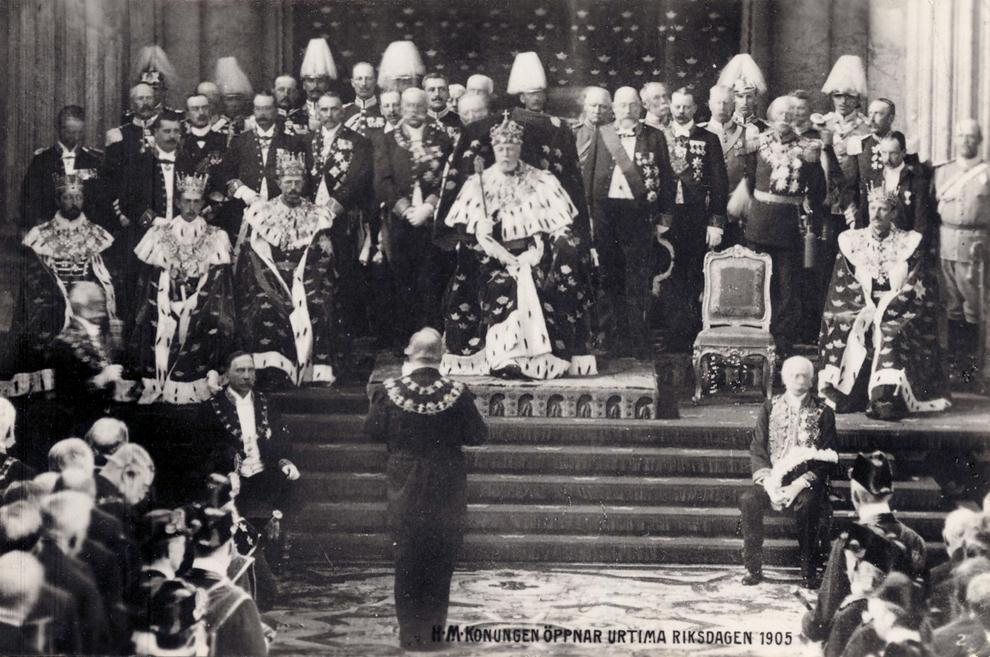
Apertura solemne del Riksdag sueco, 1905.
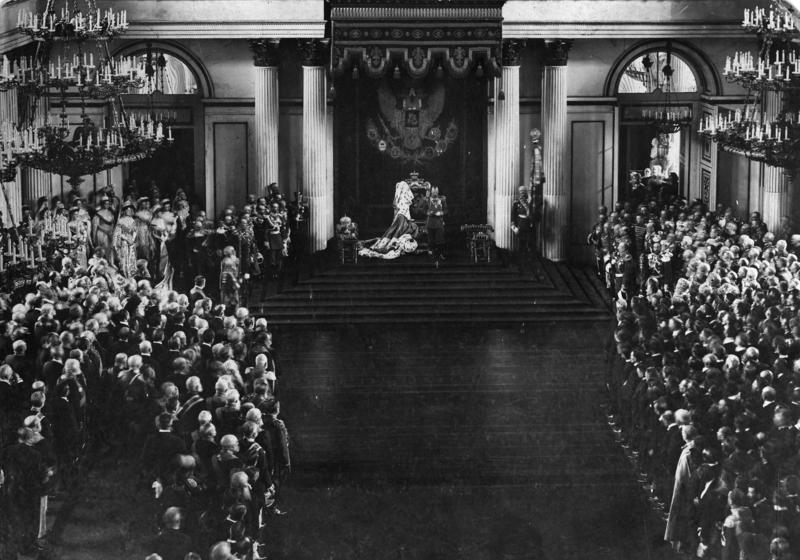
El zar Nicolás II inaugura la Duma, 1906.
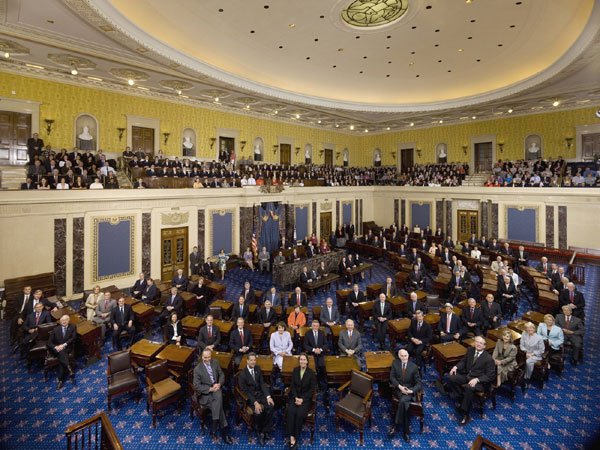
Senado de los Estados Unidos, 2007.
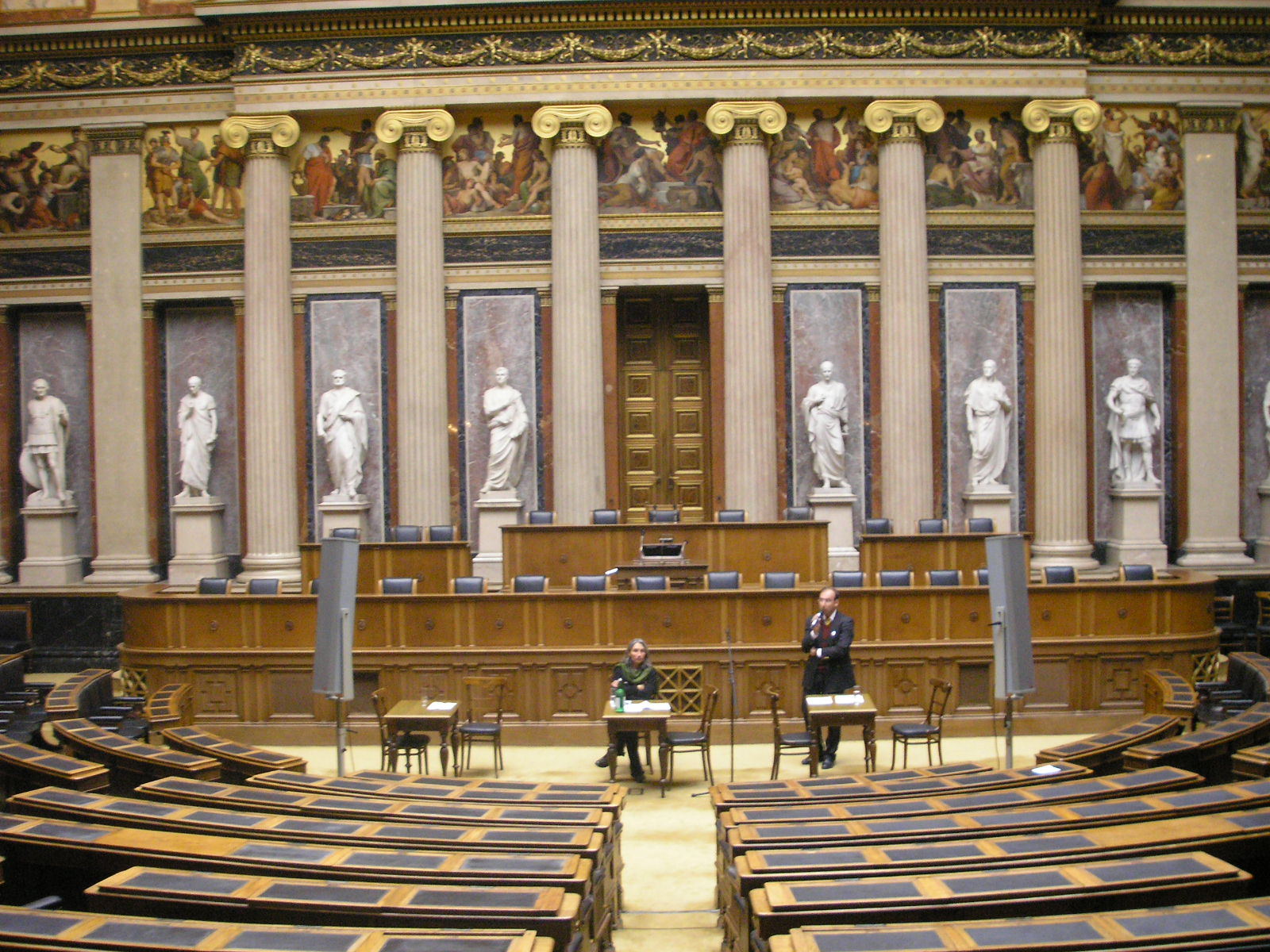
Reichsrat austríaco, 2007.
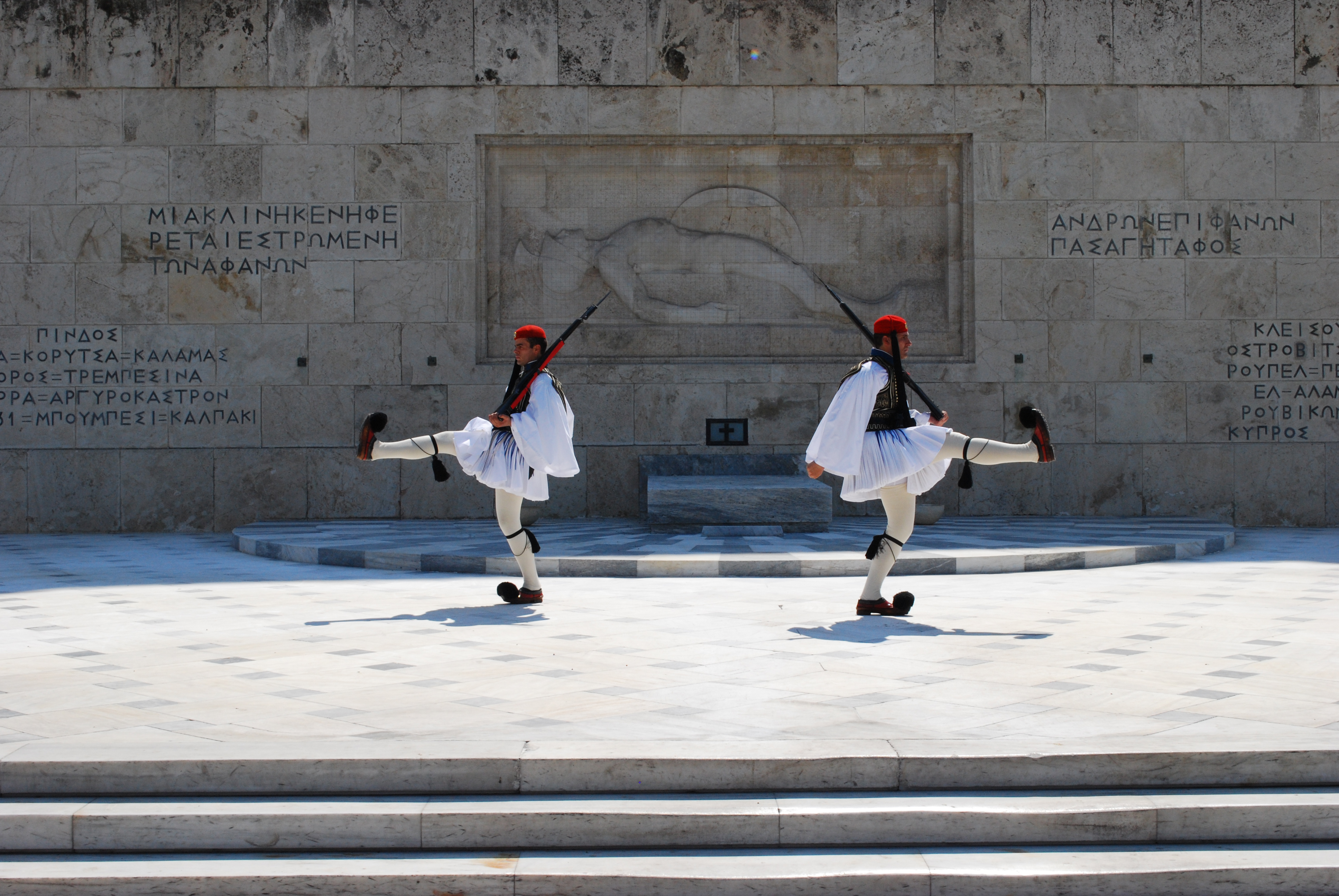
Cambio de guardia[14] ante el Boulí ton Ellinon (el parlamento griego).

### Dictaduras

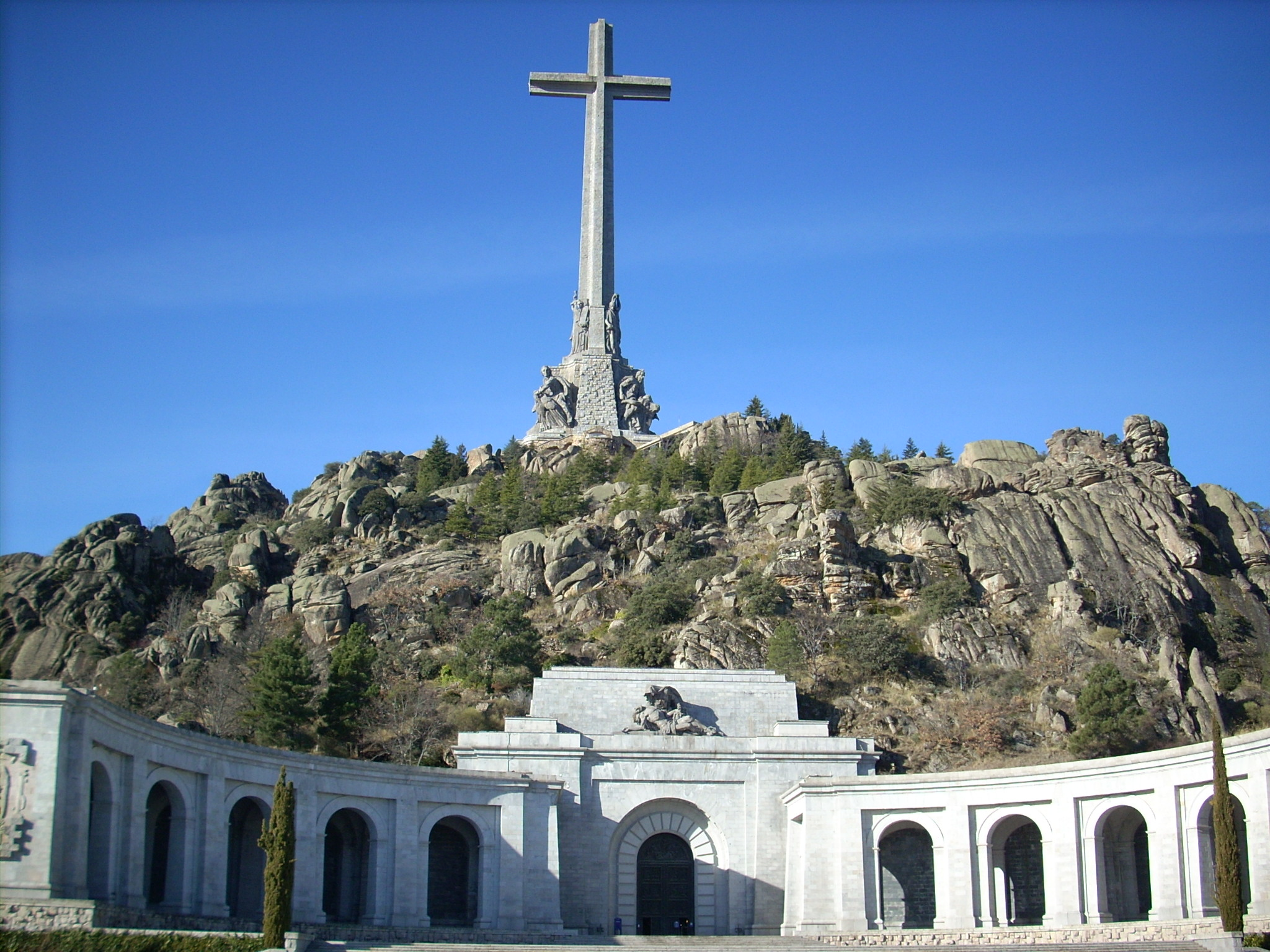
Francisco Franco ordenó la construcción en un entorno cercano a El Escorial (el mausoleo de los reyes de España) del Valle de los Caídos (un mausoleo para los caídos en la Guerra Civil, reservando un lugar destacado para su futura tumba, junto a la de José Antonio Primo de Rivera).

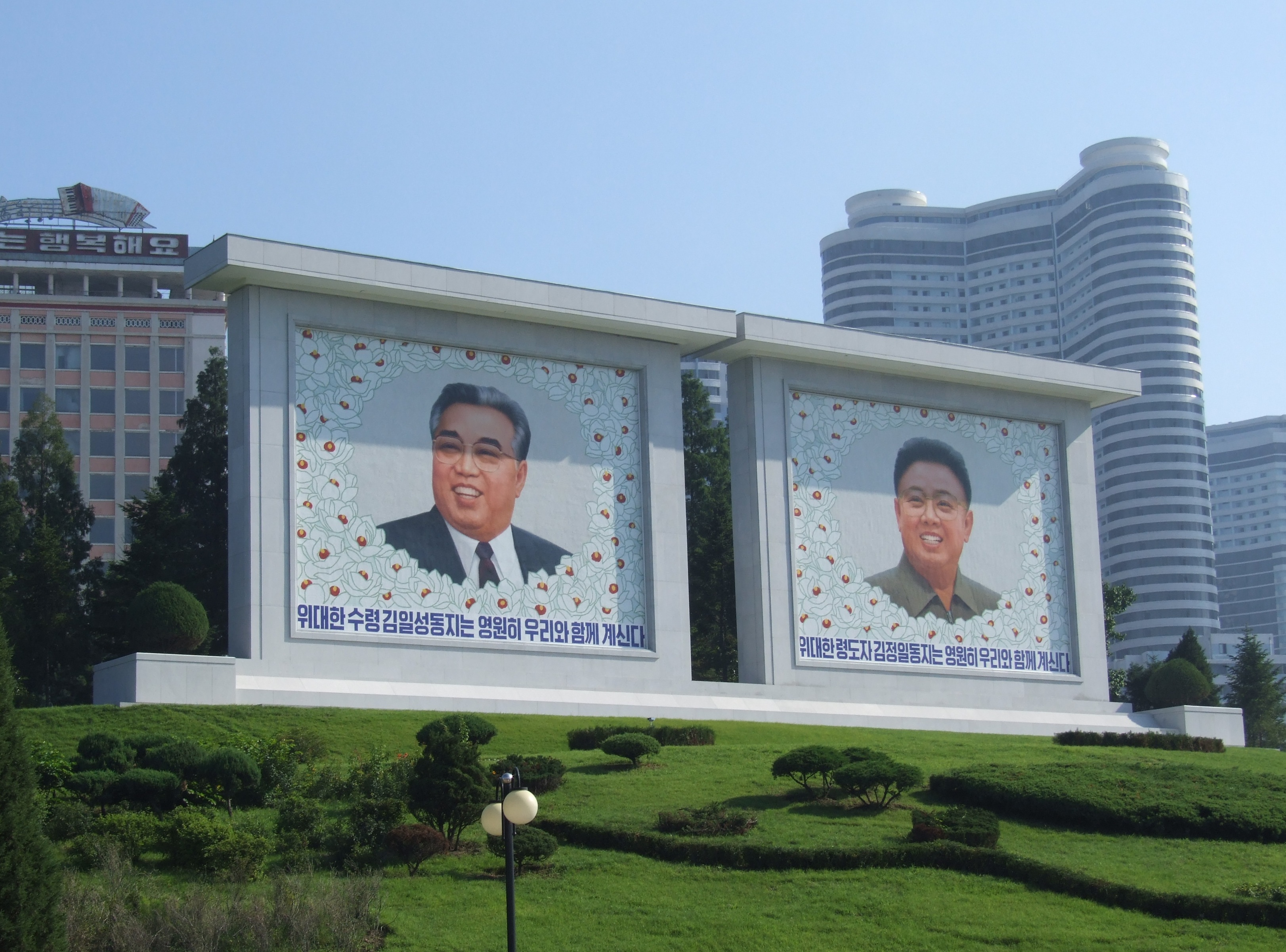
Murales de Kim Il-sung y Kim Jong-il. La abrumadora presencia de los retratos de los dirigentes, a gran formato, es característica de los regímenes totalitarios. En el caso de Corea del Norte, se ha establecido además la sucesión familiar, una verdadera "dinastía comunista".

En el periodo de entreguerras, la crisis del Estado liberal llevó en muchos casos al alejamiento explícito del ideal democrático y el establecimiento de regímenes dictatoriales con partido único y jefe carismático, con un perfil de salvador o de hombre providencial: Mussolini en Italia, Stalin en la Unión Soviética, Kemal Atatürk en Turquía, Pilsudski en Polonia, Hitler en Alemania, Oliveira Salazar en Portugal, Francisco Franco en España, Mao en China, etc. Se asistía a un verdadero culto a la personalidad, con la multiplicación de las imágenes del padre de la nación ("padrecito", Atatürk) o héroe salvador (Duce, Führer, Caudillo, Gran Timonel, etc.) Entre las dictaduras africanas instauradas a partir de la descolonización, el ugandés Idi Amin Dada intentó en los años 70 utilizar mecanismos semejantes para crearse una imagen, tanto ante sus gobernados como ante la opinión internacional, de triunfador que revertía los papeles de colonizador y colonizado; empeño en el que le superó, hasta su derrocamiento y muerte, el dictador libio Muamar el Gadafi.
Paradójicamente, los regímenes autoritarios o totalitarios, al mismo tiempo que multiplican las imágenes de propaganda, ocultan la verdadera figura del poder, hasta el punto que se excita la circulación de rumores sobre el verdadero estado de salud de los dirigentes (gerontocracia soviética con Stalin y sus sucesores, como Leonid Brézhnev o Konstantín Chernenko).
Con el fin de prevenir cualquier fallo en el control de las escenificaciones oficiales, opera una inversión de la situación: el sujeto, de espectador deviene objeto de vigilancia. Los "todopoderosos" e "invisibles" servicios secretos, construyen por su ausencia de la escena política una imagen de sí mismos todavía más terrible, ya que se dirigen a los miedos imaginarios de los sujetos. Así surge la figura del "Gran Hermano" (''Big Brother) descrita por George Orwell en su novela 1984.

Mussolini en la marcha sobre Roma, 1922.
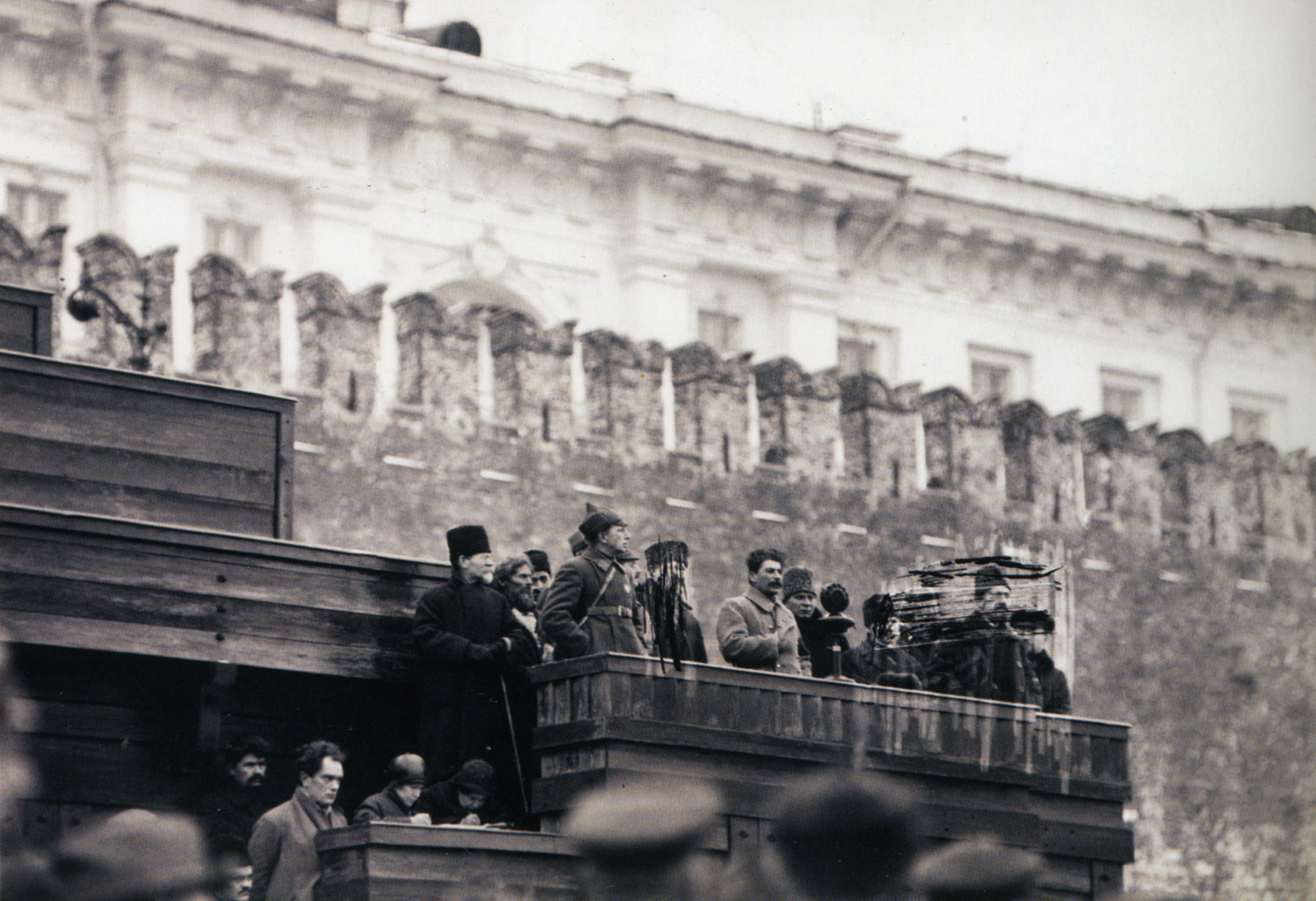
Desde la versión inicial del mausoleo de Lenin, Stalin realiza el elogio de un comandante del Ejército, 1925.
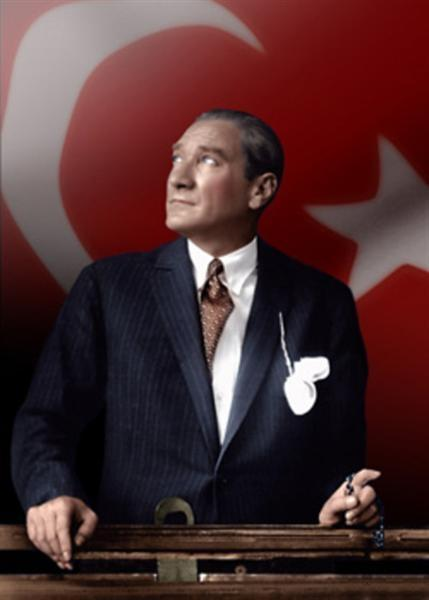
Imagen glorificadora de Atatürk.
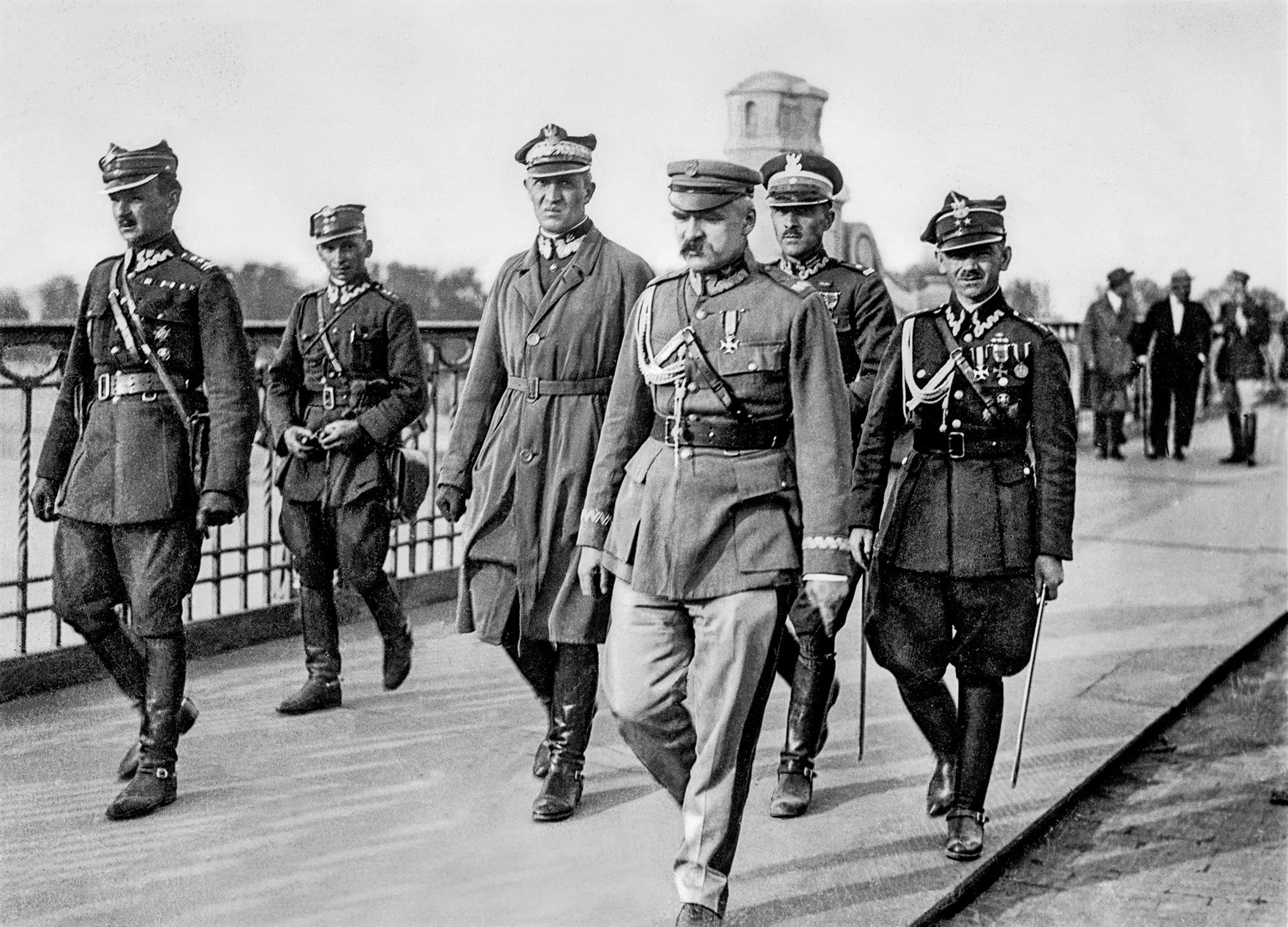
Pilsudski, junto a otros militares, cruza el puente Poniatowski de Varsovia durante el golpe de estado de 1926.
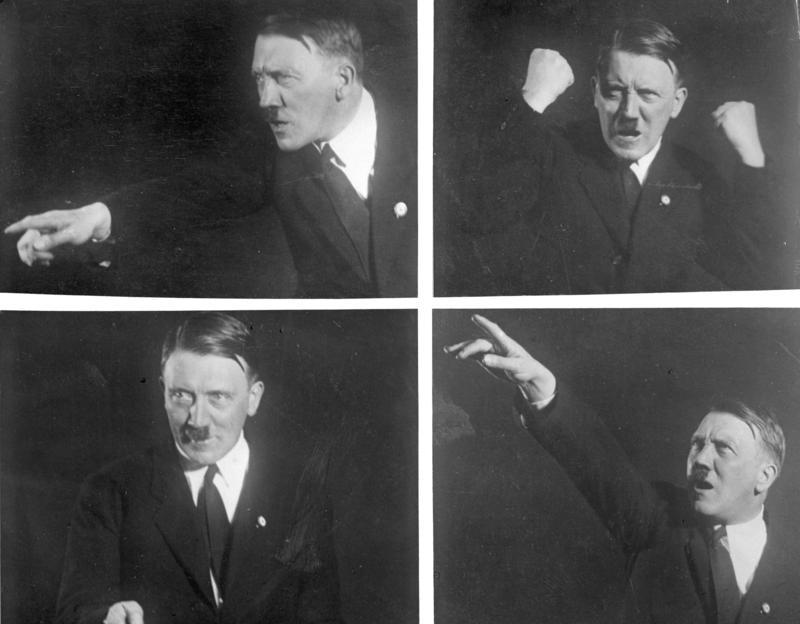
Gesticulaciones de Hitler, cuidadosamente estudiadas.
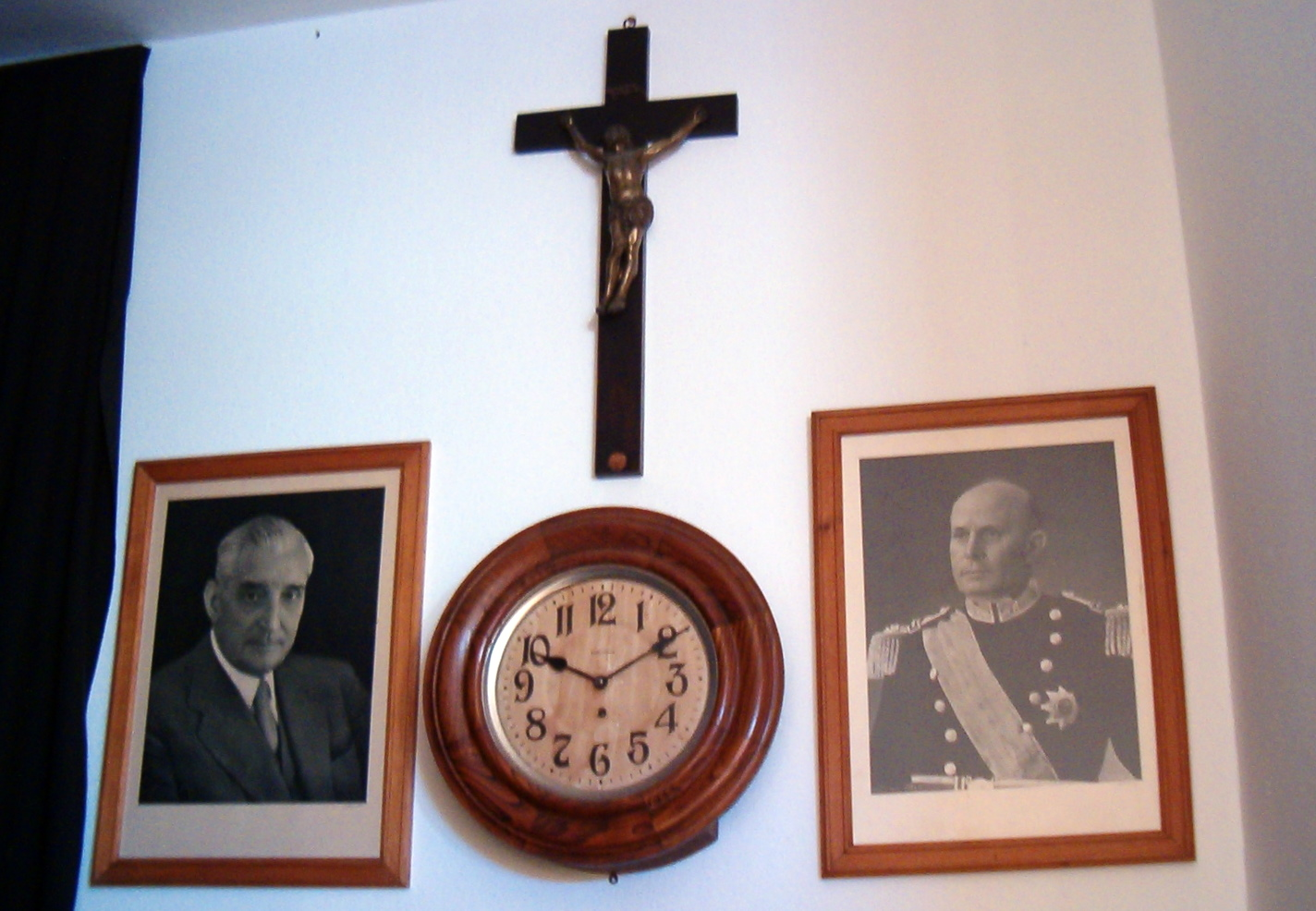
Iconografía de la escuela salazarista en Portugal.
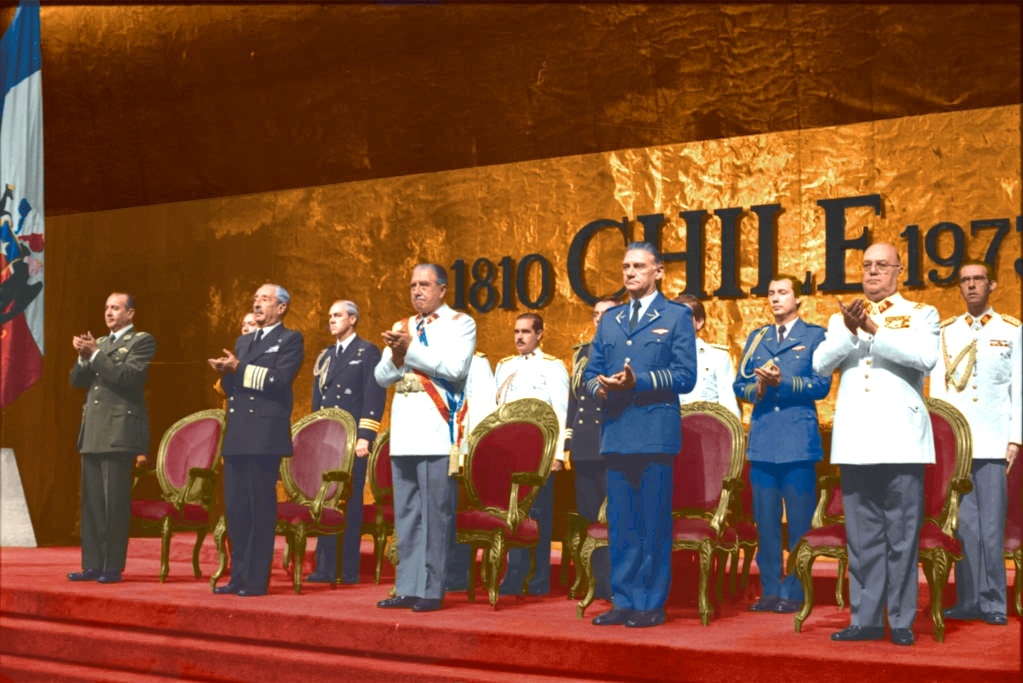
Acto de la junta militar chilena, con el general Pinochet en el centro.
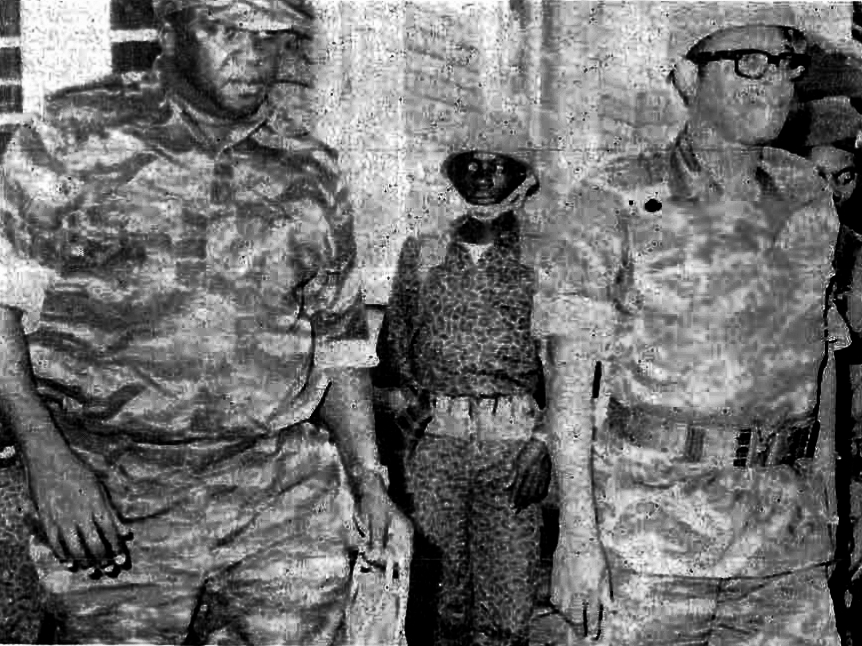
Idi Amin y Mobutu en 1977.
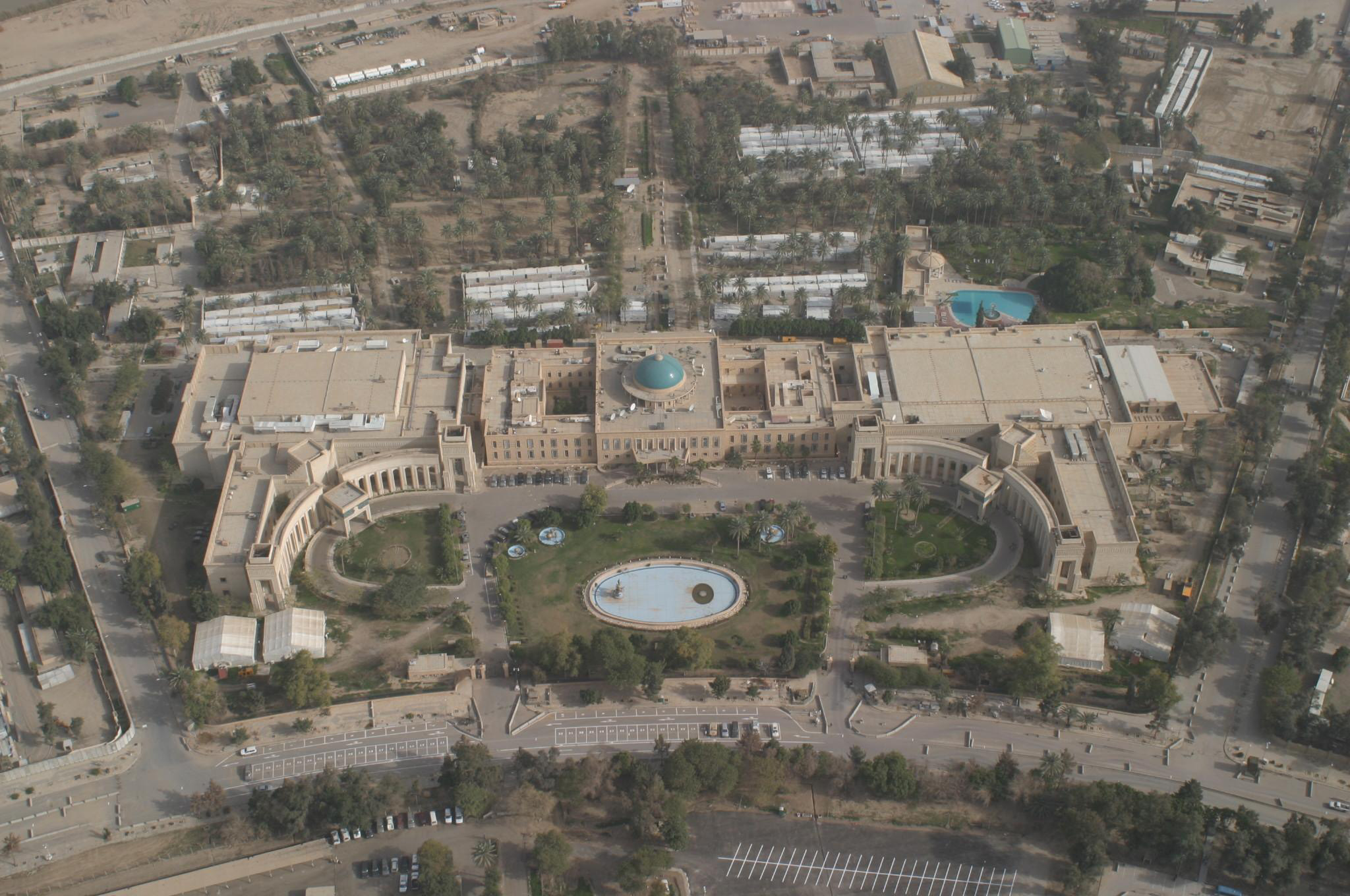
Palacio Republicano de Bagdad. Centro del poder de Sadam Hussein, se convirtió también en el centro de la "Zona Verde", preferente para la ocupación estadounidense.

### Poder oculto

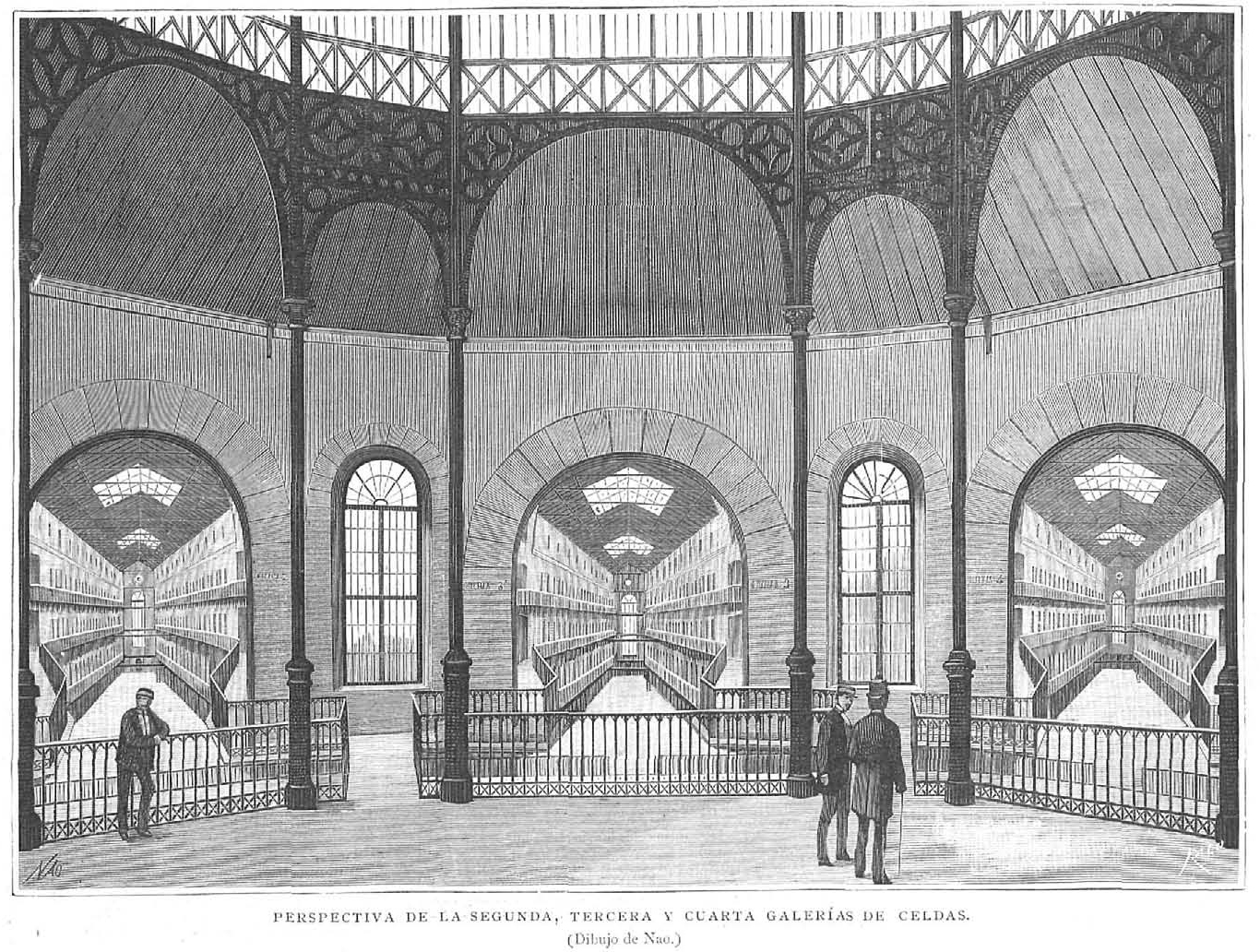
Cárcel Modelo de Madrid, 1883. Imita el modelo del panóptico de Bentham: el poder puede ver sin ser visto, con lo que no necesita mirar constantemente.

Desde finales del siglo XX, la multiplicación de medidas de seguridad, como cámaras de vigilancia en lugares públicos, en razón de la amenaza terrorista, es frecuentemente acusada de ser una deriva hacia un poder oculto ─criptarquía) que escape al control del ciudadano─. El término existía con anterioridad y se aplica a las figuras con poder real pero que no se muestran públicamente sino que operan en las sombras, como los distintos personajes históricos que han sido calificados de «eminencia gris». Estas fuerzas ocultas pueden tener existencia real o bien ser fruto de una campaña de desinformación ─falsas teorías de conspiraciones, los protocolos de los sabios de Sion, la leyenda de Rasputín, los illuminati, el Club Bilderberg, etcétera. 
Según Michel Foucault, tras la caída de la monarquía se asistió a un giro fundamental de la forma en que el poder se manifiesta ante el pueblo al que gobierna. Hasta entonces increíblemente visible ante todos, el poder frontal se difumina enseguida tras la arquitectura de las instituciones de tal forma que su carácter elusivo hace pensar que está presente por todas partes y en todo tiempo, aunque en realidad está ausente o es débil. En Vigilar y castigar, Foucault da el ejemplo del panóptico, un modelo arquitectónico imaginado por Jeremy Bentham para la construcción de prisiones que racionaliza el control de la delincuencia.
Las fuerzas ocultas trabajan, pues, entre las bambalinas del teatro político, mientras que los gobernantes elegidos son descritos como marionetas de cuyos hilos tiran, o como peones sin voluntad que otros mueven por el tablero político. En los Estados Unidos, la amplitud del poder tras el trono representado por el dinamismo de Karl Rove, responsable de la reelección de Bush en 2004, es perceptible a través de la atención mediática dada al escándalo Plame-Wilson. El éxito de series de intriga política (The West Wing, House of cards) que pretenden desvelar los aspectos más íntimos del poder presidencial, refleja el interés del público por lo que ocurre fuera de la escena.

### Revoluciones

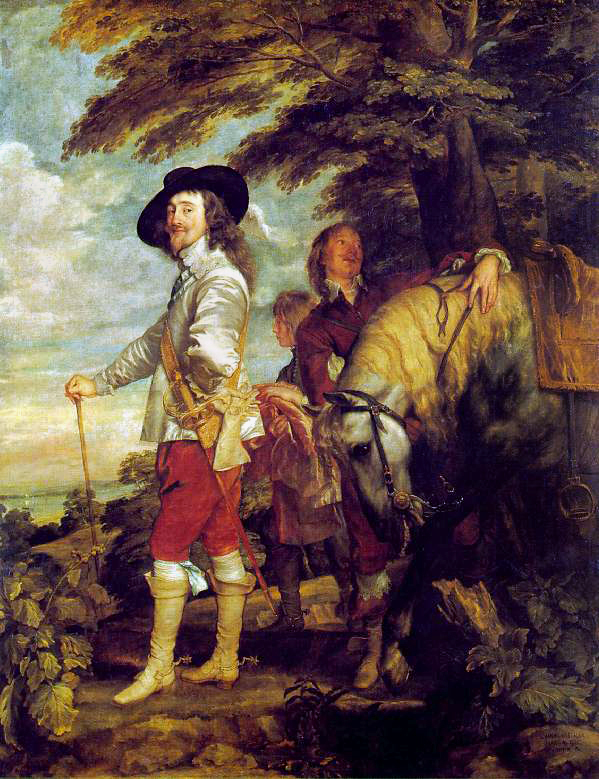
Retrato de Carlos I (Van Dyck).

Los periodos revolucionarios, periodos de inversión e inestabilidad del poder, invitan igualmente a las escenificaciones, a veces macabras, cuando las cabezas de los enemigos del pueblo se exhiben en la punta de las picas. Las revoluciones populares son particularmente interesantes desde el punto de vista de la puesta en escena, dado que el pueblo se hace momentáneamente detentor del poder, asistiéndose a una inversión de las representaciones, como en el carnaval, un "mundo al revés", "patas arriba" (The world turned upside down).
En la Revolución inglesa, los roundheads dieron una imagen austera de la Commonwealth puritana y disidente (dissenters) por la simplicidad de su puesta en escena: se cortaban el pelo y llevaban vestimentas sombrías para marcar su diferencia con los cavaliers, representantes de una aristocracia pródiga identificada con la "Iglesia establecida" (establishment) o incluso con el catolicismo papista. Estos, a su vez, exageraron las extravagancias que se les reprochaban (cabellos largos y rizados, dentelles, sombreros empenachados).
Se trata allí de una oposición que se inspira en las representaciones estereotipadas de la Antigüedad, oponiendo la república frugal de los inicios de Roma con la decadencia de su final. La ejecución pública de Carlos I se presentó al espíritu de los revolucionarios como el último acto de una tragedia nacional: la caída de la orgullosa monarquía.

Ejecución pública de Luis XVI.
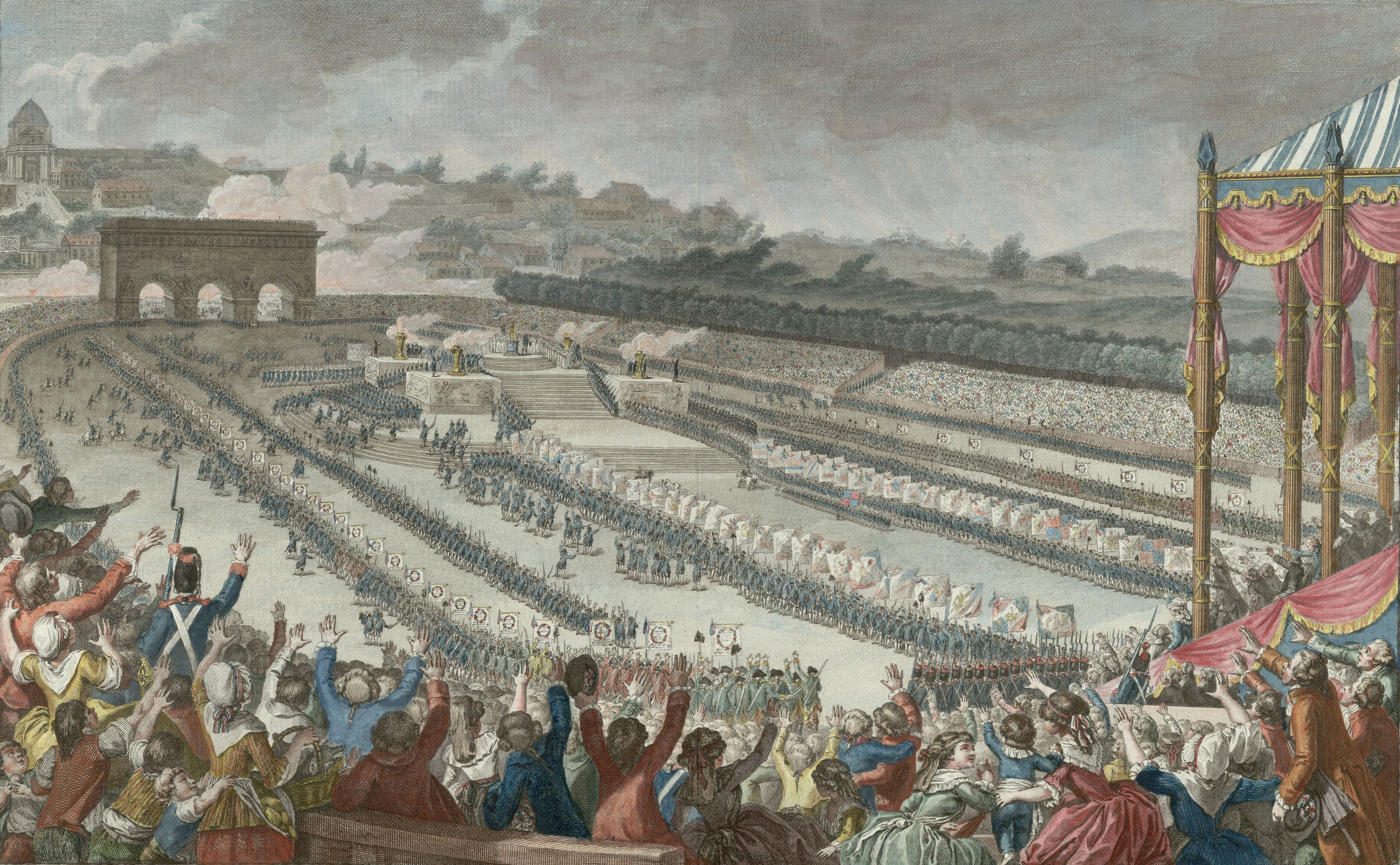
Fiesta de la Federación en el Champ-de-Mars de París, 14 de julio de 1790, el primer gran espectáculo de la República francesa.
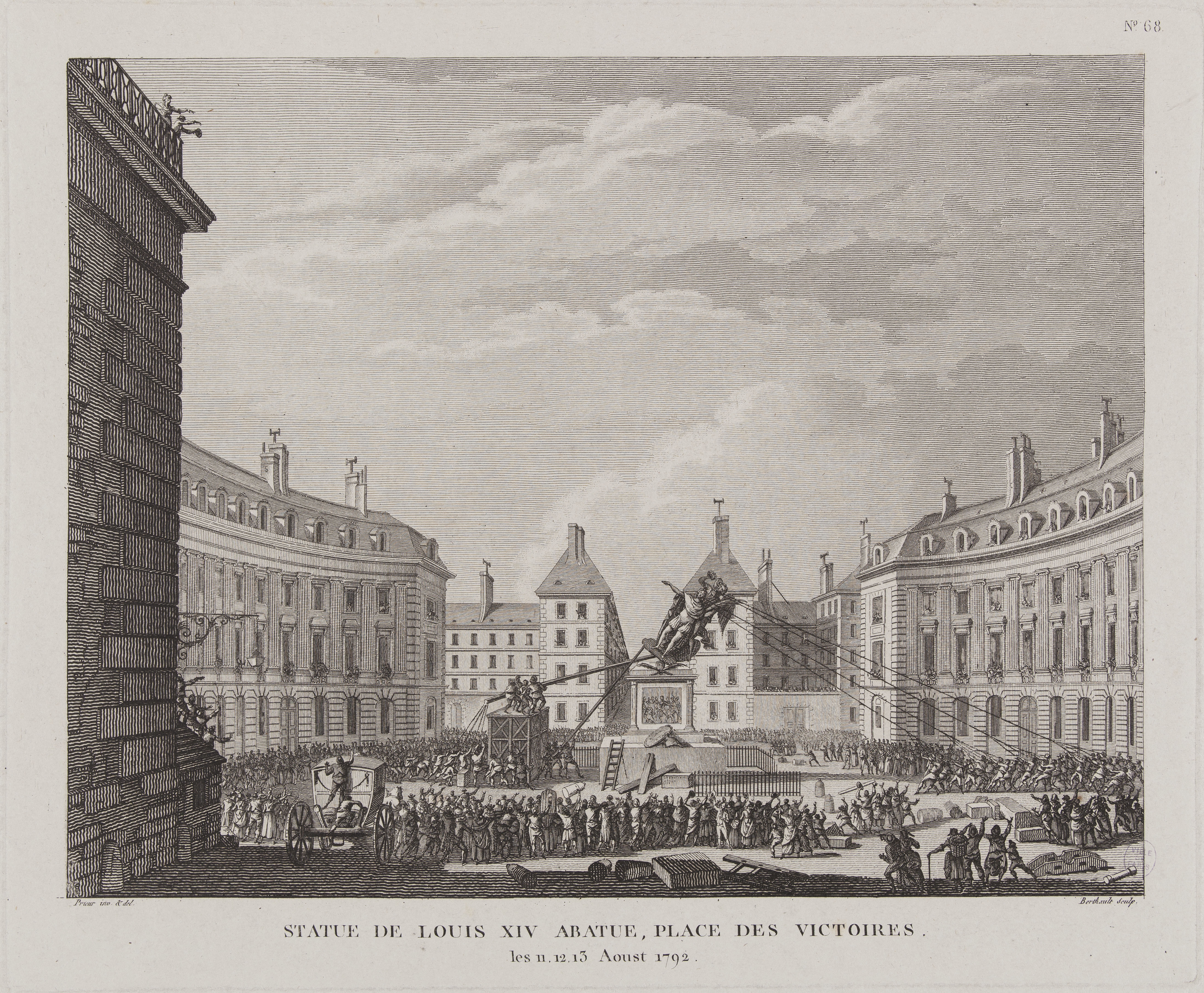
Derribo de la estatua de Luis XIV, 13 de agosto de 1793.

La Revolución francesa también buscó su inspiración en la historia antigua: peinados à la Titus, gorros frigios. El abandono del pelucón y el culotte de la moda aristocrática ambientó la democratización del poder. Se "republicanizaron" los espacios monárquicos: la place Louis-XV se convirtió en place de la Révolution, donde se instaló la guillotina para Luis XVI. Las ejecuciones se integraron también en la escenificación del poder revolucionario. Toda Europa (y en particular los monarcas extranjeros) pudo ver, gracias a los grabados, el momento del regicidio. Una de las preocupaciones del nuevo poder fue organizar festejos, en los que el pintor Jacques Louis David fue maître d'œuvre. El Directorio prosiguió esta política. La Fête des arts del 9 al 10 de thermidor del año VI celebró los triunfos en Italia del ejército de la República comandado por Bonaparte. Desfilaron diez carrozas escoltadas por todos los profesores, estudiantes y personalidades del mundo de las artes de la capital. La fiesta terminó con la coronación del busto de Bruto, icono del republicanismo por su lucha contra la tiranía de César.

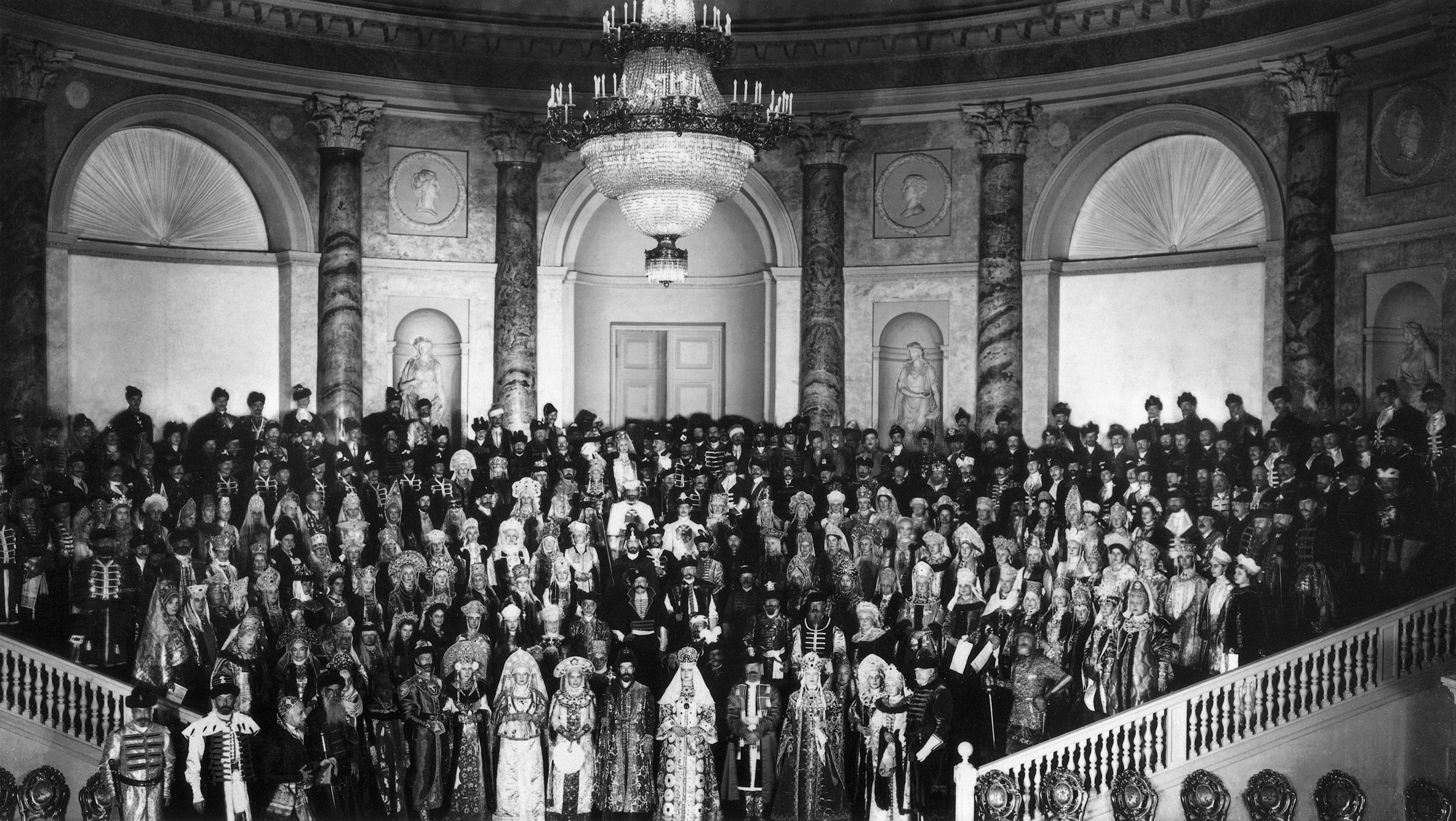
Baile de 1903 en el Palacio de Invierno, "el último baile espectacular en la historia del Imperio... [sin embargo,] una nueva y hostil Rusia se transparentaba a través de las grandes ventanas del palacio... mientras danzábamos, los trabajadores estaban de huelga y las nubes se cernían peligrosamente bajas en el lejano oriente".

Durante la Revolución cultural maoísta en China, se asiste de nuevo a la puesta en escena de esa inversión del poder, con los guardias rojos organizando la auto-crítica pública de los intelectuales acusados de reaccionarios antes de enviarlos a ser reeducados bajo la autoridad de los campesinos.
En estos periodos revolucionarios, como en el siglo XVI ocurrió con las revueltas iconoclastas de la Reforma protestante, la destrucción de monumentos, particularmente de estatuas, hace evidente la caída del poder donde la revolución ha triunfado; una forma particular de vandalismo que entronca con la antigua costumbre denominada en latín damnatio memoriae. La mayor parte de las estatuas ecuestres de los reyes de Francia fueron destruidas durante la Revolución francesa; la estatua de Isabel II fue derribada y arrastrada por las calles de Madrid en la revolución de 1868; durante la Comuna de París (1871) se derribó solemnemente la Columna Vendôme. Du passé, faisons table rase ("el pasado hay que hacer añicos" -letra de La Internacional-).

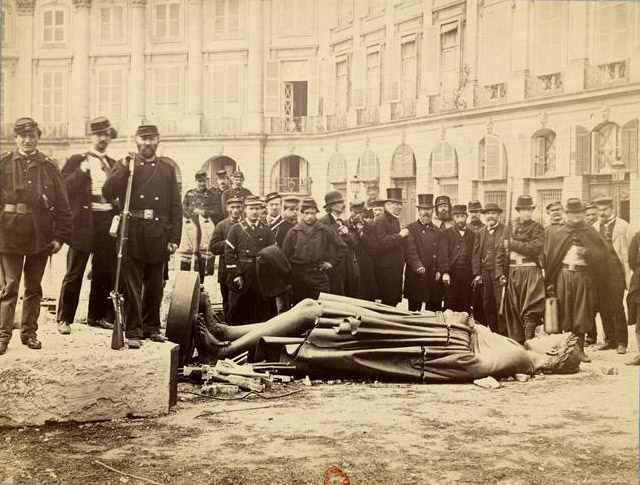
Destrucción de la Columna Vendôme en 1871.
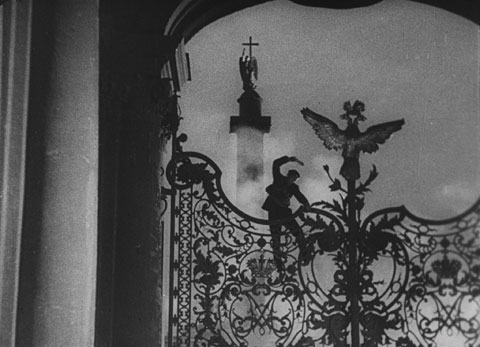
Fotograma de Octubre, de Serguéi Eisenstein, donde se recrea el imaginario asalto al Palacio de Invierno en 1917. También se realizó una recreación concebida como espectáculo de masas o "teatro ritual" para el tercer aniversario (1920), dirigida por Nikolái Evréinov.
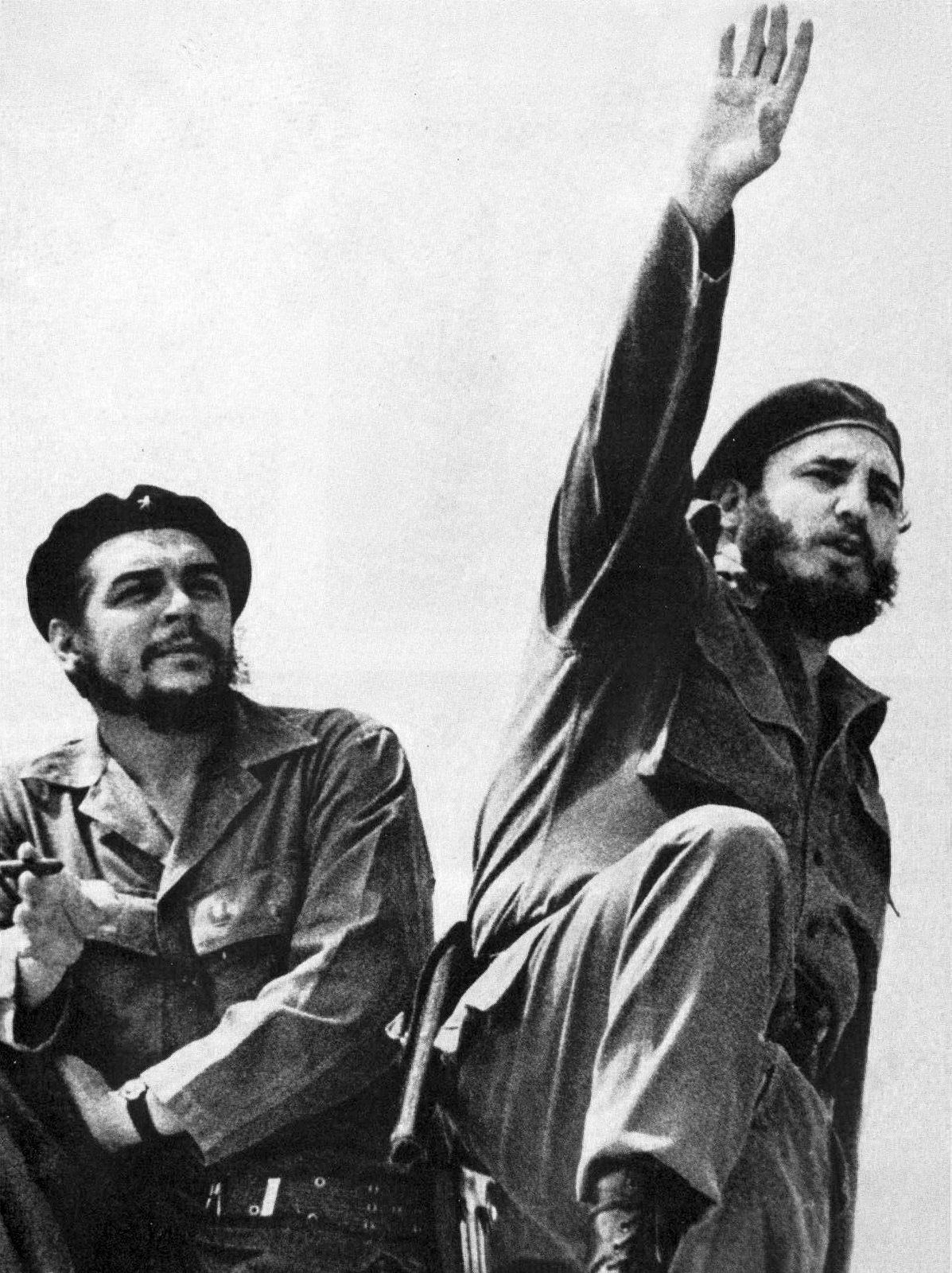
Fidel Castro y el Che Guevara en 1961.

Fidel Castro se mantuvo décadas después de la revolución cubana con los atributos físicos del guerrillero (barba hirsuta, uniforme de campaña), justificando su continuidad en el poder y promoviendo la imagen de un resistente que no ha obtenido aún la victoria, sino que sigue luchando por ella.

## Si quieres la paz, prepara la guerra

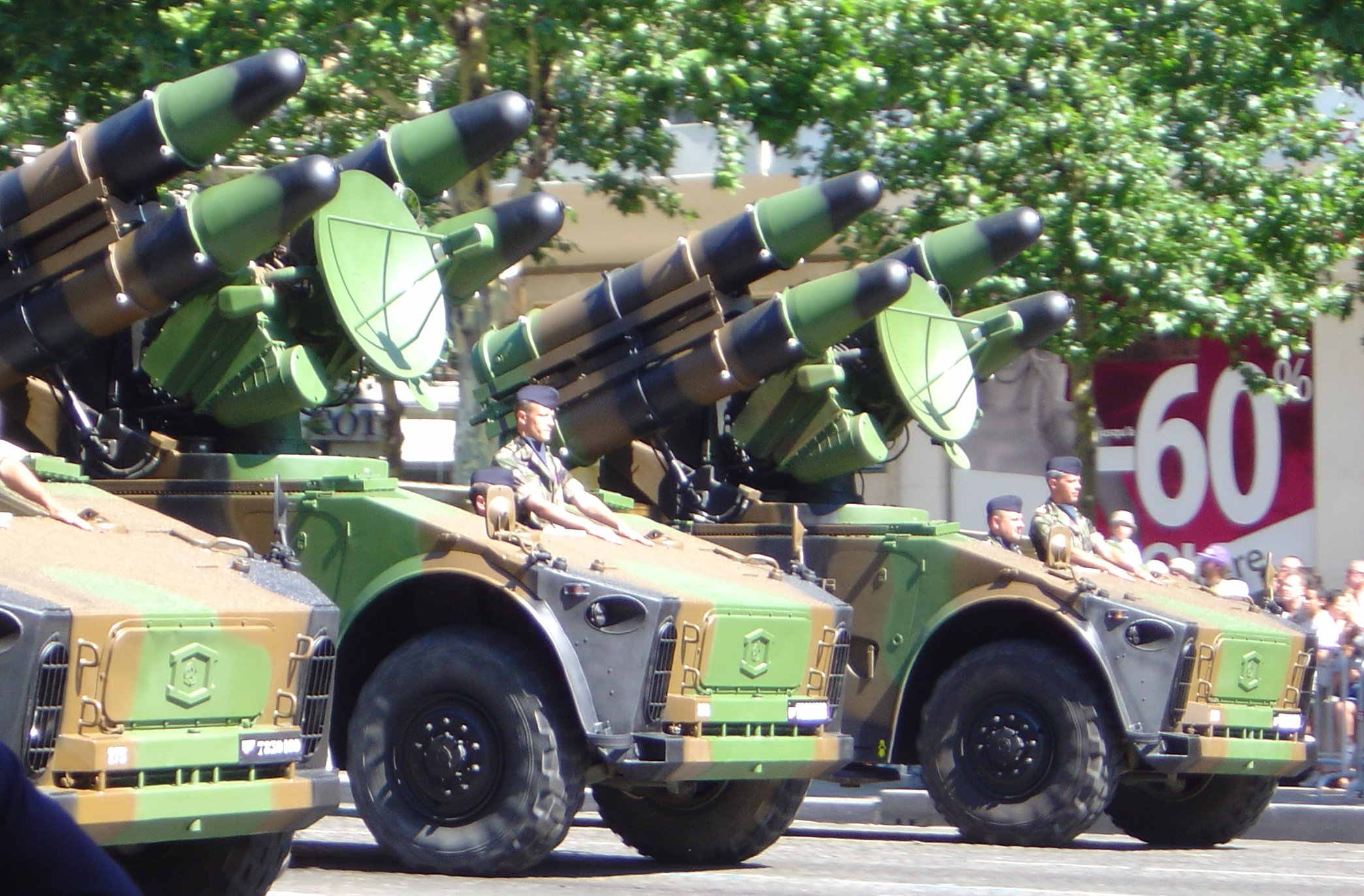
Desfile del 14 de julio, Francia, 2003.

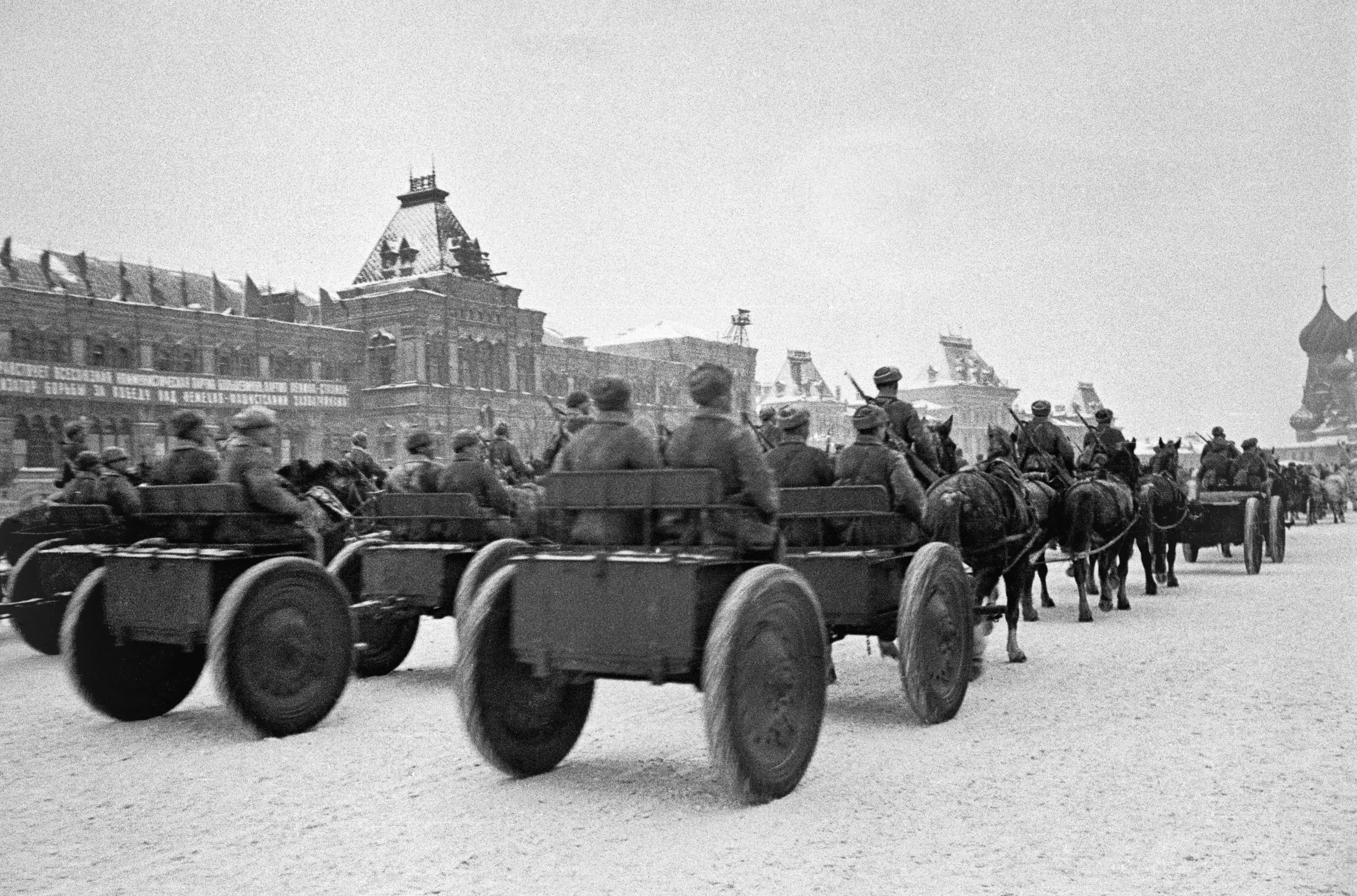
Desfile militar soviético en la Plaza Roja de Moscú, 1941.

Carlos V en Mühlberg (Tiziano, 1548).
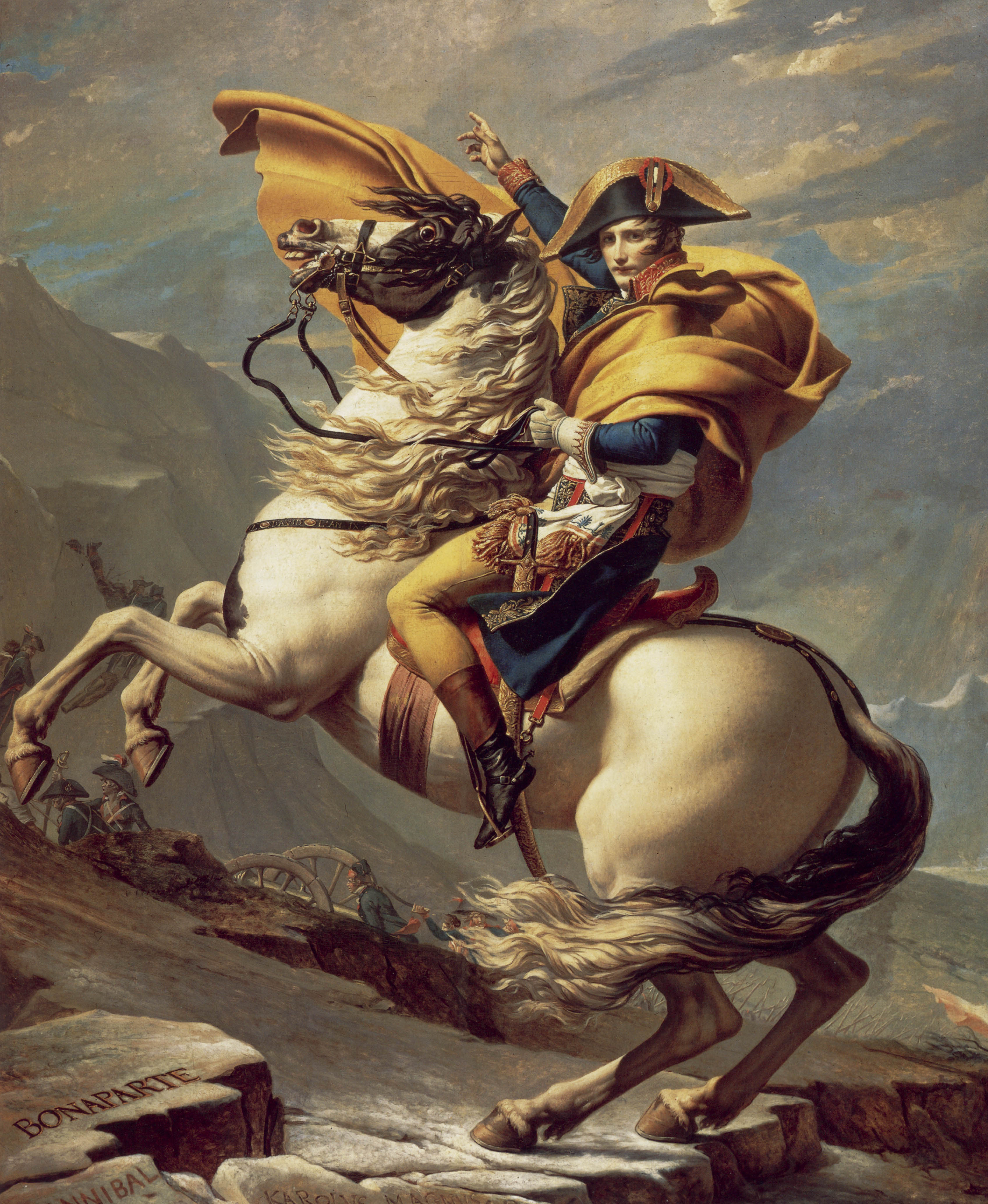
Napoleón cruzando los Alpes (Jacques-Louis David, 1801-1805).

La guerra o la amenaza de guerra modifica la naturaleza del poder político aumentando el peso del ejecutivo, del ejército y de los servicios secretos. Impone dispositivos de puesta en escena diferente de los de tiempos de paz, bien para dar una imagen de fuerza o bien para demostrar un carácter pacífico, según interese. Pero incluso en tiempo de paz, el poder se esfuerza en postrar su potencia militar con fines disuasivos. Elementos protocolarios de puesta en escena, como la rendición de honores, la revista de tropas y el desfile militar; o más técnicos, como las maniobras militares públicas (es decir, las concebidas para que lleguen a conocimiento tanto de aliados como de enemigos) o incluso programas de armamento más propagandísticos que efectivos (por ejemplo la llamada Star Wars de época de Reagan) son elementos de escenificación del poder como defensor de la nación hacia el interior, y hacia el exterior como una potencia a la que tener en cuenta. 
Tras la II Guerra Mundial, la carrera nuclear jugó un papel esencial en el llamado "equilibrio del terror" de la Guerra Fría. Los desfiles militares soviéticos en la Plaza Roja de Moscú eran puestas en escena destinadas tanto al interior como a los observadores extranjeros, que analizaban con atención las significativas modificaciones, por muy sutiles que fueran, de la jerarquía de figuras de poder e invitados extranjeros que se desplegaba en la tribuna, situada sobre el mausoleo de Lenin.

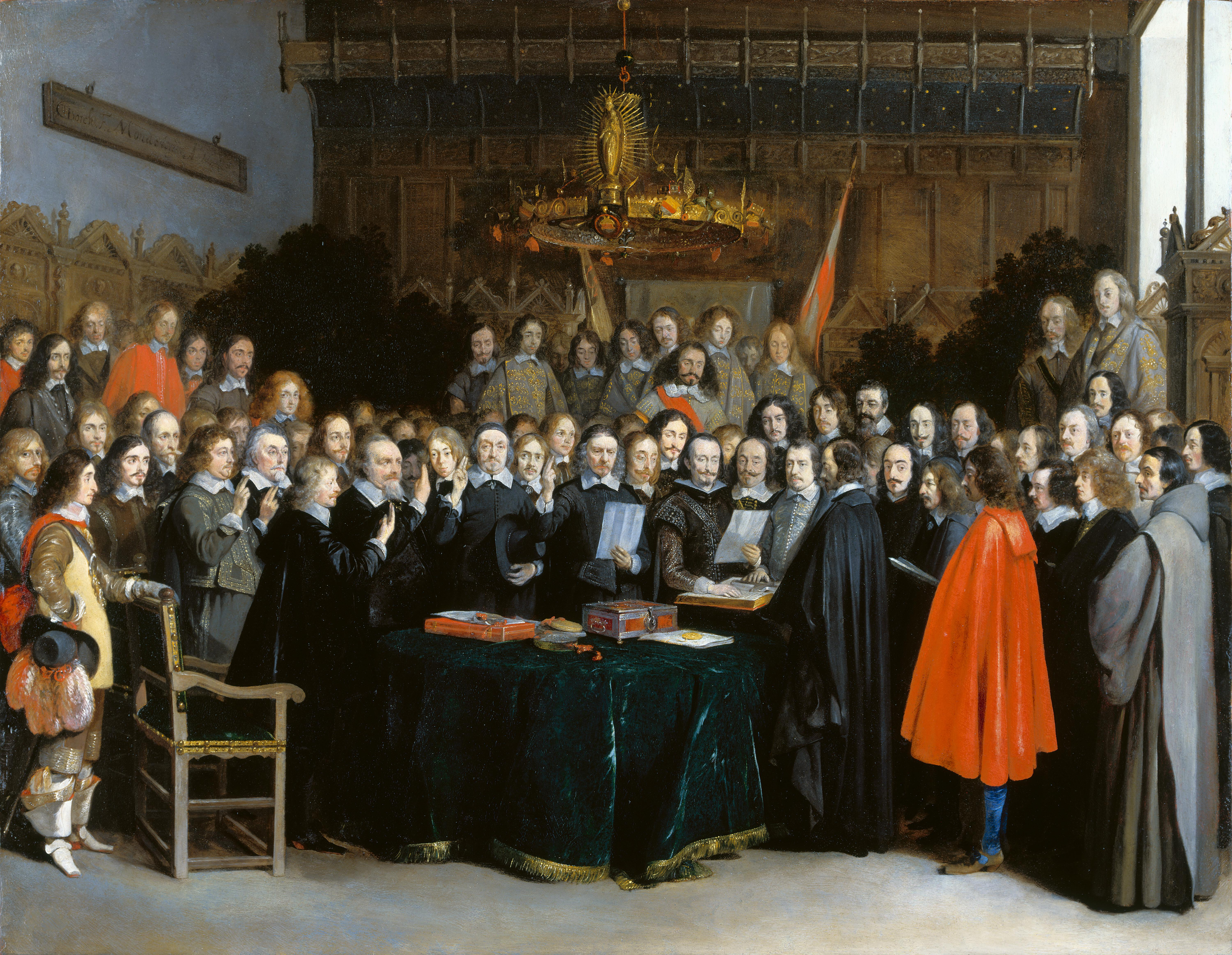
Firma de la Paz de Westfalia (1648).
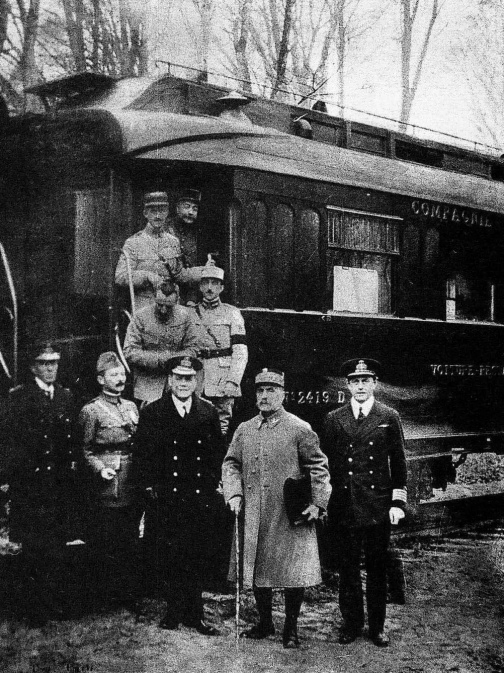
El vagón de ferrocarril donde se firmó el armisticio en el frente occidental de la Primera Guerra Mundial.
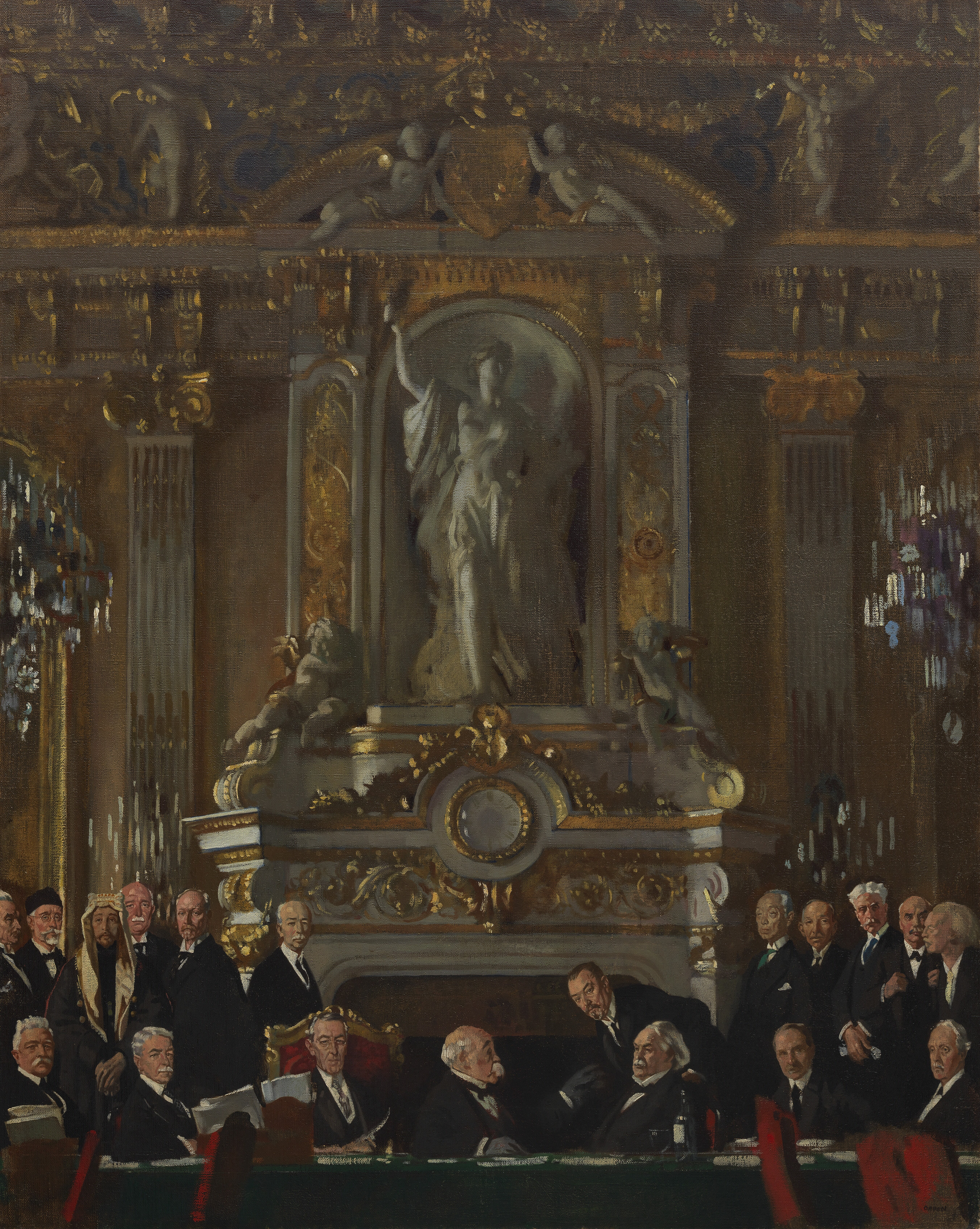
Conferencia de paz en el Quai D'Orsay (pintura de historia).
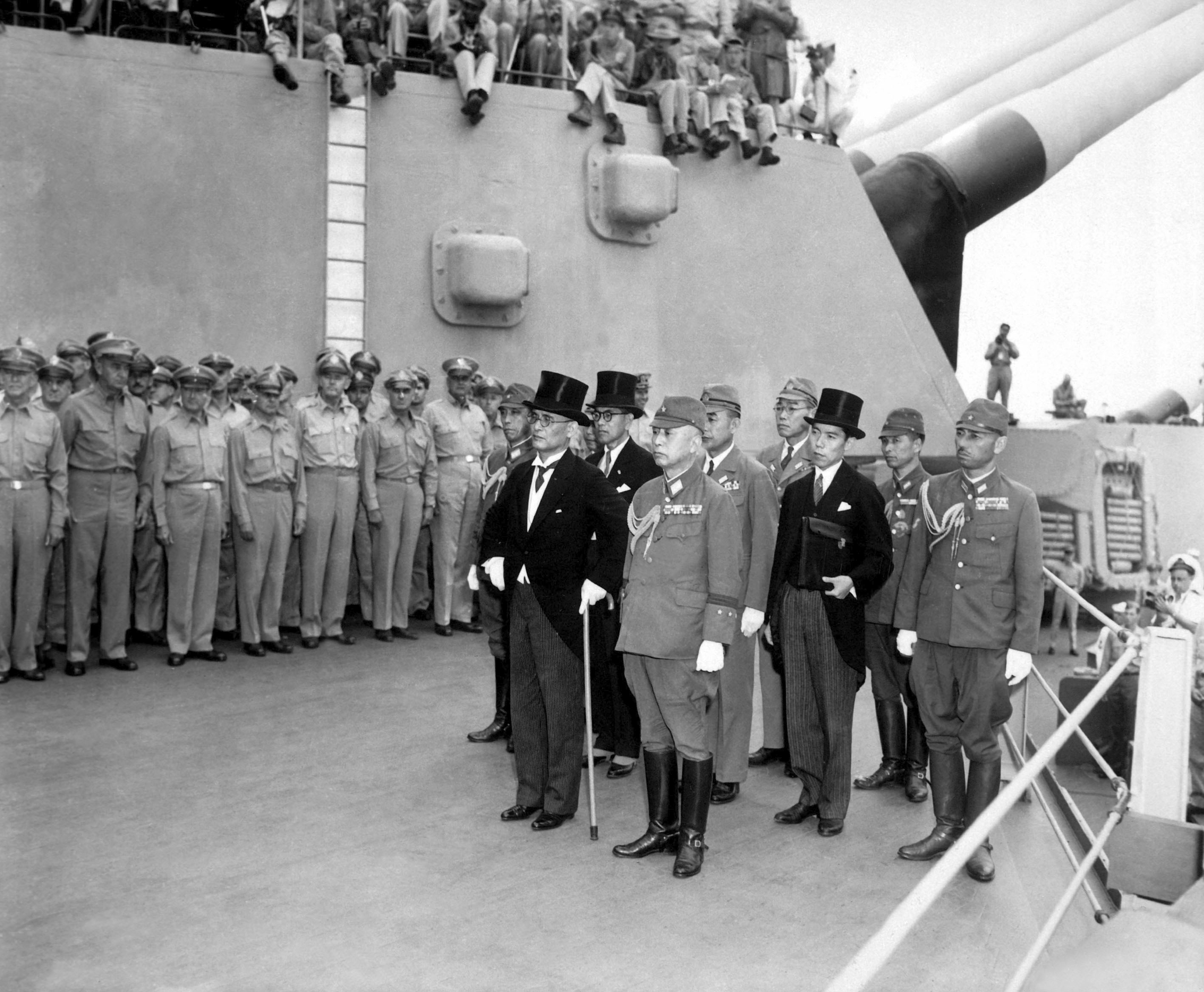
La delegación japonesa llega al USS Missouri, donde se firmó la rendición de Japón en la II Guerra Mundial.

## Evolución de los dispositivos
- Ceremonias civiles y religiosas.

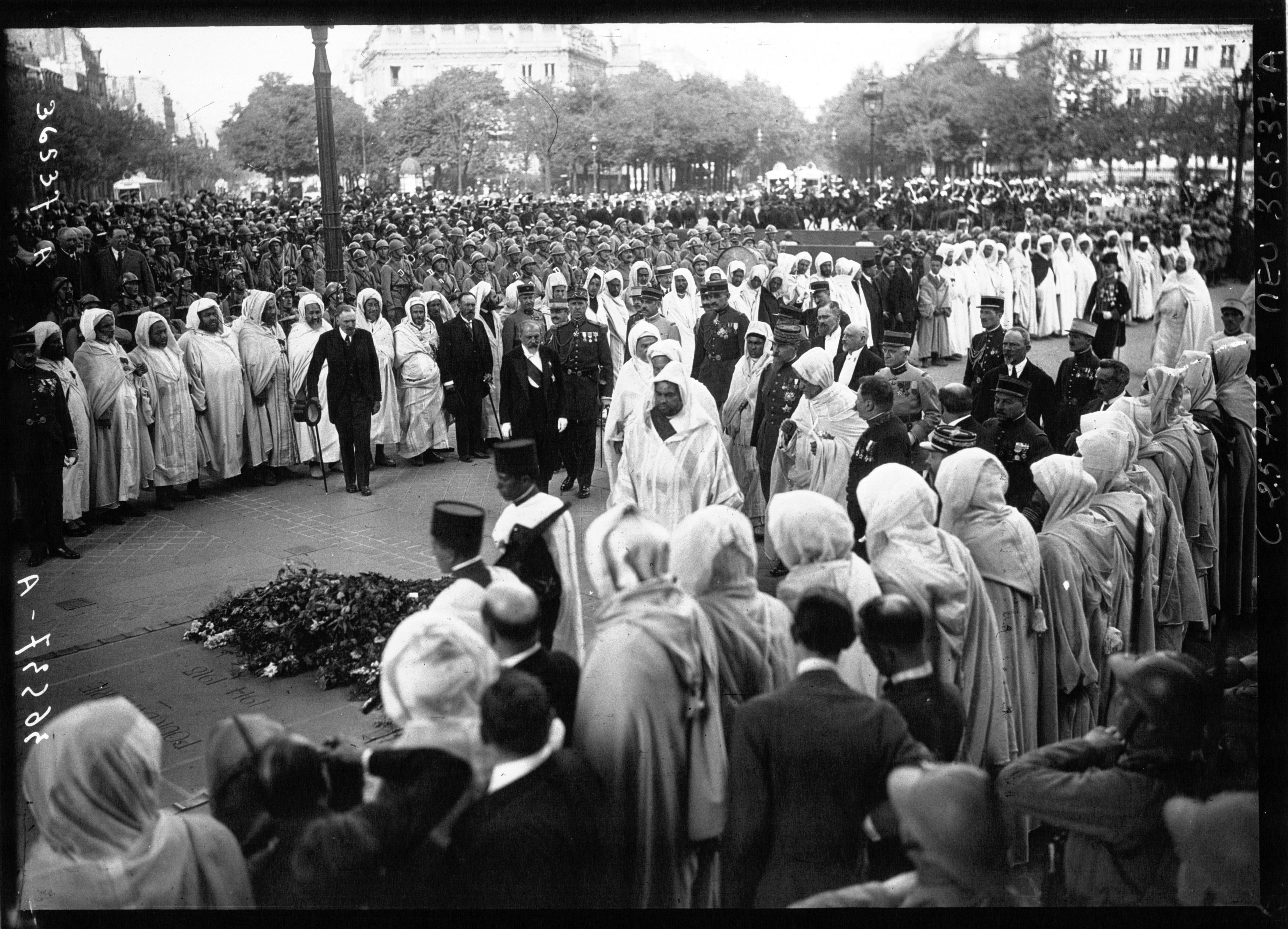
El rey Yusef de Marruecos rinde honores a la tumba del soldado desconocido en París, 1926.

- Oratoria sagrada y oratoria política.
- Teatro.
- Escenografía, arquitectura efímera -arquitectura efímera barroca española-, entradas reales,[37] fiestas reales, torneos y justas.

|  |  |

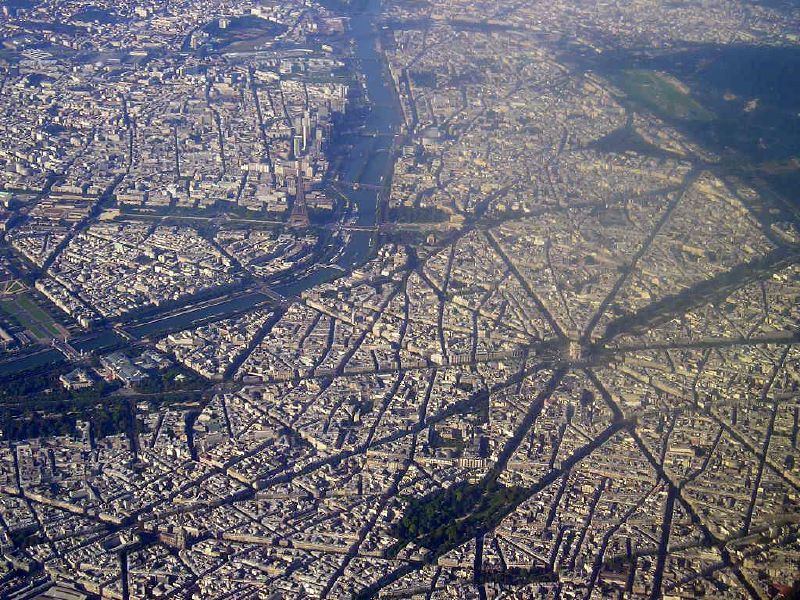
El plan Haussmann dotó a París de grandes avenidas (véase la forma estrellada en torno a la Place de l'Etoile, con el Arc de Triomphe), más gestionables para el orden público que las zonas de urbanismo desordenado donde los revolucionarios plantaban las barricadas.

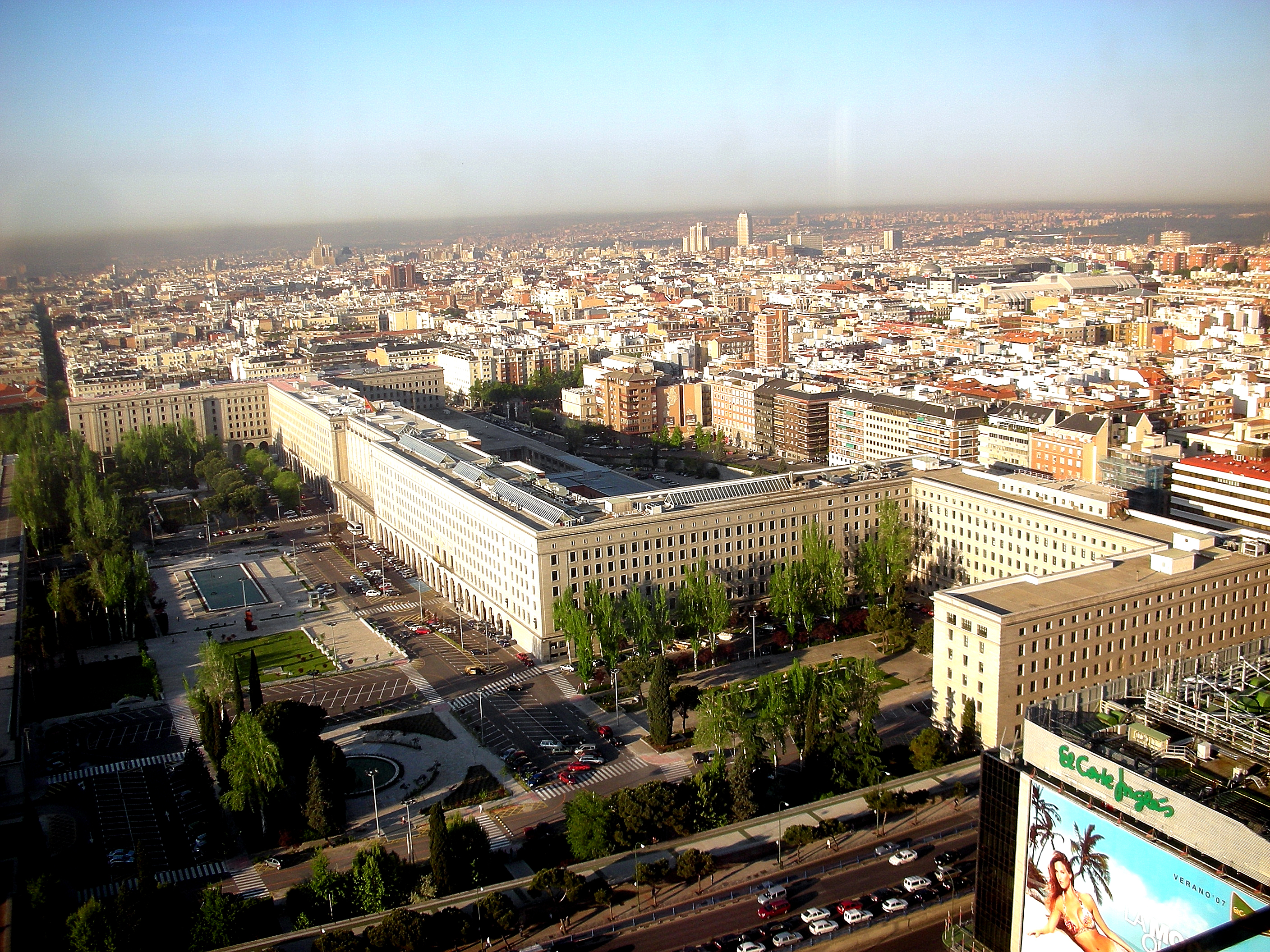
Nuevos Ministerios de Madrid, planificados durante la Segunda República Española por Secundino Zuazo, un arquitecto de ideología comunista que diseñó una planta en forma de hoz y martillo. Aunque se construyeron durante la dictadura de Francisco Franco, lo esencial del proyecto se conservó.

- Arquitectura y urbanismo, tanto por evocar suntuosidad, gracia o innovación, como por abrumar al espectador con grandiosidad decorativa. Roma fue desde su inicio una ciudad-escenario para las escenificaciones del poder (con la República -foro, con sus sucesivas reformas, en torno al cual se disponían los principales templos y centros de poder-, el Imperio[44] -"palacios" del Monte Palatino, teatro Marcelo, Domus Aurea, anfiteatro flavio, Panteón, termas de Caracalla y de Diocleciano-, el Papado -palacio de Letrán, castillo Sant'Angelo, basílica vaticana, plaza de San Pedro, fuentes, obeliscos-, la casa de Saboya -Monumento a Víctor Manuel II o Altare della patria- o el fascismo -EUR-). Los presidentes franceses han marcado tradicionalmente la ciudad de París con algún hito urbano que les prestigiara (Centro Pompidou, pirámide del Louvre, Arco de la Defensa), como antes hicieron los reyes con los puentes (Pont Neuf) o las Places Royales (plazas reales) con un evidente mensaje político, como la estatua ecuestre de Luis XIV en empereur (como emperador romano), destinada a proclamar la hegemonía francesa en Europa (en Place des Victoires) y que sucesivamente fue objeto de destrucción ritual y desagravio, según la coyuntura política; o el Arco de Triunfo de Napoleón. En cambio, los presidentes salientes de Estados Unidos tradicionalmente ponen su nombre a una biblioteca, mientras que el despliegue espectacular de los monumentos de la ciudad de Washington o las efigies gigantes del monte Rushmore se realizaron tiempo después de pasar a la historia los presidentes implicados. En Londres, la torre simbolizó durante siglos la presencia del poder real, mientras que al lado opuesto de la City (centro económico y judicial) surgió un nuevo centro de poder en torno a la abadía de Westminster y el Parlamento.[86]  El diseño urbanístico de ciudades como Pekín y Moscú gravita en torno a los centros de poder (Ciudad Prohibida, Kremlin).[87]

|  |  |

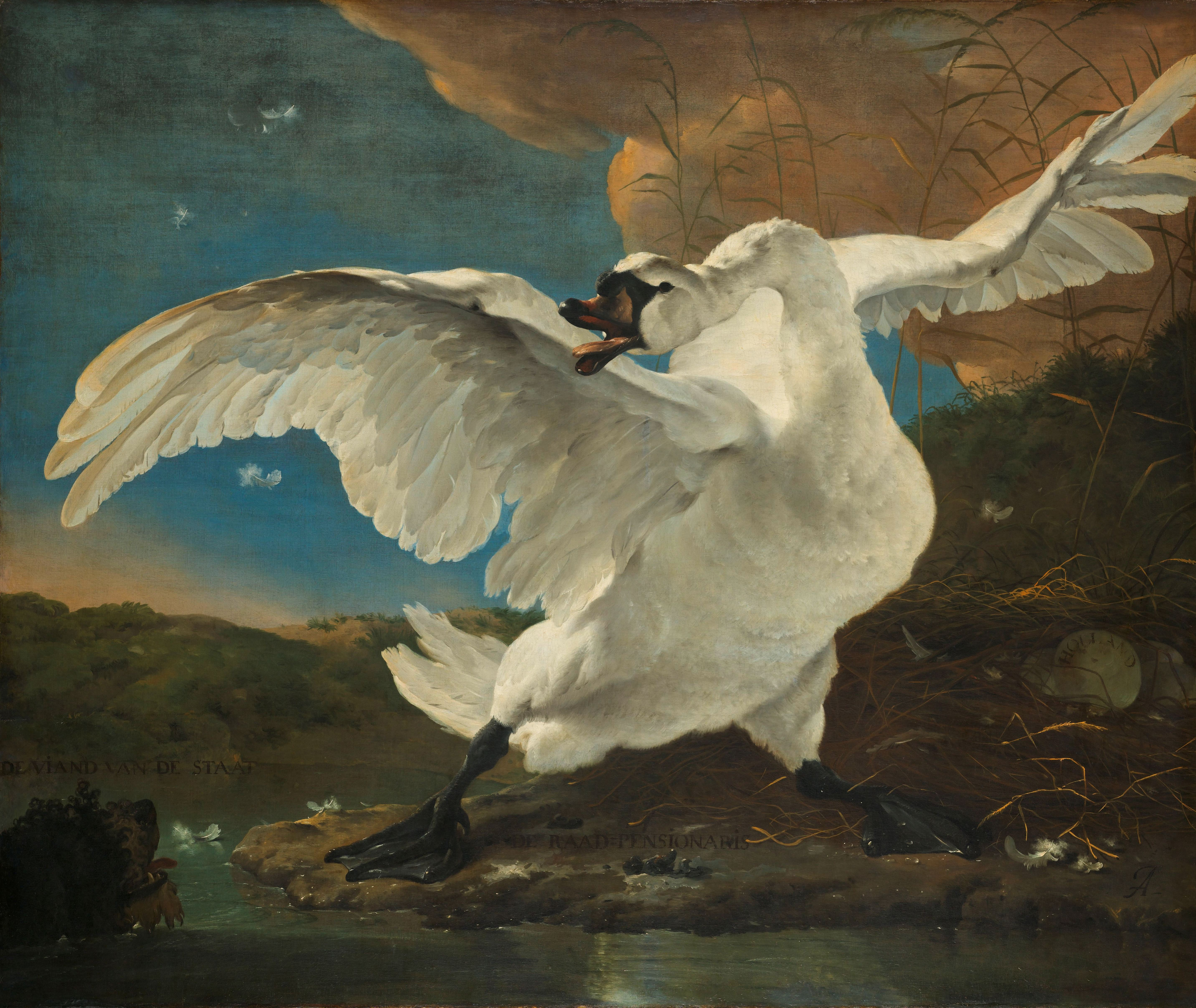
El cisne amenazado (Jan Asselijn, 1650), una alegoría política en la que el gran pensionario Johan de Witt protege a Holanda de sus enemigos.

- Escultura (monumentos, estatuaria, relieves, medallas).
- Pintura (pintores de corte, decoración de edificios públicos, apertura al público de museos y galerías).
- Grabado (hojas volantes, panfletos, canciones, almanaques, libros, primeros periódicos). El grabado servía a la vez de apoyo a las representaciones del poder[89] y de fuente de inspiración. Los libros de emblemas,,[90] la iconología ilustrada de Cesare Ripa serán fuentes importantes para la escenificación de fiestas y ceremonias públicas.[91]
- Publicidad, cartelismo.
- Fotografía, particularmente el fotoperiodismo y el retrato fotográfico con fines de propaganda política.
- Cine (noticiarios, cine político,[92] cine histórico).
- Medios de comunicación de masas, comunicación política, política de comunicación, periodismo, política informativa.[93]
- Televisión (informativos, reportajes, debates, conferencias de prensa, retransmisión de discursos y comunicados -discursos radiados, discursos televisados-,[94] ficción política,[95] humor político,[96] etc.)
- Internet, blogosfera, redes sociales.

La puesta en escena del poder ha evolucionado con la evolución de los medios de representación y su contaminación recíproca. El teatro influenció la vida pública. El arte de la retórica (oratoria sagrada y oratoria política) enseñó a los candidatos y a los hombres públicos cómo gestionar su popularidad con ayuda de técnicas teatrales. Ciertas crisis históricas están cuajadas de pequeños dramas puestos en escena y representados por los políticos. Uno de los ejemplos más conocidos es el episodio de los burgueses de Calais (1346), pero también la humillación de Canossa durante la querella de las investiduras: el emperador Enrique IV dio la imagen de un poder temporal literalmente arrodillado ante el poder espiritual del Papa. La entrevista en el Camp du Drap d'Or (1520) puesta en escena por Francisco I de Francia buscaba demostrar su superioridad sobre su rival Enrique VIII de Inglaterra. Bajo la influencia de la escenografía de Vitruvio, cuya obra se tradujo en el siglo XV, los pintores y arquitectos participaron en la preparación de grandes festejos para las monarquías. Poetas y músicos aportaron su concurso para las fiestas de Versalles.

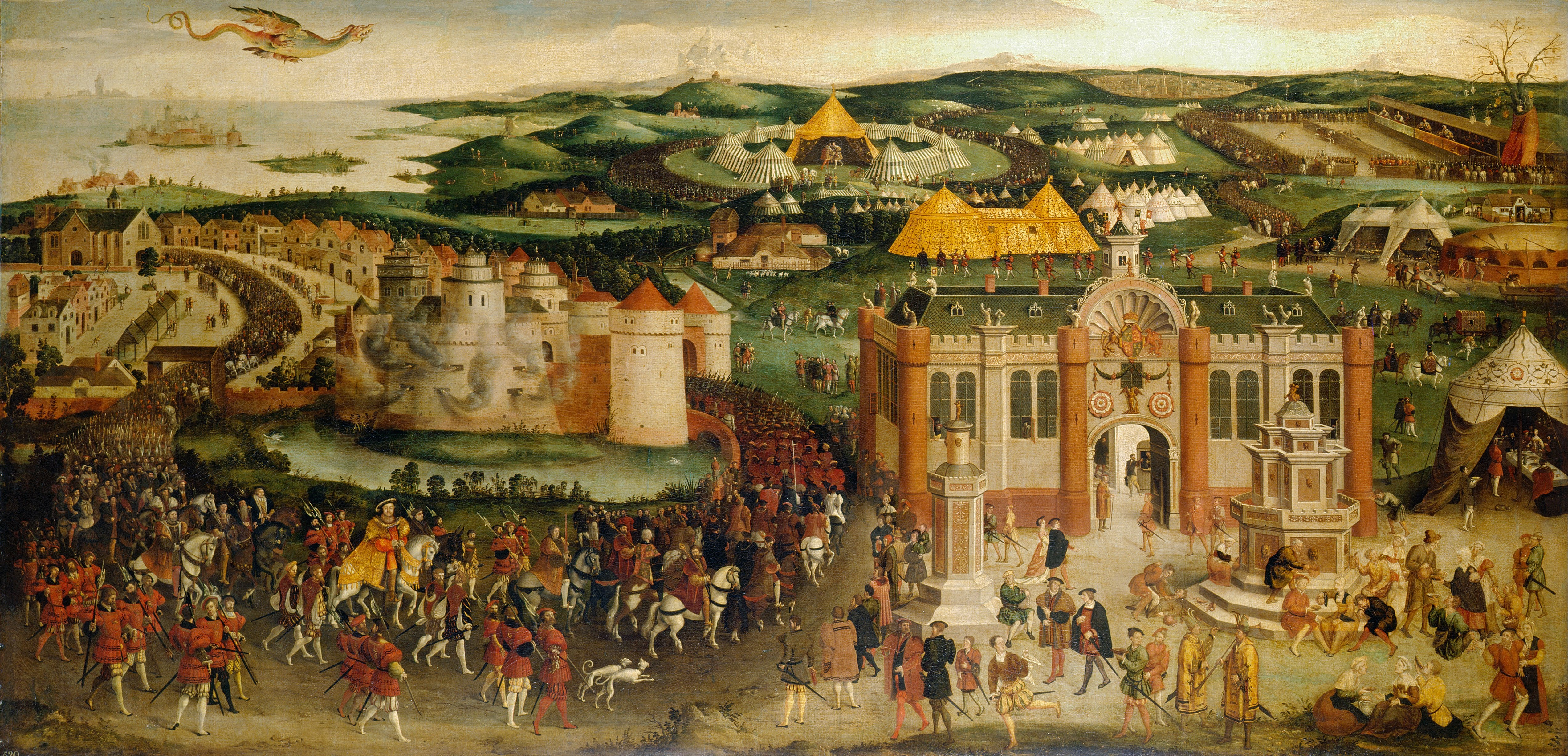
La entrevista en el Camp du Drap d'Or.

Los embajadores extranjeros que frecuentaban las cortes o los gobernantes europeos fueron los privilegiados espectadores de estas escenificaciones y se hicieron eco de ellas. Su notoriedad atravesaba rápidamente las fronteras. La correspondencia entre los centros de poder jugó un gran papel, el que en la actualidad juegan los medios de comunicación contemporáneos. De ahí el interés que el poder tenía en controlar los correos, para permitirlos o interceptarlos.
Pero cuanto más se diversificaban los medios de comunicación, más escapaban al control del poder. En todas la épocas, el rumor fue el enemigo declarado del ethos político. La aparición, en poco tiempo, del grabado y de la imprenta, se convirtieron en nuevos y poderosos instrumentos, al permitir la difusión de imágenes y textos no solo en contextos oficiales, sino también caricaturas y ataques infamantes en panfletos. A pesar de los esfuerzos de la censura oficial, el rey Enrique III de Francia en el siglo XVI y la reina María Antonieta en el XVIII fueron algunas de sus más notorias víctimas.

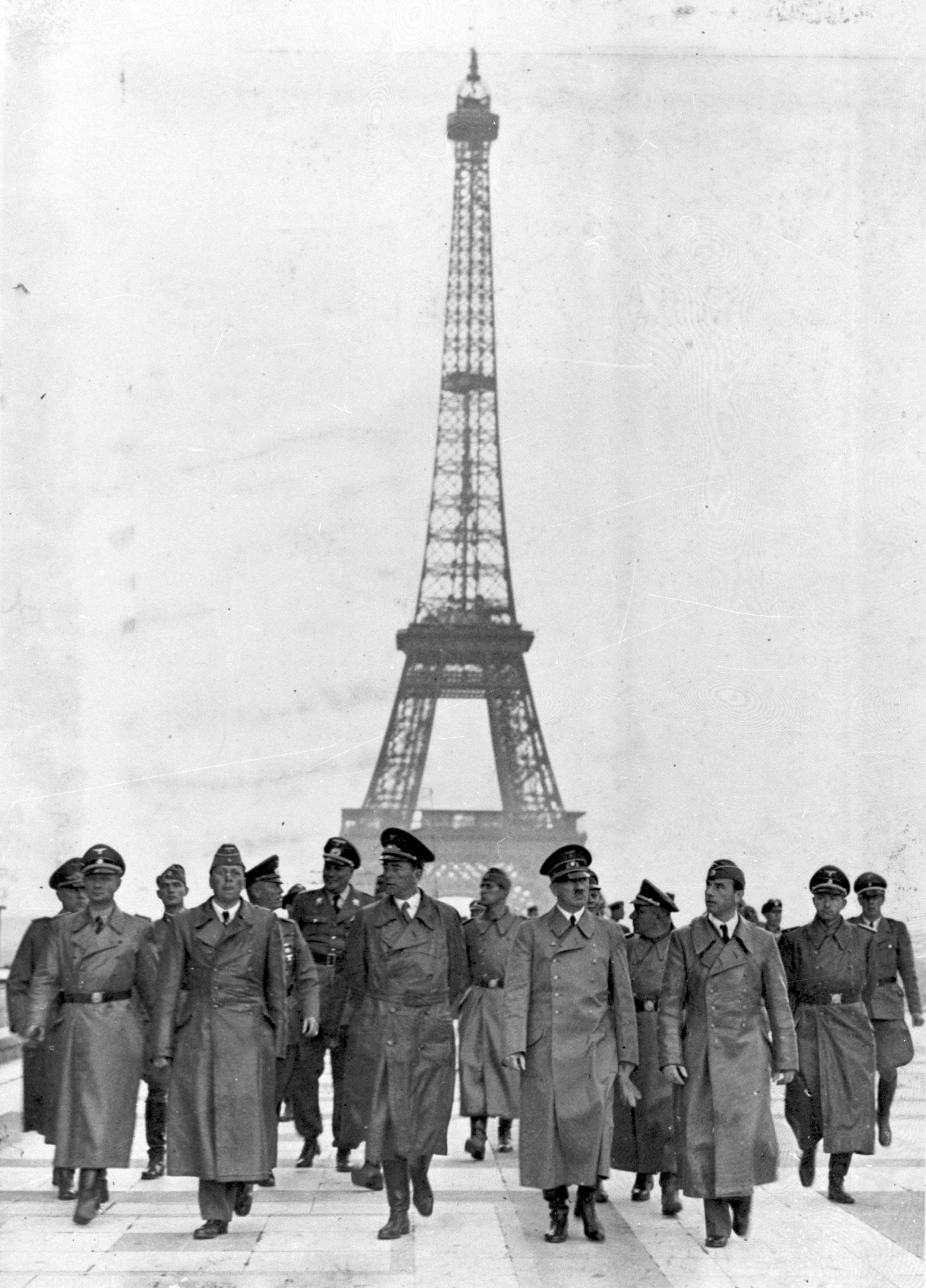
Hitler en París.

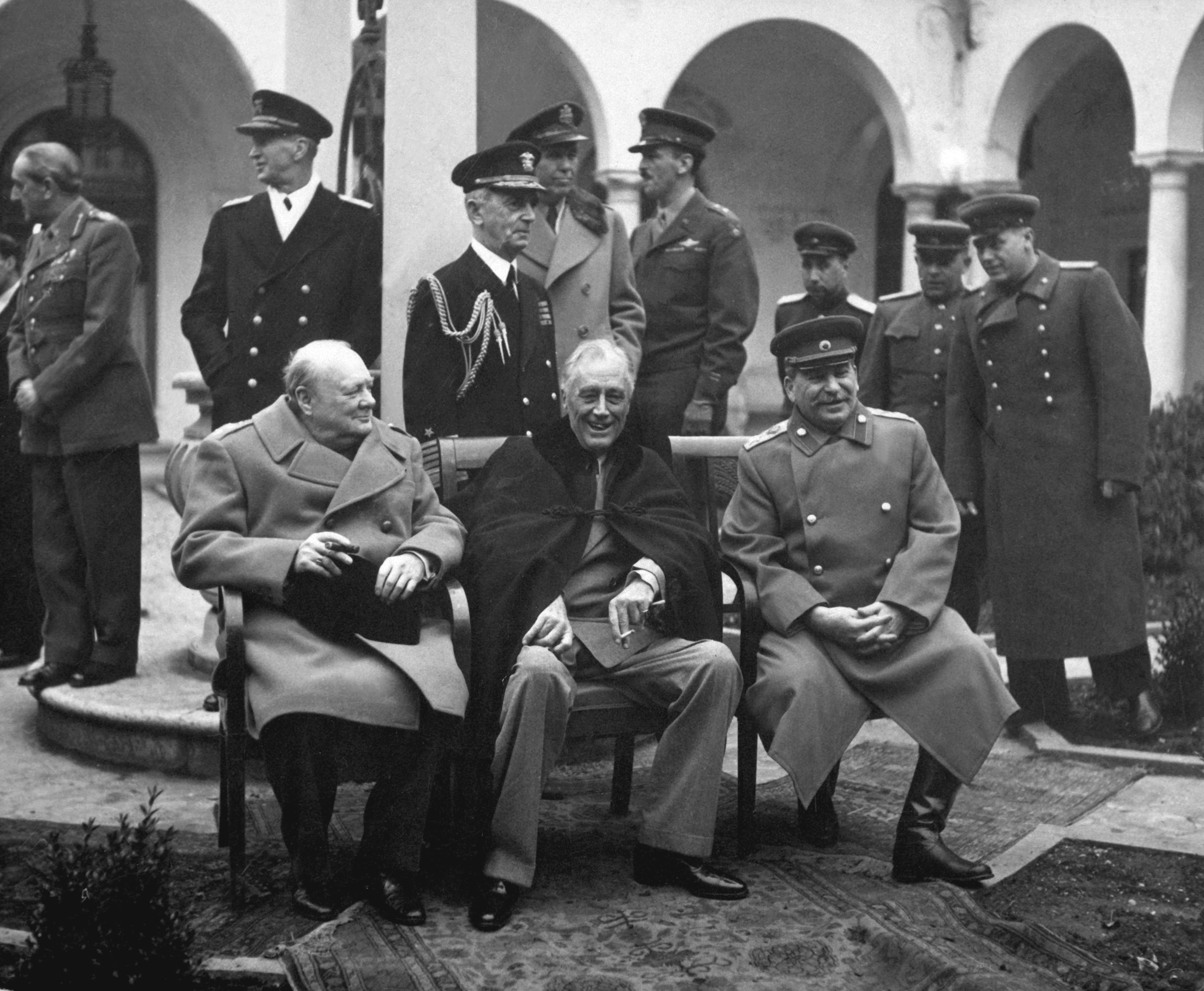
Stalin, Roosevelt y Churchill en Yalta.

La fotografía, reemplazando el grabado en los periódicos, se convirtió en una amenaza para la imagen del poder, lo que condujo al empleo del retoque fotográfico para eliminar los detalles no conformes al espíritu de la puesta en escena buscada. La propaganda soviética se especializó en ello. Pronto ocurrió lo mismo con el cine, la radio y después con la televisión. Algunos políticos fueron particularmente hábiles en sacar partido de los nuevos medios, como Adolf Hitler (la propaganda nazi fue teorizada por Joseph Goebbels y convertida en arte por Leni Riefenstahl), Franklin D. Roosevelt (procuraba que su incapacidad física no fuera advertida en ninguna aparición pública, como demuestra la famosa fotografía de la Conferencia de Yalta), el General de Gaulle (con sus conferencias de prensa y discursos radiados, no tanto los televisados, como se demostró durante la revolución de 1968) o John F. Kennedy (que demostró su dominio de la escena televisiva en el debate electoral que sostuvo con Richard Nixon). Algunos momentos históricos de cuidada escenografía lo son por haber sido inmortalizados en una escena retransmitida por televisión, como la reconciliación franco-alemana de Douaumont, en la que François Mitterrand y Helmut Kohl se cogieron de la mano.
Hoy la tecnología permite a cualquiera realizar fotografías y filmaciones, así como retocarlas, transformarlas, montarlas y difundirlas instantáneamente por internet. Esto obliga a los políticos a estar pendientes de cualquier novedad tecnológica y comunicativa (no limitadas a las web oficiales, sino extendidas a la blogosfera y las múltiples redes sociales, pues la "googlearquía" o "googlecracia" implica no solo que mantener una imagen positiva de una institución o personaje es una tarea que debe manejarse con el esfuerzo de un equipo profesional de gestores, sino que cualquier comentario o imagen desfavorable de cualquier procedencia tiene posibilidades de llegar a un amplísimo público) y emplear a profesionales de la comunicación. En Francia, Nicolas Sarkozy recibió el asesoramiento de Thierry Saussez, como en su tiempo François Mitterrand lo hizo de Jacques Séguéla.
Se ha producido una gran confusión de los géneros, haciendo difícil saber quién, los políticos o los medios, es responsable de tal o cual puesta en escena. En Francia los críticos hablan de mediocracia, videocracia, telecracia o teatrocracia, o bien de peoplisation para denunciar esta confusión de géneros, sobre todo los que utilizan medios que se presentan como neutros. Es notablemente el caso de los medios audiovisuales, pero también de la prensa popular (prensa rosa, prensa amarilla).

## Reflexiones de artistas e intelectuales

### Del Renacimiento a la Revolución
Las citas literales se dejan en francés, a falta de encontrar traducciones españolas publicadas
Estas escenificaciones siempre fueron objeto de controversia. Unos las juzgan engañosas, otros necesarias (una precoz Realpolitik). Con ironía, Erasmo se las apaña para no estar ni en uno ni en otro campo:

... os dicen que nada hay más necio que un candidato que halaga al pueblo para obtener sus votos, comprar con prodigalidades sus favores, andar a caza de los aplausos de los tontos, complacerse con las aclamaciones, ser llevado en triunfo como una bandera, y hacerse levantar una estatua de bronce en medio del Foro. Agregad a esto, continúan, la adopción de nombres y sobrenombres, los honores divinos otorgados a gentes que apenas merecen el calificativo de hombres, y los que en las públicas ceremonias se dedican a tiranos infames, equiparándolos a los dioses, y dígase si todo esto no
es tan rematadamente necio, que no bastaría un solo Demócrito para reírse de ello.

Y yo contesto: ¿Quién lo niega? Mas, a pesar de ser así, esa necedad es el manantial de donde nacieron los hechos famosos de los grandes héroes que han exaltado hasta las nubes los oradores y literatos; y ella es la que engendra las naciones, conserva los imperios, las leyes, la religión, las asambleas y los tribunales, porque la vida humana no es otra cosa que un juego de necios.
Elogio de la locura

Montaigne remarca: [..] il y a dequoy plaindre les hommes, qui auront à vivre avec un homme, et luy obeyr, lequel outrepasse, et ne se contente de la mesure d'un homme. [..] au plus eslevé throne du monde, si ne sommes nous assis, que sus nostre cul.
Maquiavelo es pragmático:

La obligación es, además, ocupar con fiestas y espectáculos a sus pueblos en aquel tiempo del año en que conviene que los haya. Como toda ciudad está dividida, o en gremios de oficios, o en tribus, debe tener miramientos con estos cuerpos, reunirse a veces con ellos y dar allí ejemplos de humanidad y munificencia, conservando, sin embargo, de un modo inalterable, la majestad de su clase; cuidado tanto más necesario, cuanto estos actos de popularidad no se hacen nunca sin que se humille de algún modo su dignidad.
El príncipe

Conocida sobre todo en referencia a la obra de Thomas More, la utopía se convierte pronto en un género popular. Los autores que en sus utopías describen puestas en escena del poder político lo hacen con propósitos edificantes o ejemplarizantes; sirven para instruir más que para manipular. Ese será el caso de Tommaso Campanella en su Ciudad del Sol.

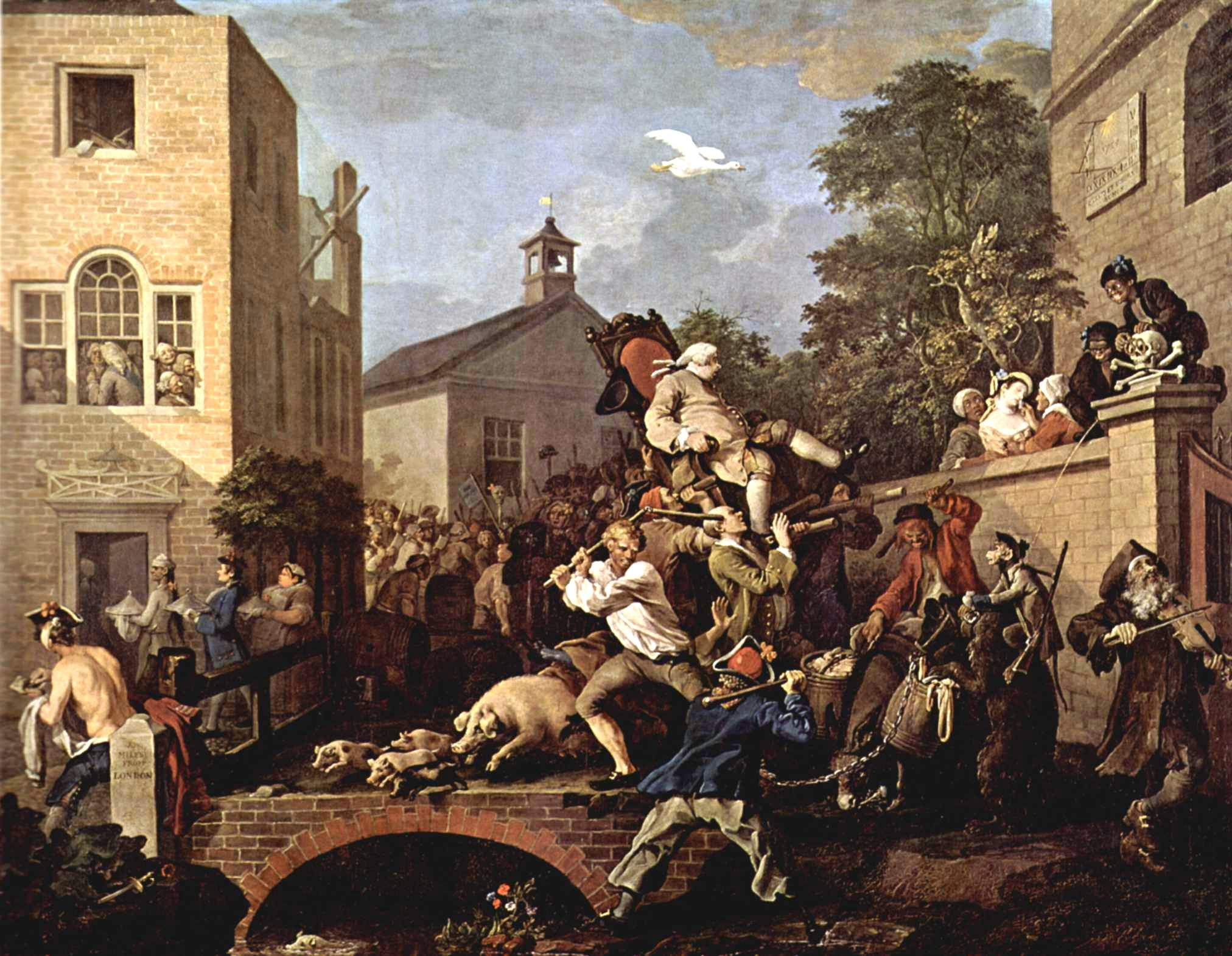
Las elecciones vistas por el pintor satírico William Hogarth.

Como ellos, Shakespeare se interroga sobre el fenómeno. Dramaturgo, tiene la posibilidad de poner en escena todas sus facetas. En Julio César ataca la demagogia, mostrando el teatro político como teatro propiamente dicho, dependiente de la poder del histrión sobre la multitud (escena de la coronación de César, ironía en la escena de los funerales, que Marco Antonio aprovecha en su favor aun cuando pareciera estar hablando en favor de Bruto). En Ricardo III muestra al rey, lobo disfrazado de oveja, escenificando ante el Parlamento su papel de devoto poco ambicioso de poderes. Pero esta puesta en escena solo es eficaz gracias a la presencia de un dispositivo que garantiza el éxito: el bofetón. Enrique V le permite interrogarse sobre la apariencia y la sustancia del poder real en el monólogo del rey en vísperas de la batalla de Azincourt donde arriesgará su vida. En Coriolano ataca la puesta en escena de las campañas electorales (ya existentes en su época), haciendo decir a uno de sus personajes: Je l'ai entendu jurer que, s'il briguait le consulat, jamais il ne consentirait à paraître sur la place publique revêtu du vêtement râpé de l'humilité; qu'il dédaignerait l'usage de montrer aux plébéiens ses blessures, pour mendier (disait-il) leurs voix empestées.
El teatro, escogiendo sus héroes entre personajes históricos ejemplares (en lo bueno o en lo malo), puede permitirse comentar las diferentes escenificaciones del poder político sin alertar a la censura, puesto que no es el autor el que habla por su boca. Así lo hizo el teatro francés del siglo XVII. En Britannicus, Racine denuncia los abusos de la puesta en escena política que oculta un poder tiránico y corrompido. A Británico, que le acusa de ocultar la verdad, Nerón replica: Rome ne porte point ses regards curieux /jusque dans des secrets que je cache à ses yeux.
En su Dictionnaire philosophique portatif, Voltaire redacta un artículo titulado «Cérémonies, titres, prééminence». Para él se trata de dispositivos destinados a materializar la jerarquía social y las releciones de dependencia de los pequeños ante los poderosos. La multiplicación de las ceremonias es un medio de cerrar las clases sociales : 

Plus un peuple est libre, moins il a de cérémonies, moins de titres fastueux, moins de démonstrations d’anéantissement devant son supérieur

. En vísperas de la Revolución, sus críticas son tan corrientes que una comedia como Las bodas de Fígaro es inmediatamente decodificada como una denuncia del libertinaje aristocrático y la supervivencia de prácticas feudales. La pieza, escrita en 1778, no fue censurada hasta 1784.

### Siglo XX
George Orwell puso de manifiesto los mecanismos de control totalitarios en su distopía 1984, que inspiró a Terry Gilliam la película Brazil, donde escenificó las terribles apariciones del brazo armado de un poder sin rostro.
El mismo Orwell realizó una sátira sobre la deriva totalitaria de las revoluciones en Animal Farm ("rebelión en la granja"), donde animales antropomorfizados establecen un régimen de terror sobre las conciencias.
El tema de la apariencia y la sustancia del poder fue recurrente en las producciones culturales de le época de la II Guerra Mundial y la Guerra Fría, visible incluso en The wizzard of Oz ("el mago de Oz"), aparentemente un cuento infantil.
El desarrollo de la sociología, la antropología o la etnología contribuyeron a introducir una distancia crítica entre los rituales sociales y sus destinatarios. Platón había denominado "teatrocracia" a la democracia ateniense, al considerar que el poder político se escenificaba a través del teatro y la palabra pública. La expresión fue reactualizada por el etnólogo francés Georges Balandier en 1992 para describir la Mediatización de la vida política en las democracias contemporáneas, una verdadera política espectáculo.
Por último, la semiología y la semiótica dotaron a filósofos y críticos de nuevas herramientas de análisis para estudiar el fenómeno, distinguiendo lo que la información y la comunicación tienen de propagación contra la resistencia de otras ideas y valores. Estos análisis a su vez provocan un resurgimiento del interés por la retórica y sus textos teóricos, dando lugar a una visión mediológica que incluye los dispositivos técnicos de tratamiento de la información y de la organización de grupos de influencia.